# 여권 목록
여권은 국가가 자국 국민에게 발행하여 타국으로 여행할 수 있도록 허가하는 소책자이다. 일부 경우 국가가 거주자에게 여권과 유사한 여행증명서를 발행한다. 국제기구 또한 소속 직원에게 일반적으로 통행증이라고 불리는 여행증명서를 발행한다. 이 문서는 현재 발행되는 다양한 여권 사진을 보여준다.

## 현행 보통 여권

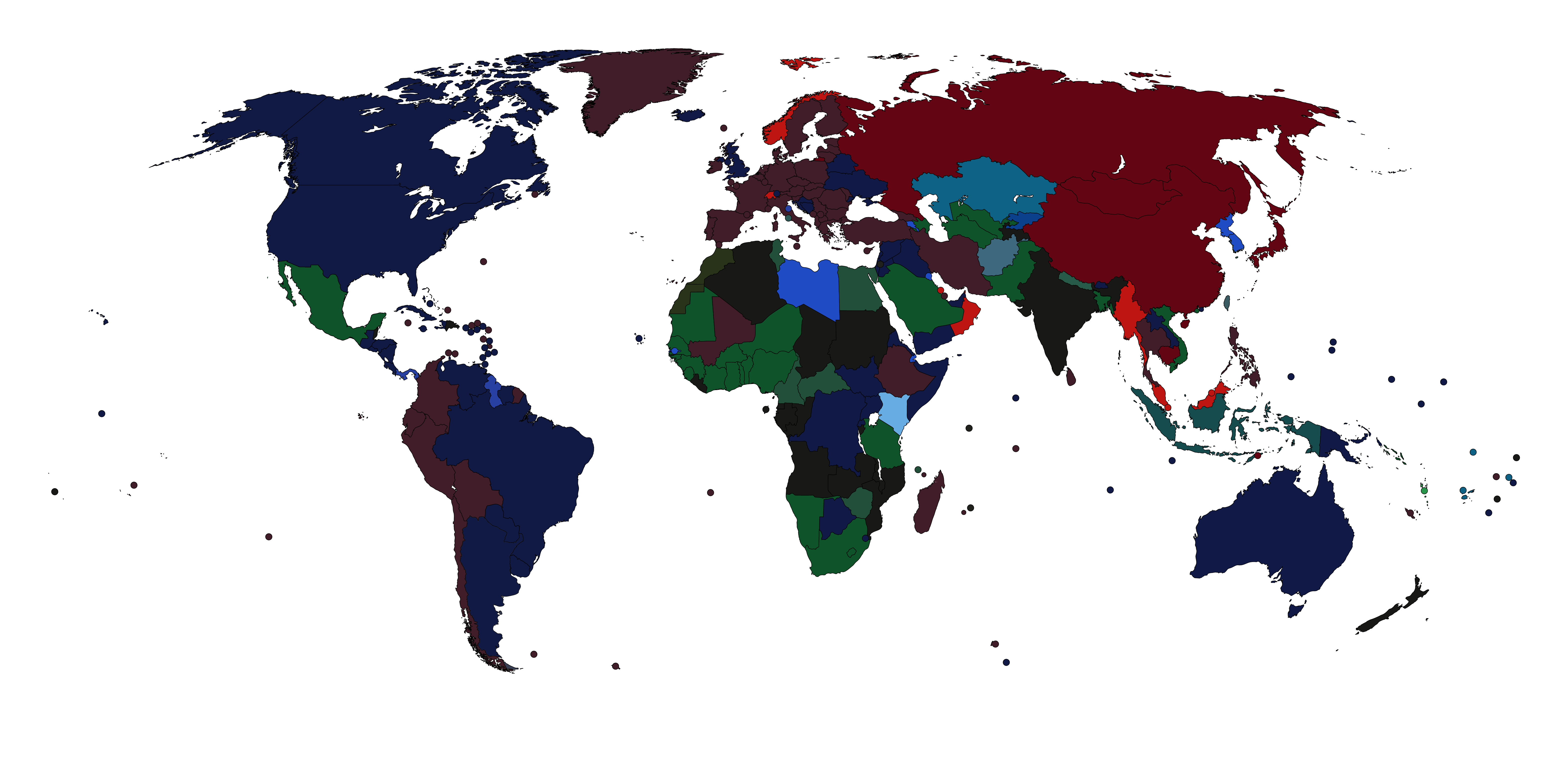
전 세계 보통 여권 표지 색상

### 특수 사례
표지 국가가 이탤릭체로 표시된 여권은 여권이 극히 제한적으로만 인정되는 지역 또는 유엔 회원국도 유엔 총회 비회원 옵서버 국가도 아닌 국가에서 발행된 여권이다.
그러나 중화민국은 14개국과만 공식 외교 관계를 유지하고 있음에도 불구하고, "중화민국 (대만) 여권"은 여전히 전 세계 대부분의 국가에서 유효한 여행증명서로 인정된다. 중화민국 여권은 (중화민국에 거주권이 있는 국민에게) 137개국에서 비자 면제(또는 도착 비자) 지위를 부여하여, 비자 제한 지수에 따르면 보통 여권 중 세계 29위(우루과이와 동률)에 해당하지만, 아르헨티나, 브라질, 중화인민공화국(PRC), 자메이카, 모리셔스 등 일부 국가에서는 중화민국의 정치적 지위에 대한 입장에 따라 중화민국 여권에 비자를 부여하거나 스탬프를 찍는 것을 거부하며, 대신 중화인민공화국(PRC)과 구별되는 정치체로서 중화민국에 어떤 종류의 인정도 전달하는 것을 피하기 위해 중화민국 여행자에게 별도의 여행증명서나 별도의 종이 비자를 발행한다.

### 아프리카

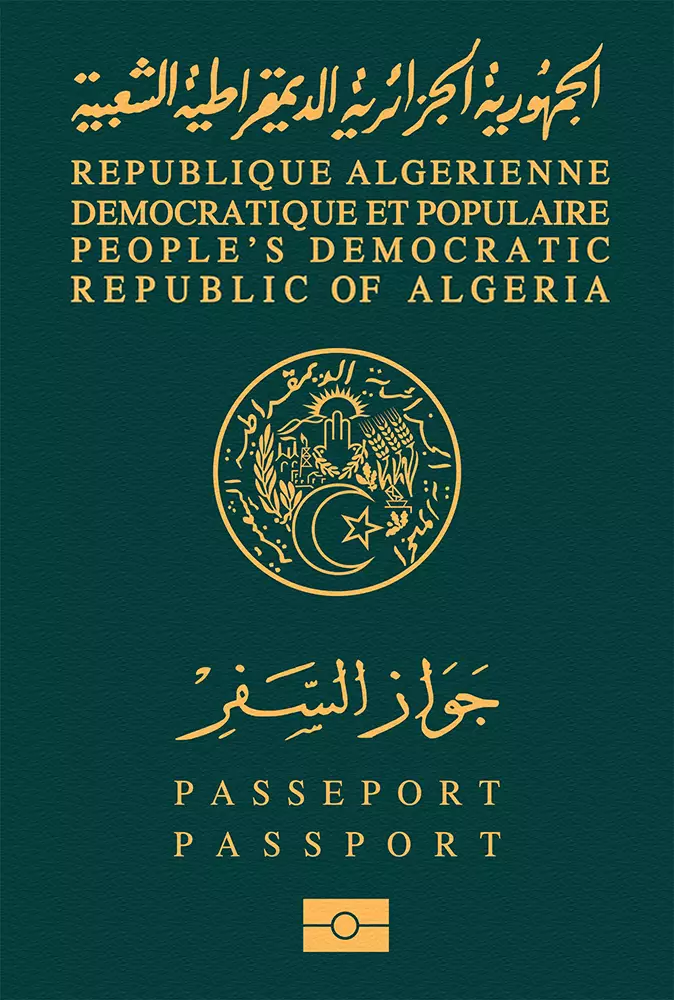
알제리
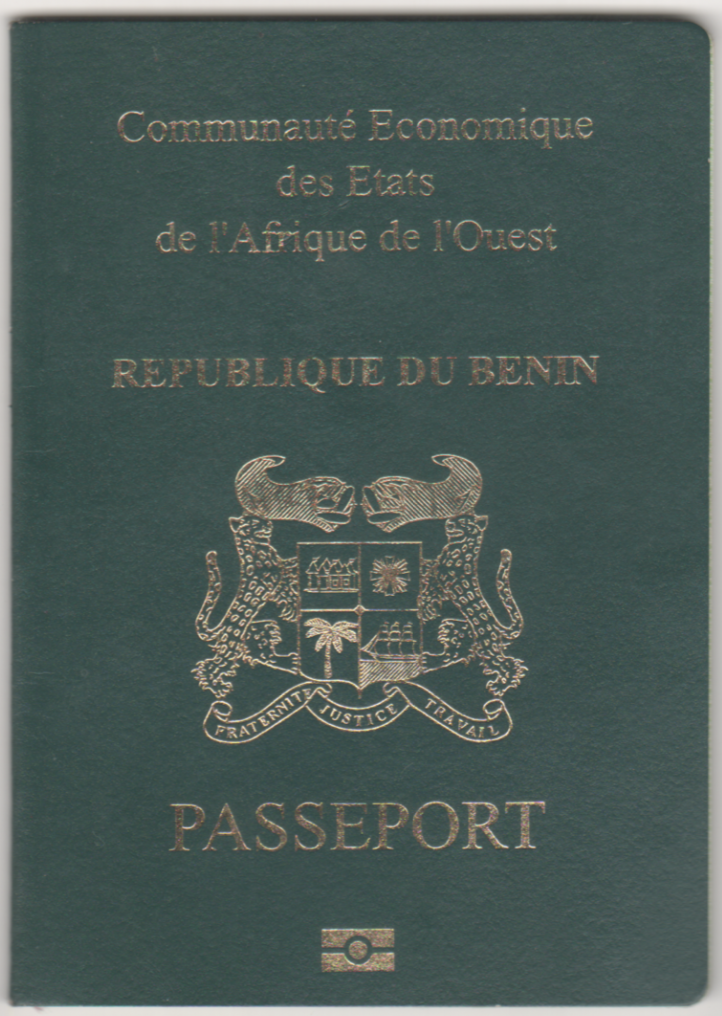
베냉
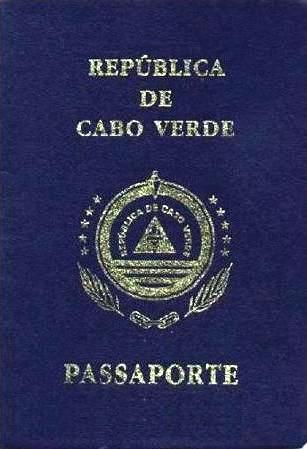
카보베르데
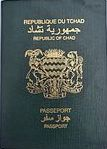
차드
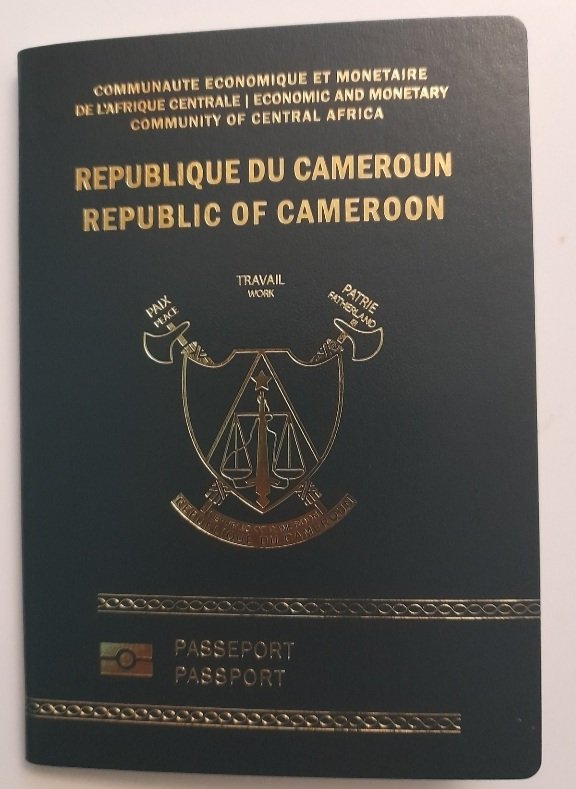
카메룬
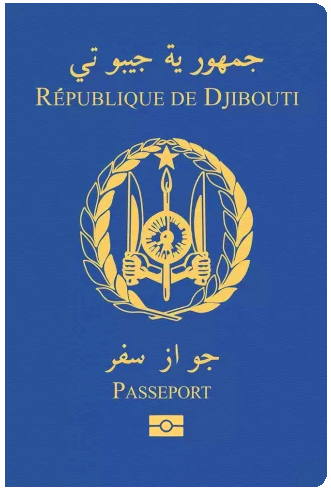
지부티
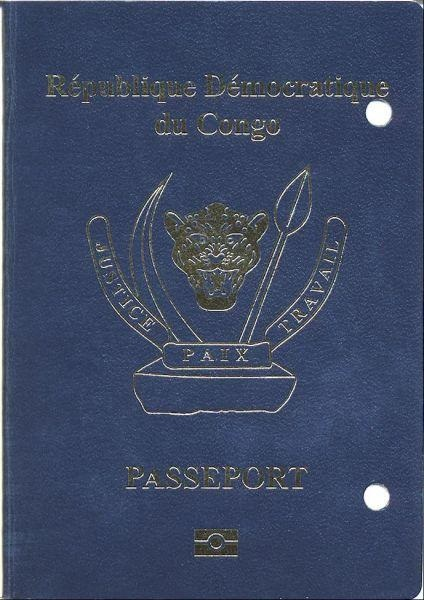
콩고 민주 공화국
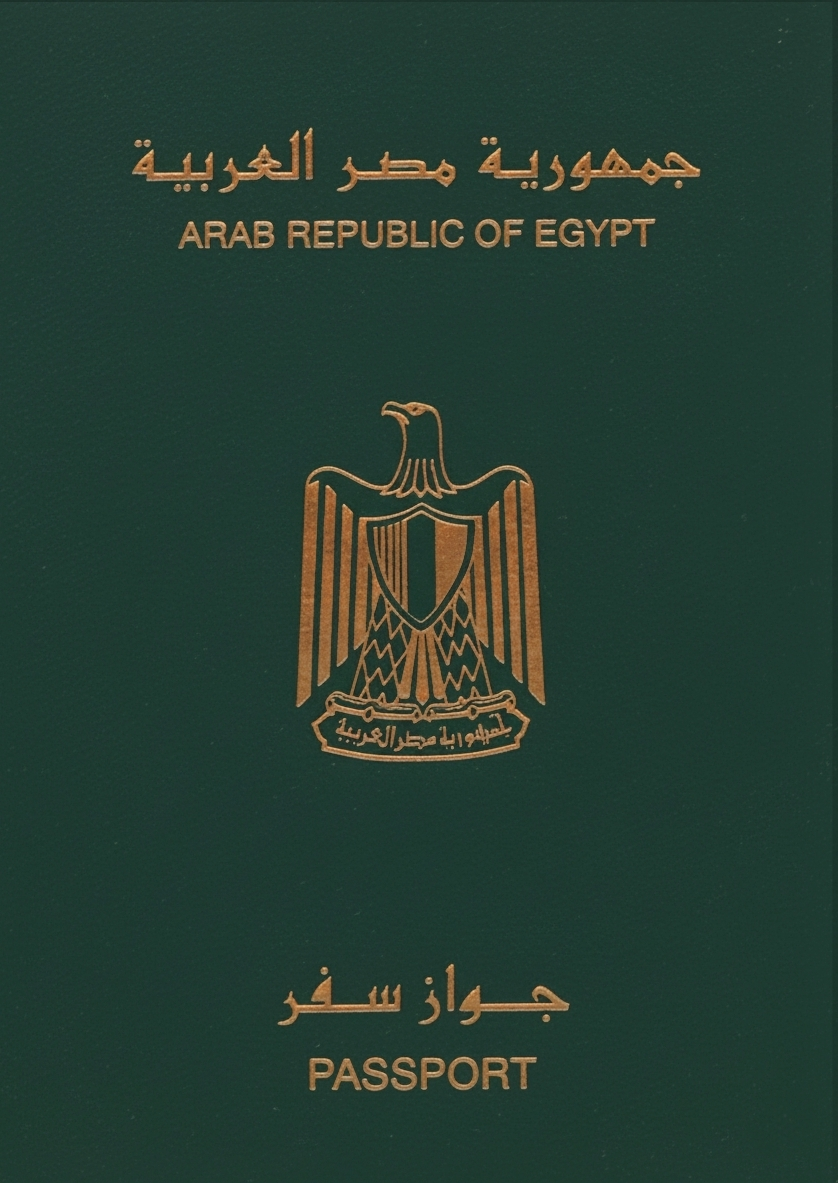
이집트
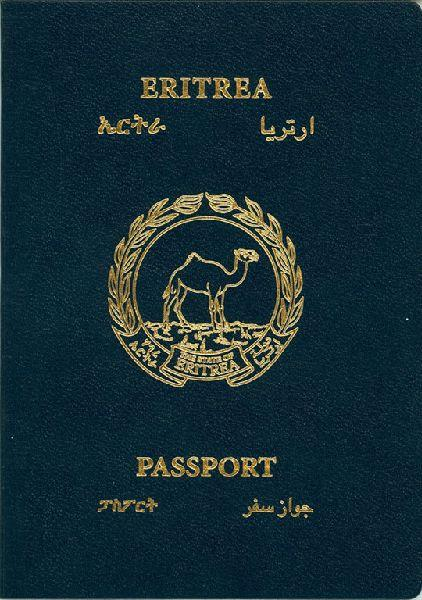
에리트레아
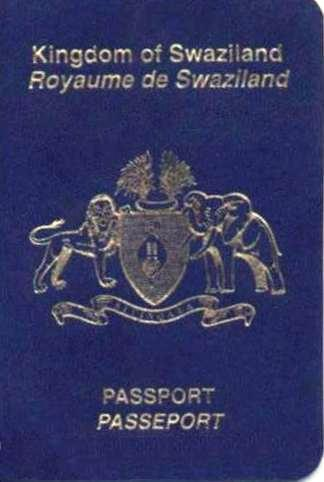
에스와티니
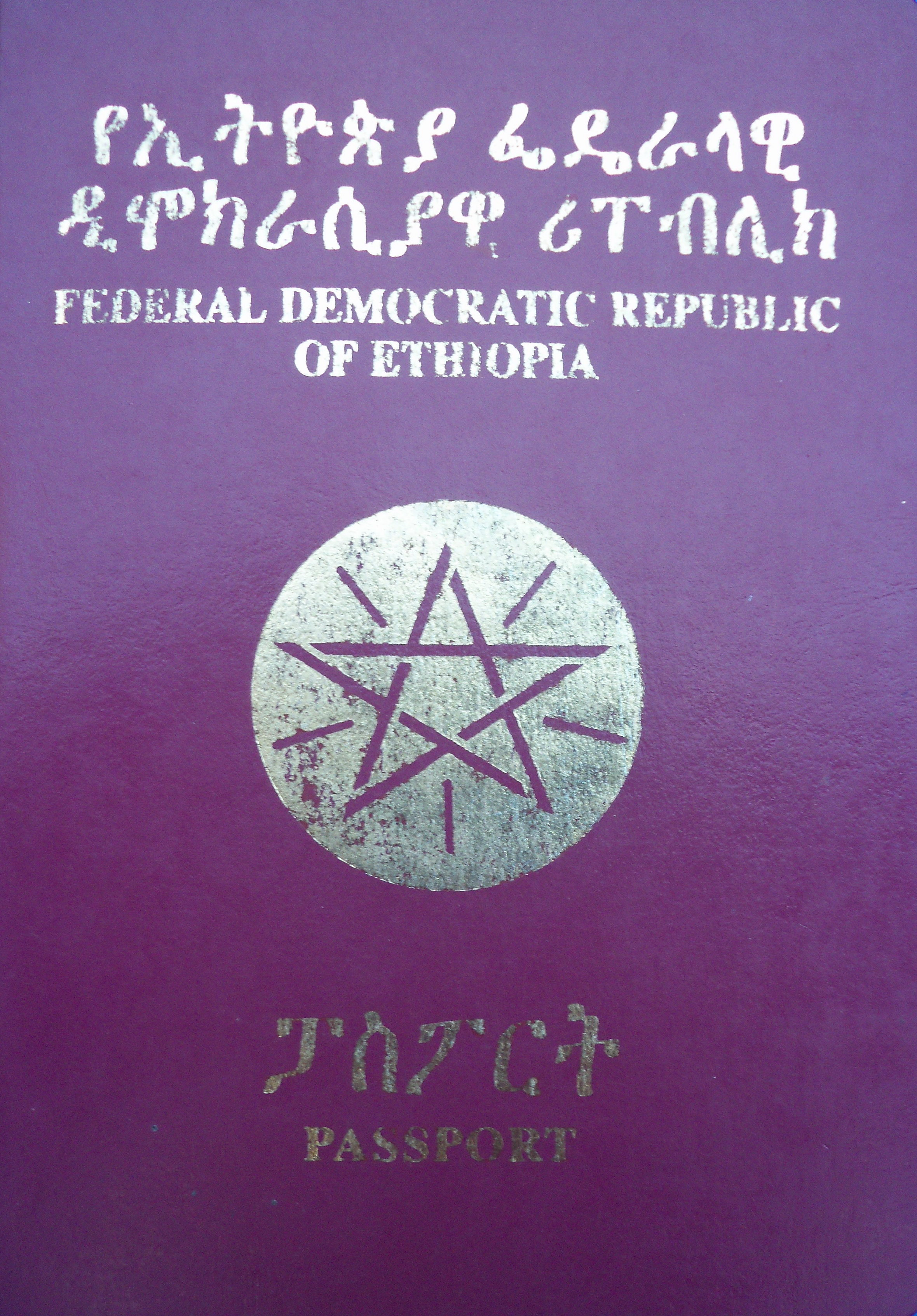
에티오피아
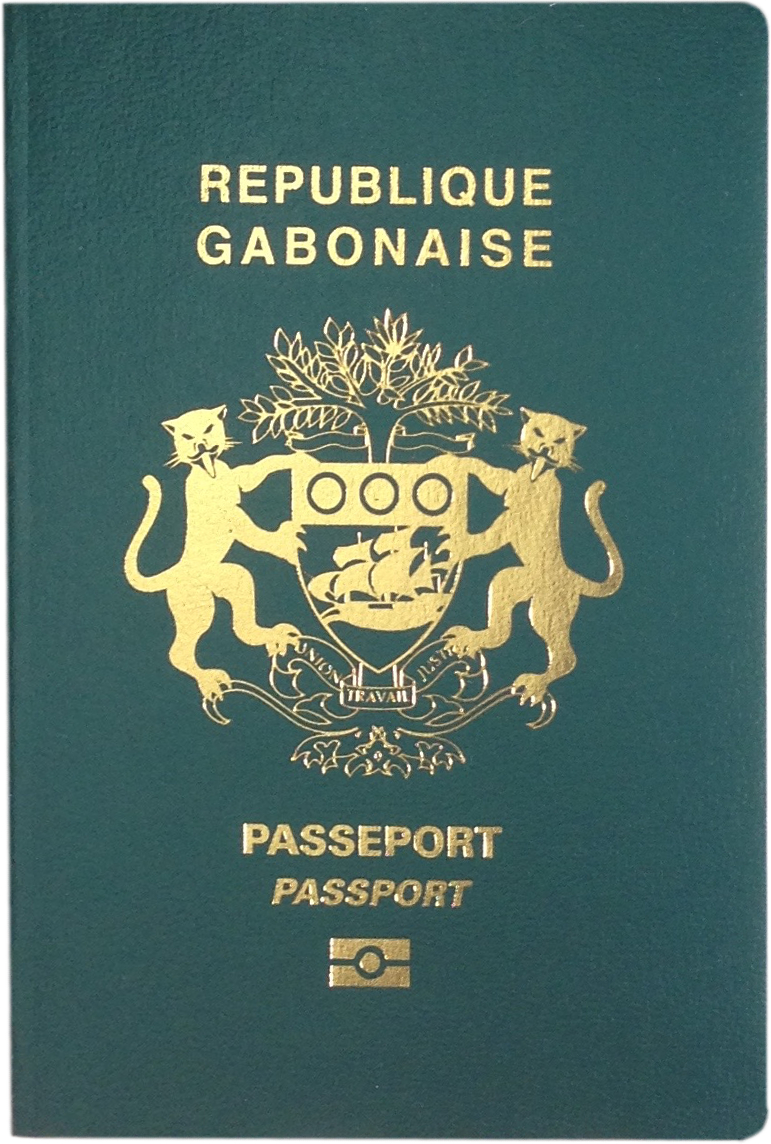
가봉
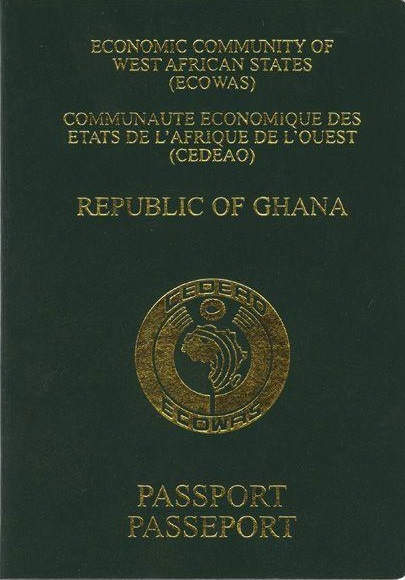
가나
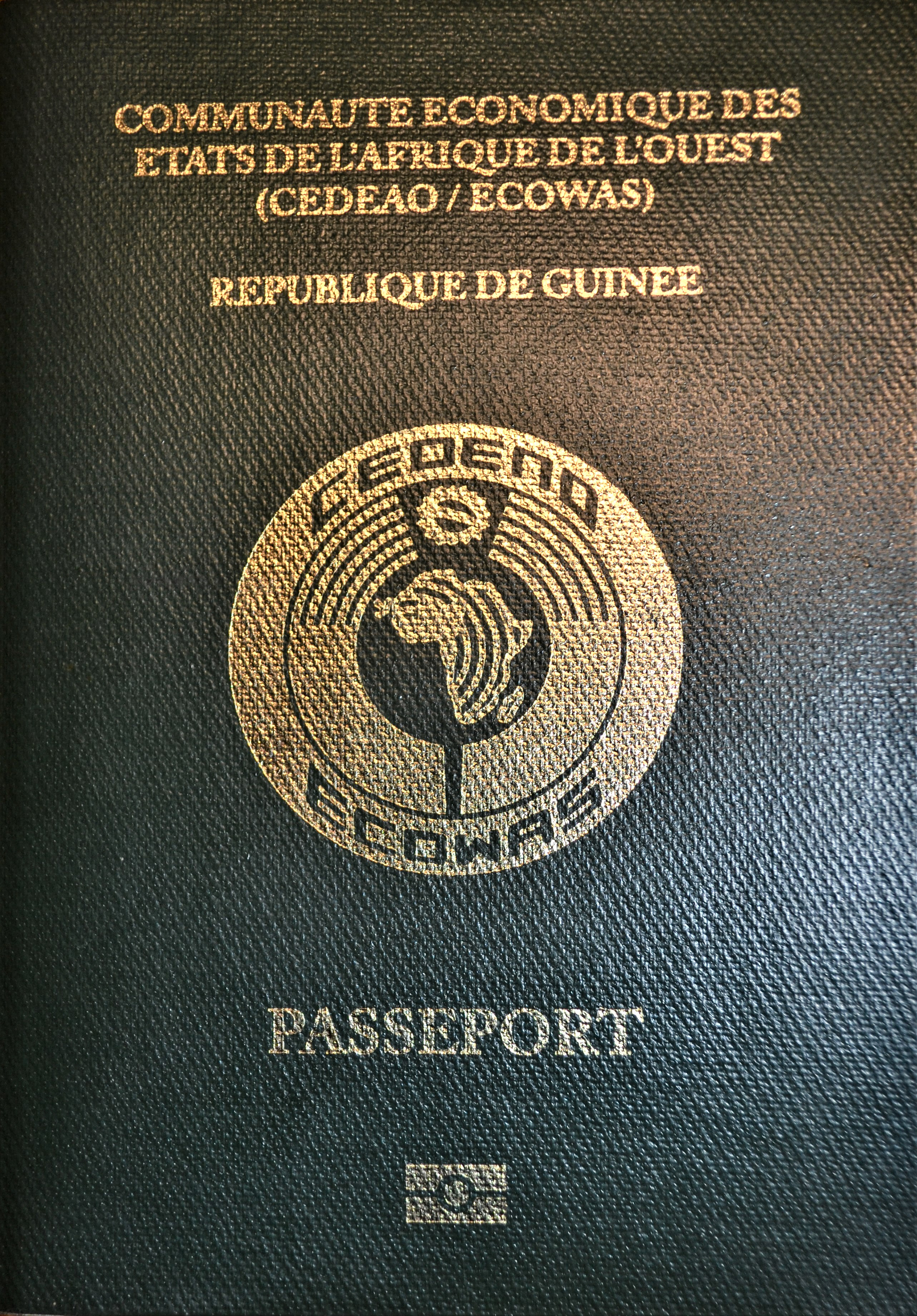
기니
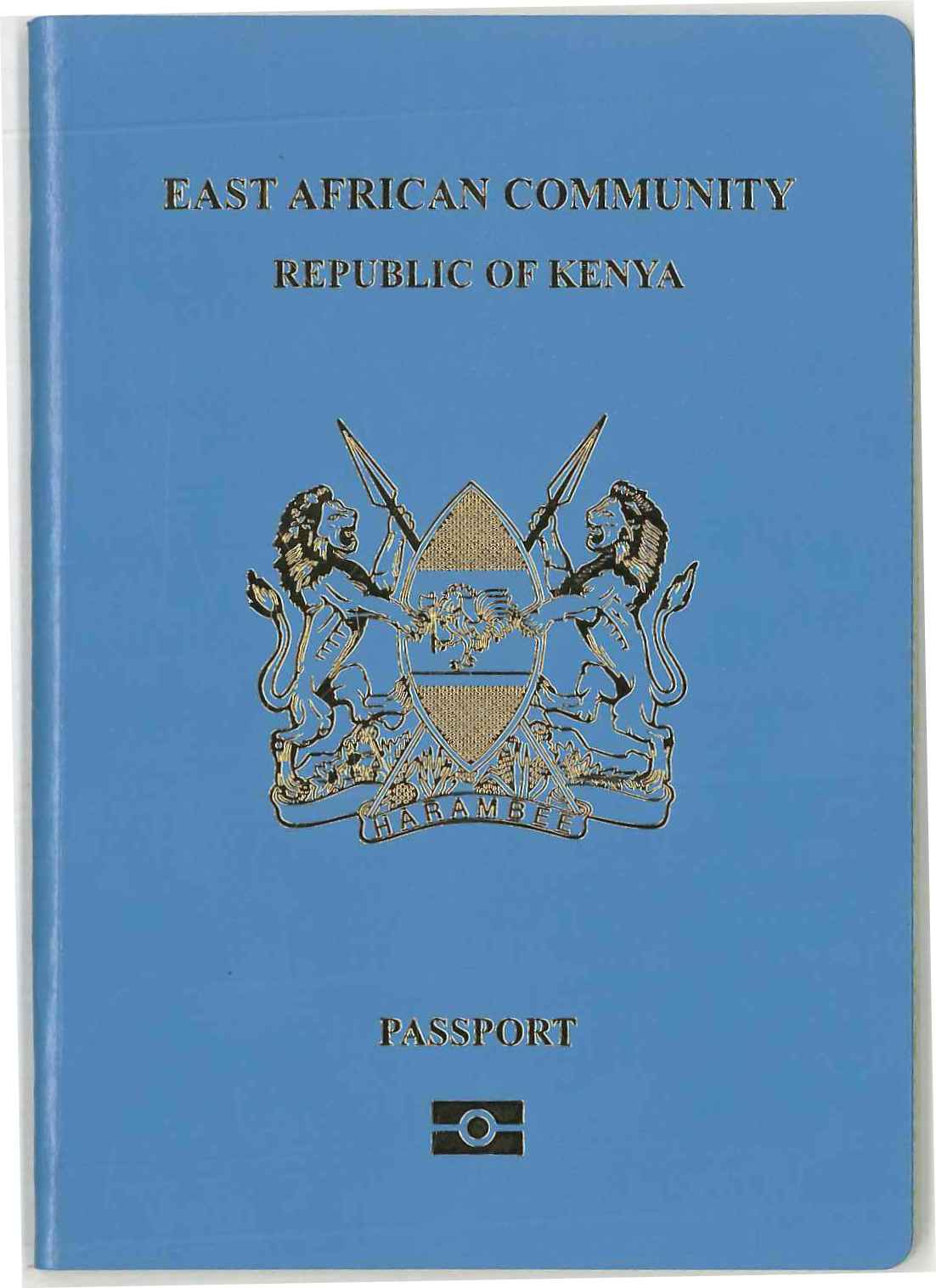
케냐
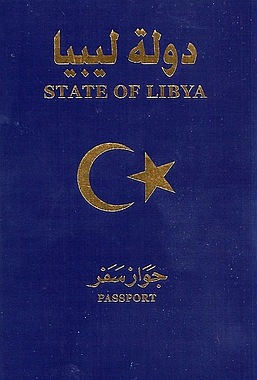
리비아
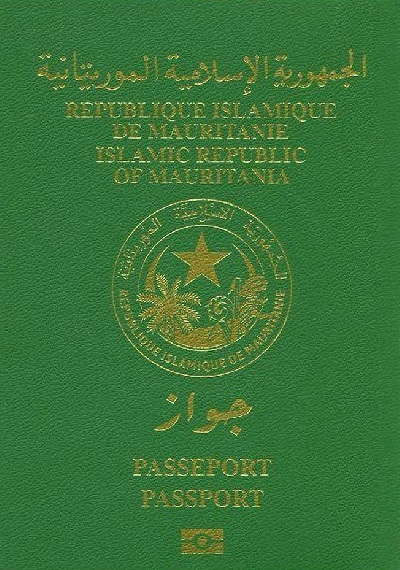
모리타니
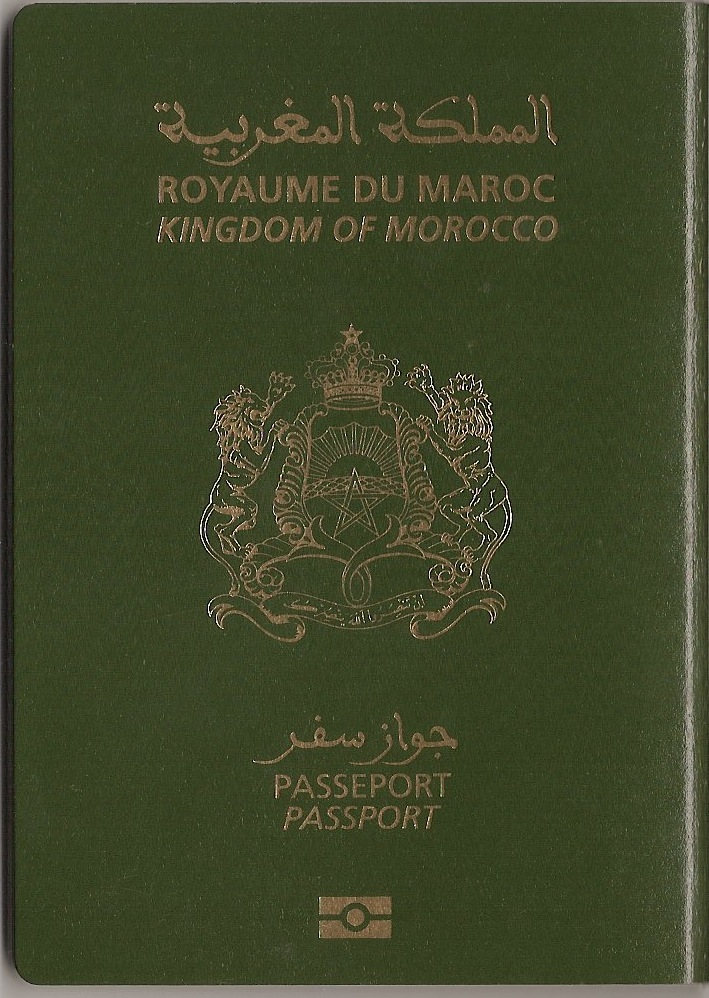
모로코
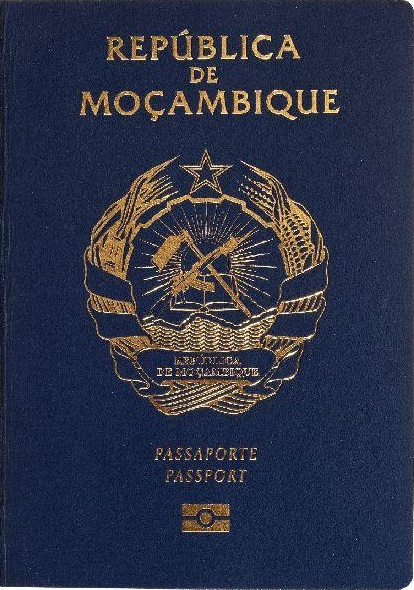
모잠비크
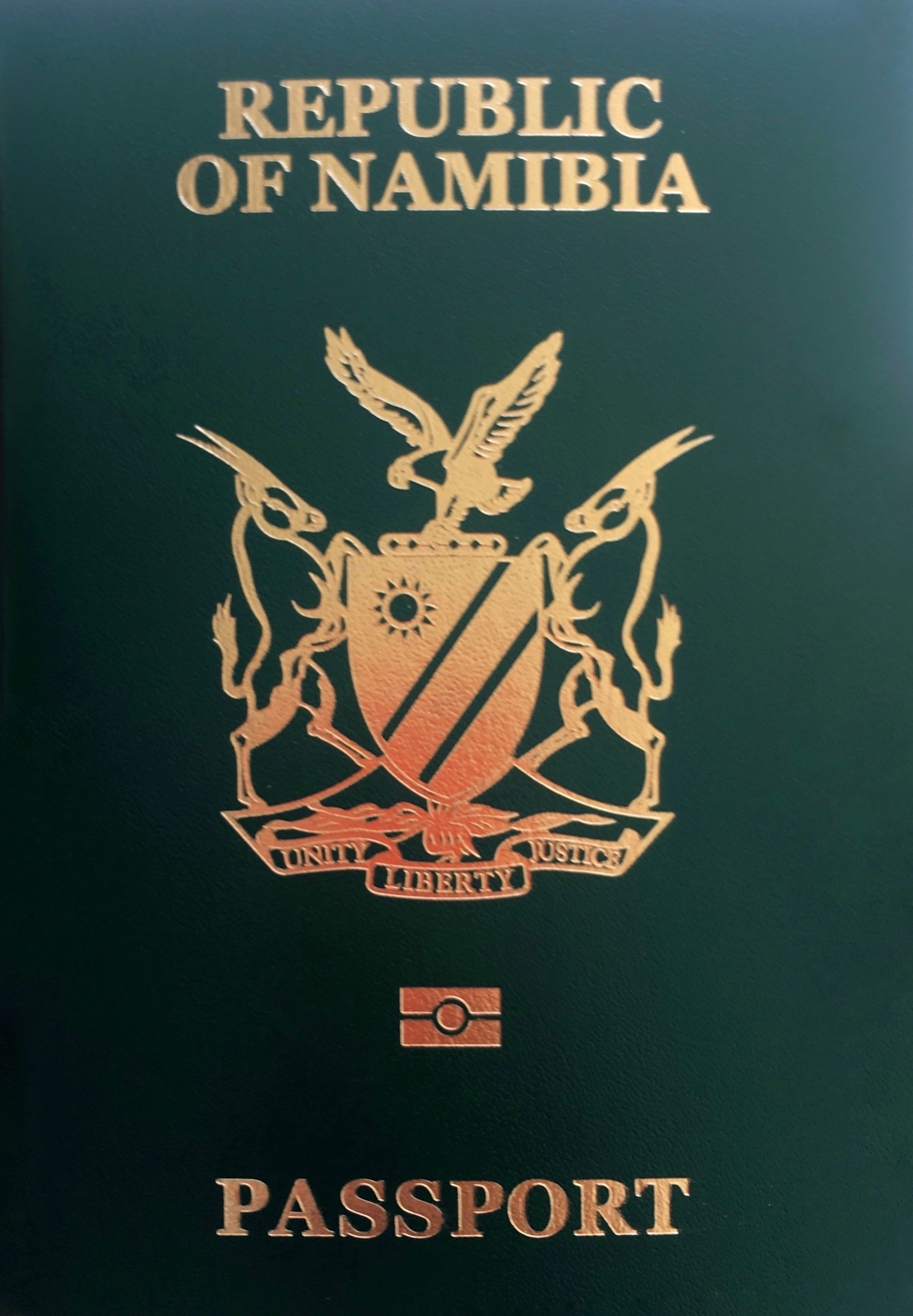
나미비아
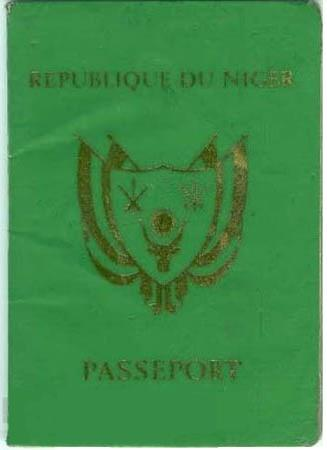
니제르
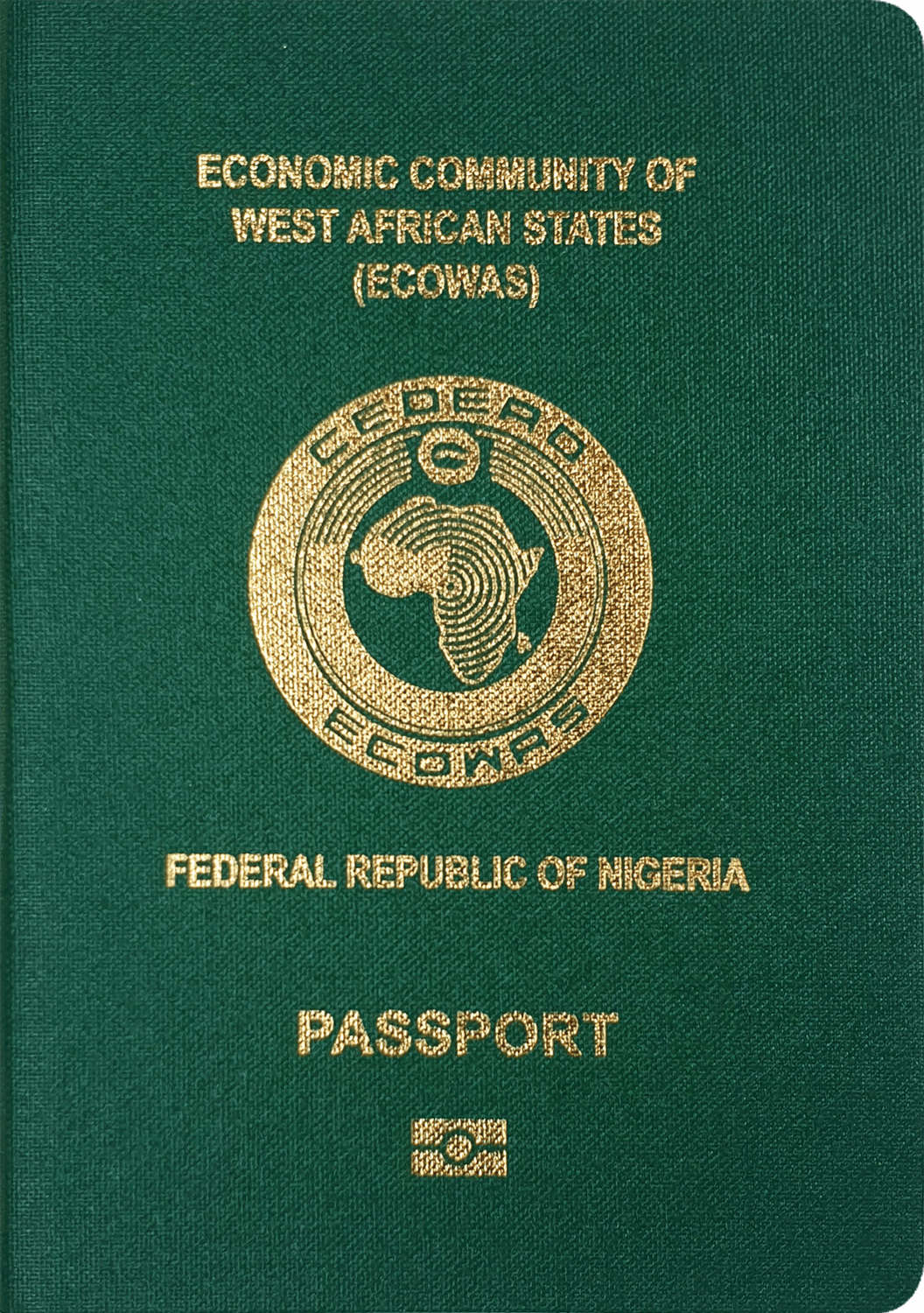
나이지리아
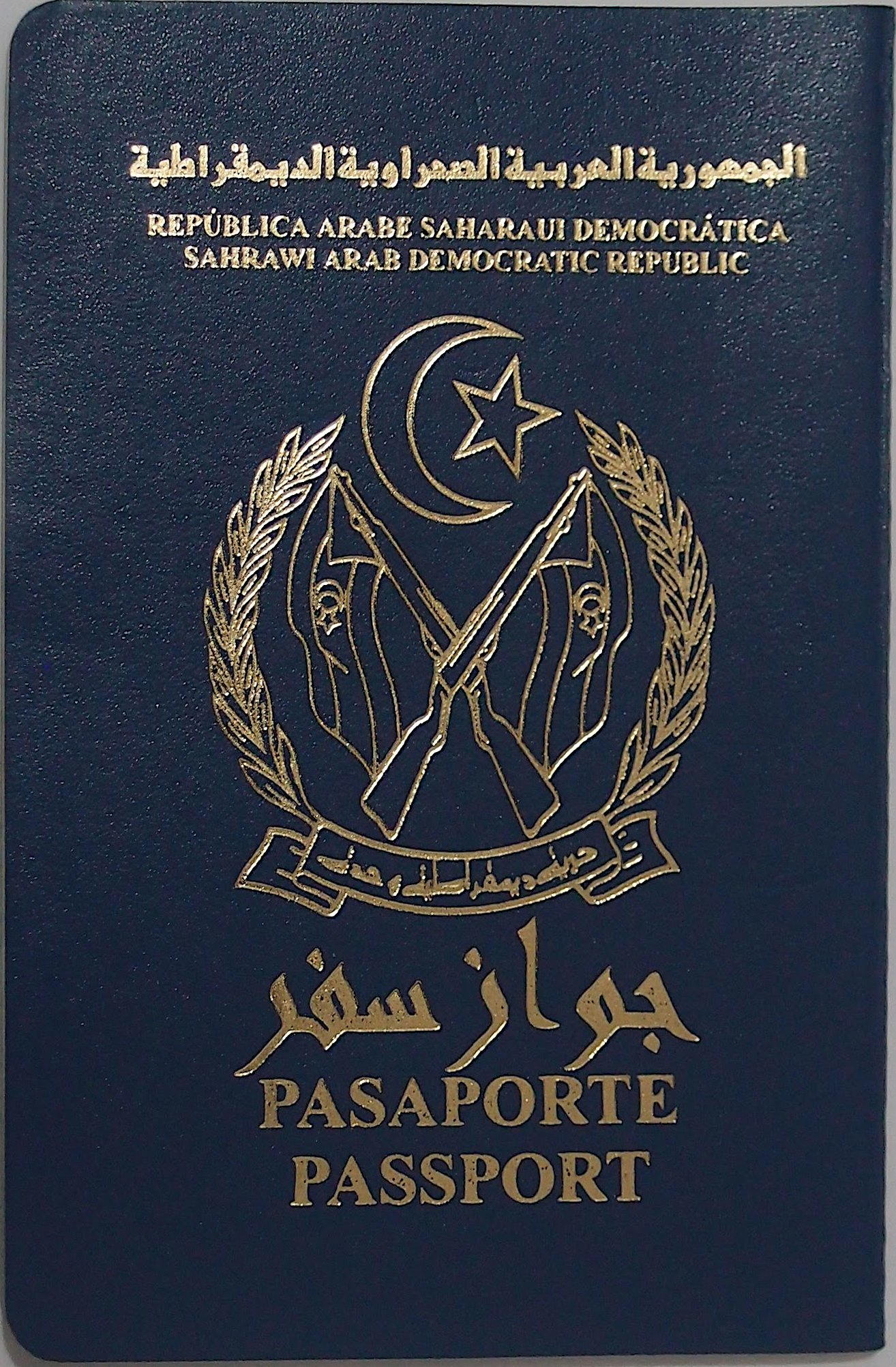
사하라 아랍 민주 공화국
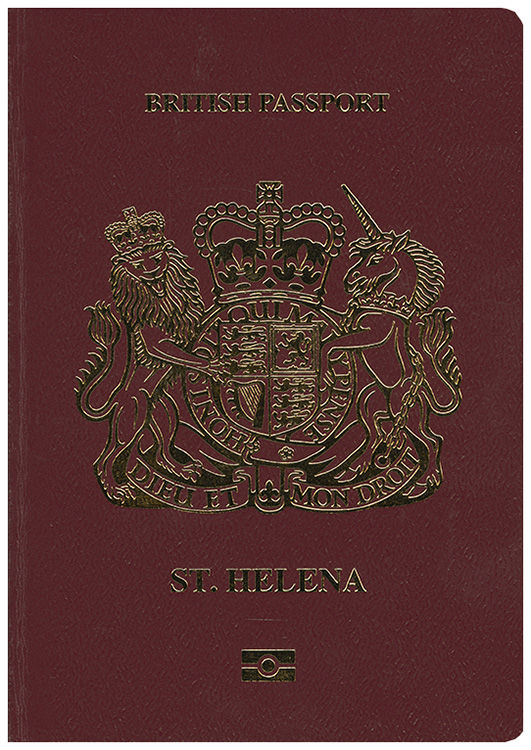
세인트헬레나, 어센션 및 트리스탄다쿠냐
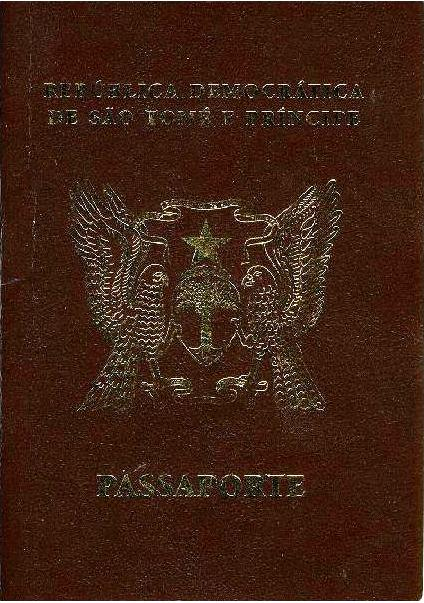
상투메 프린시페
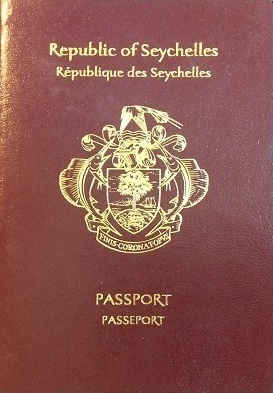
세이셸
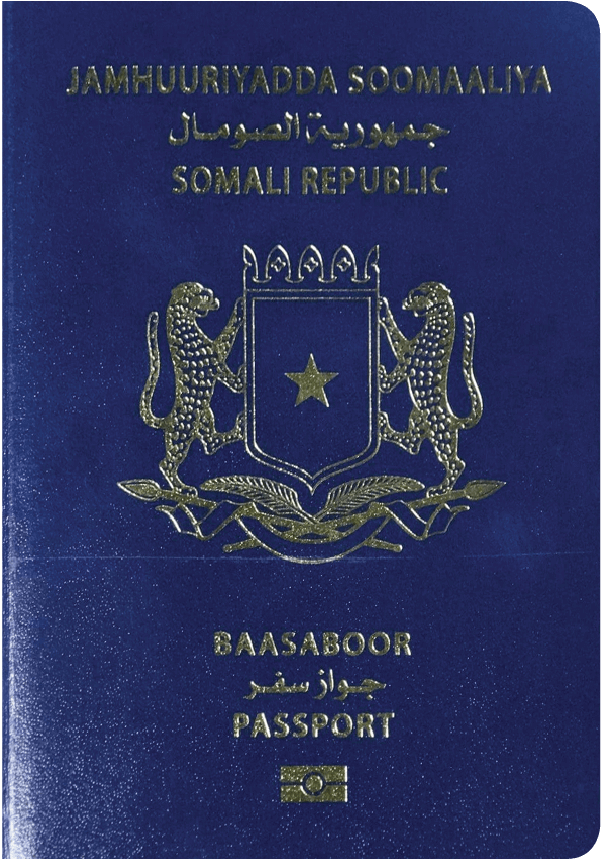
소말리아
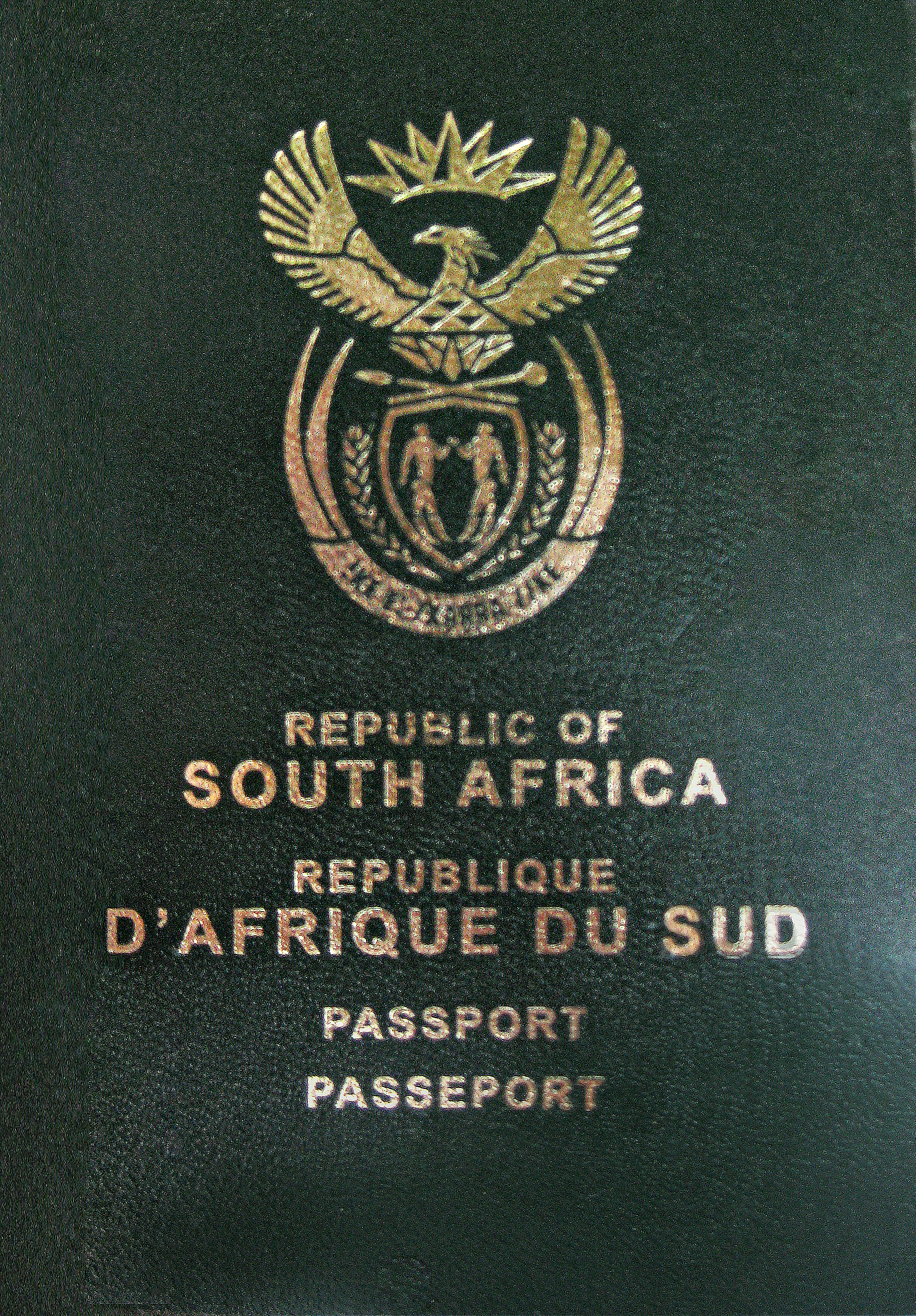
남아프리카 공화국
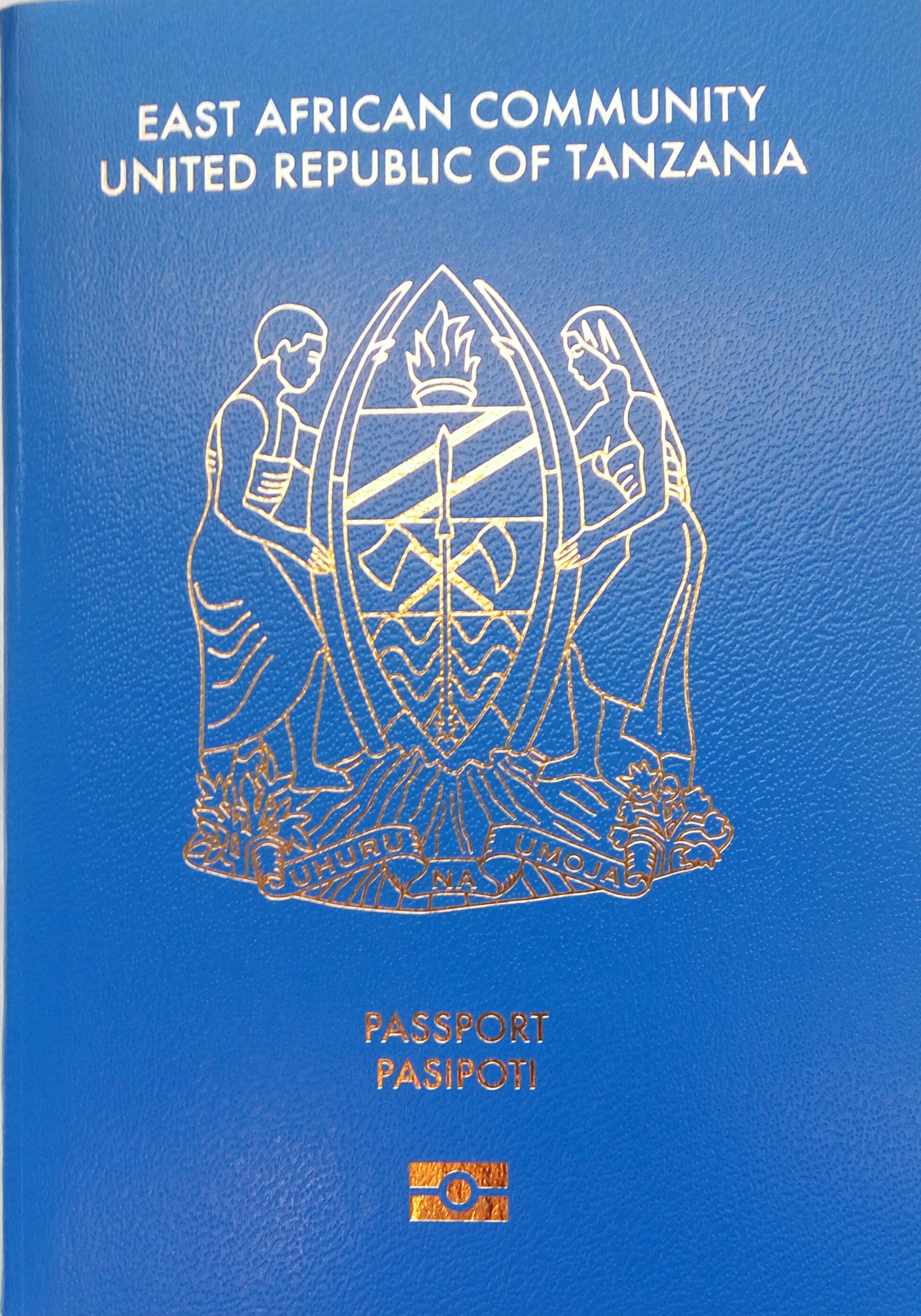
탄자니아
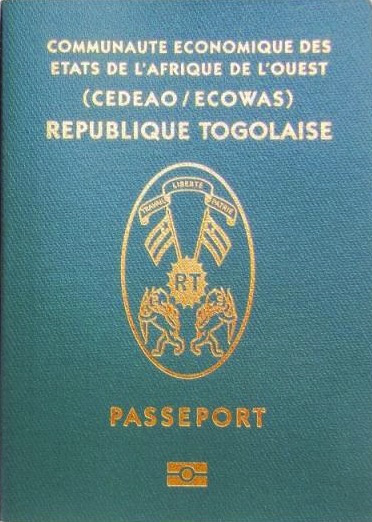
토고
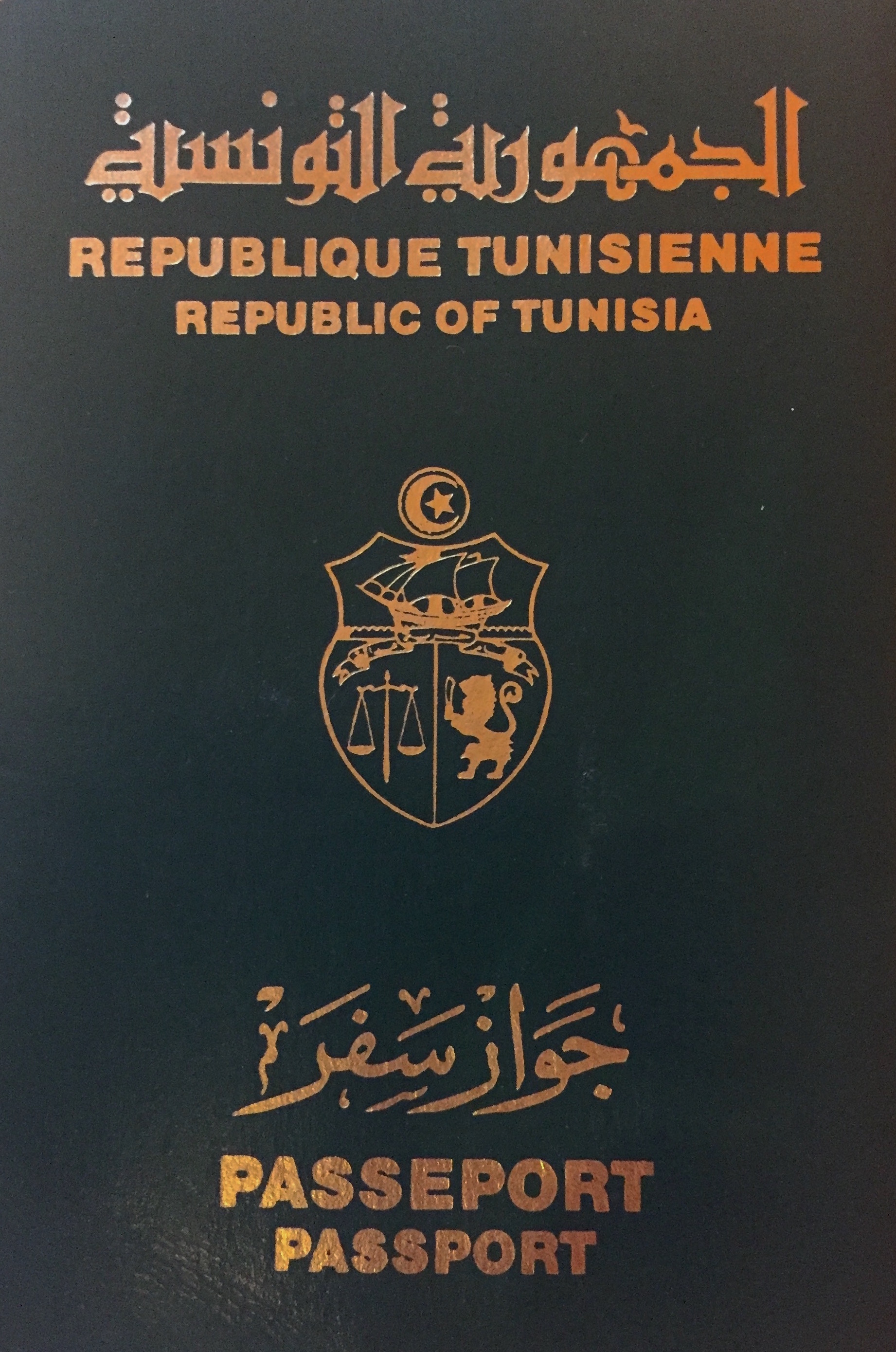
튀니지
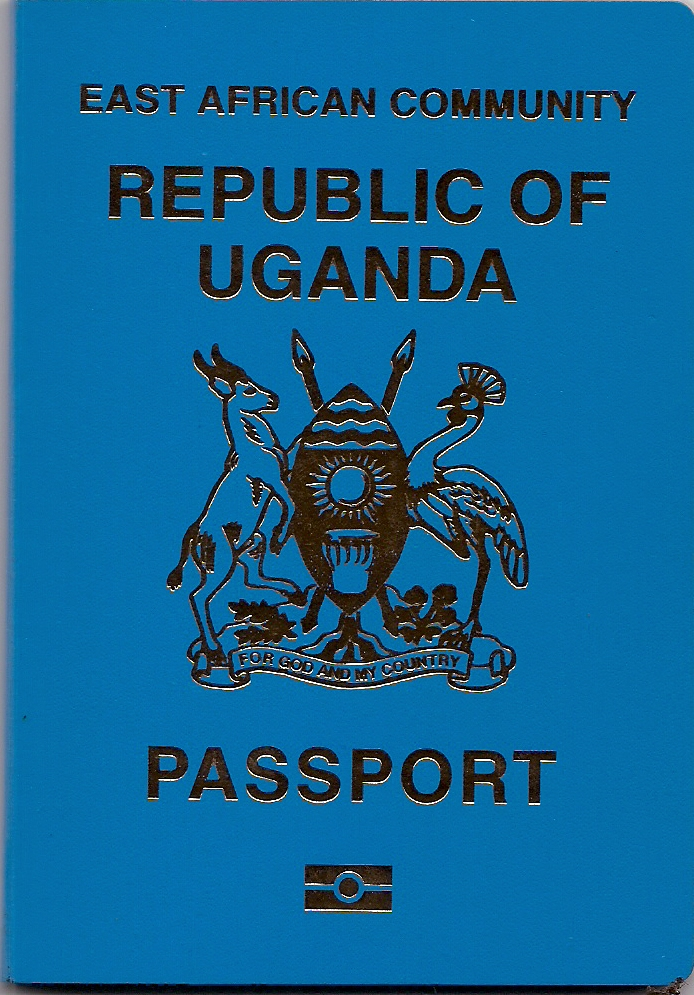
우간다
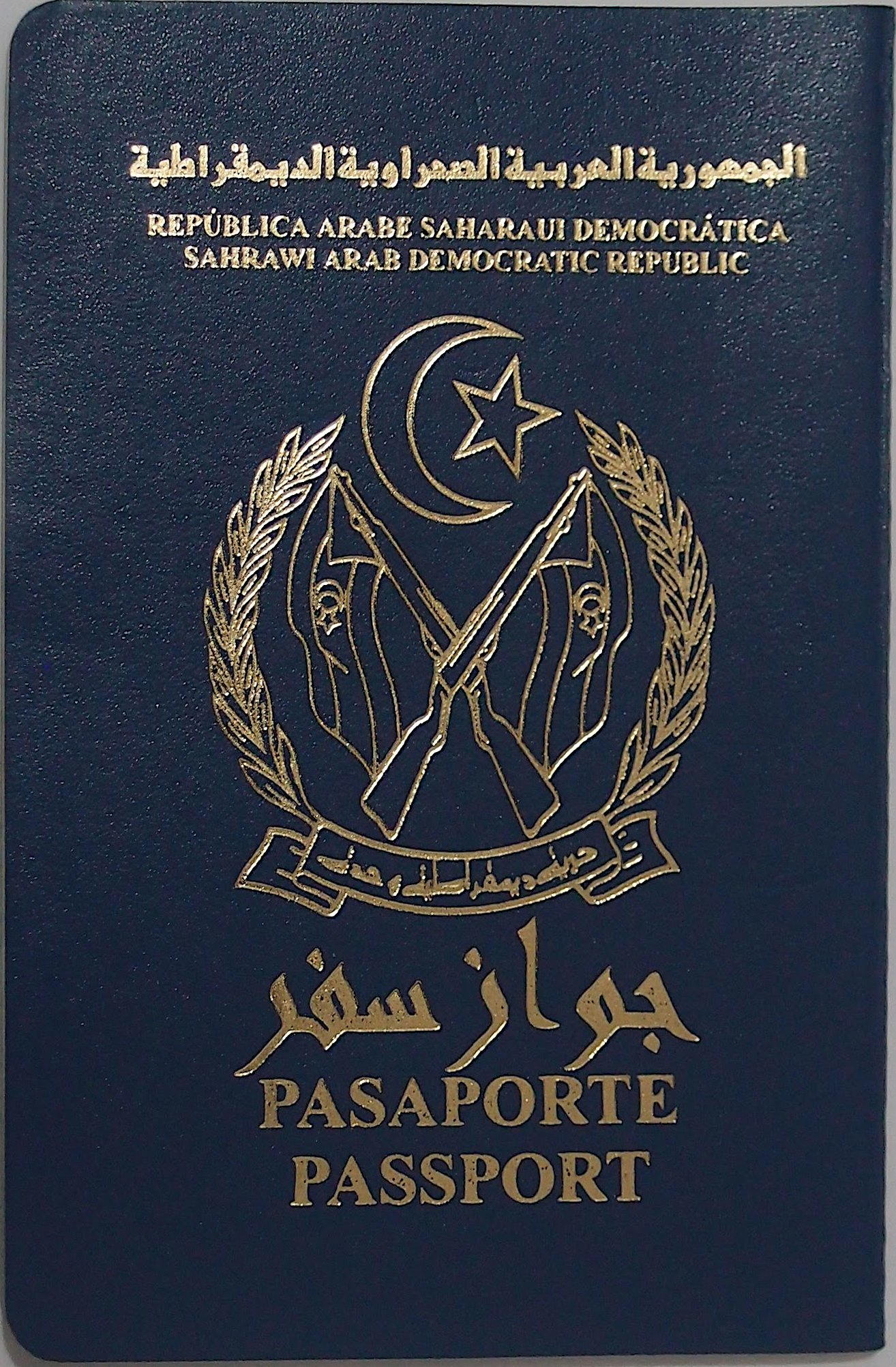
서사하라

### 북미 및 중앙아메리카

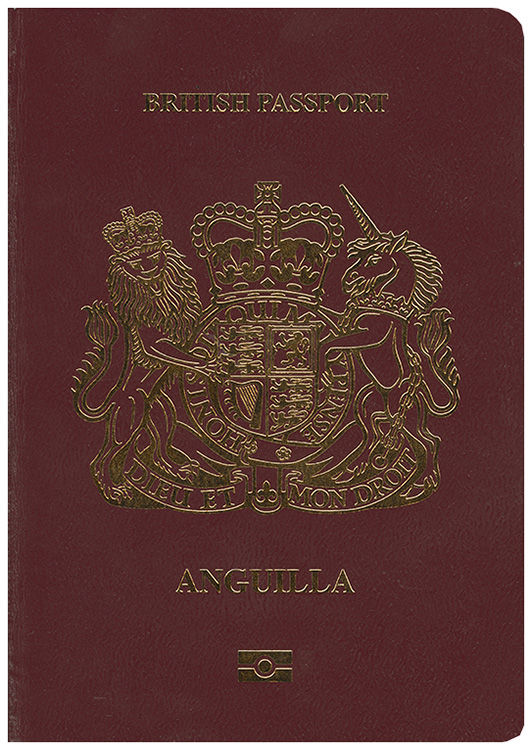
앵귈라
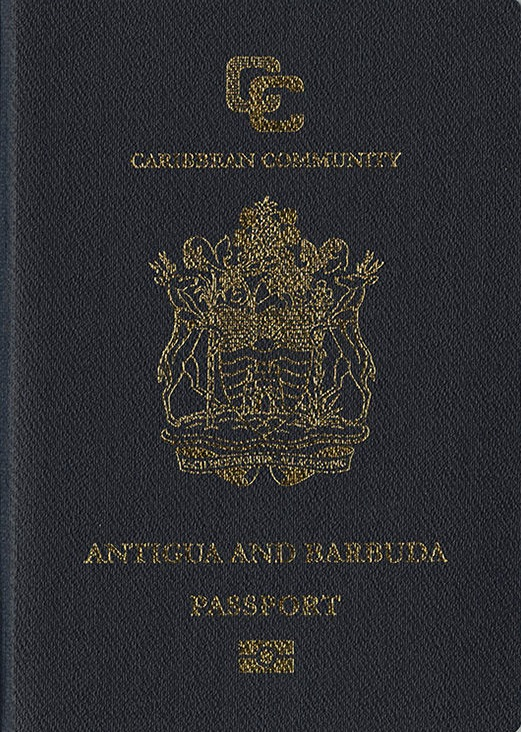
앤티가 바부다
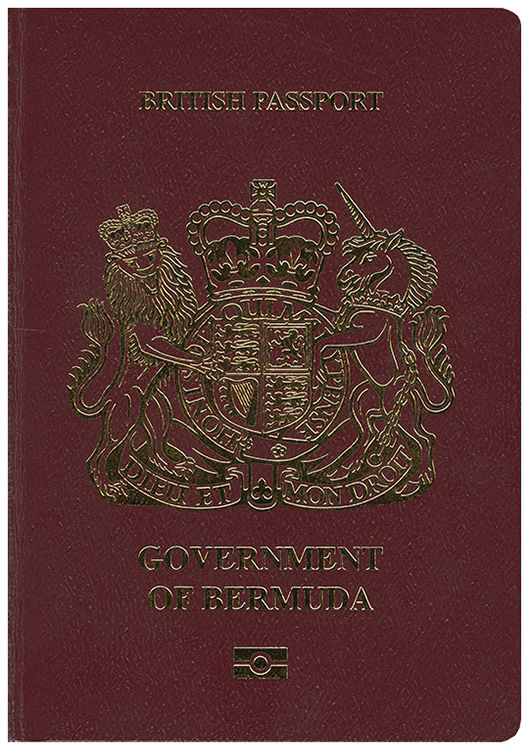
버뮤다
캐나다
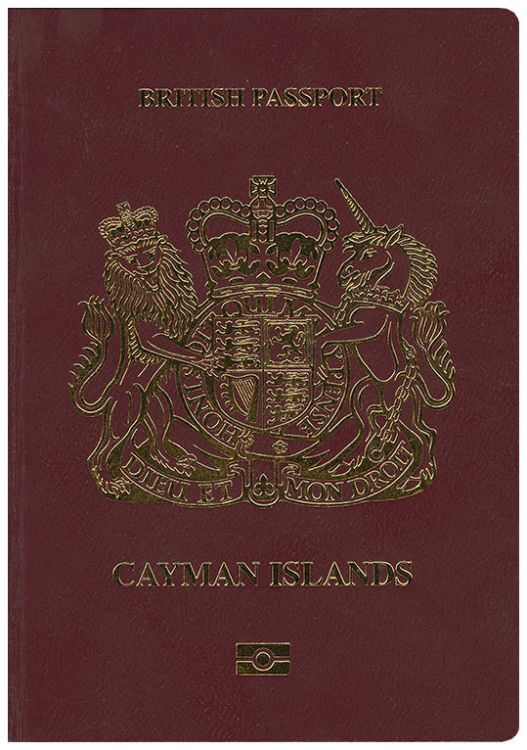
케이맨 제도
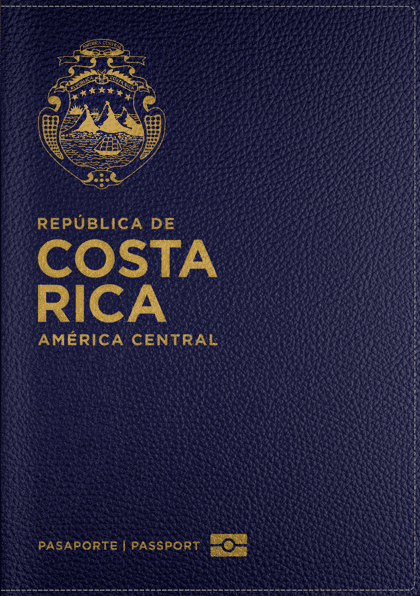
코스타리카
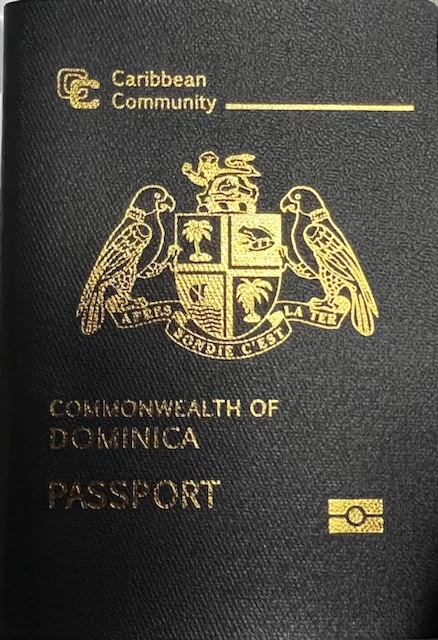
도미니카 연방
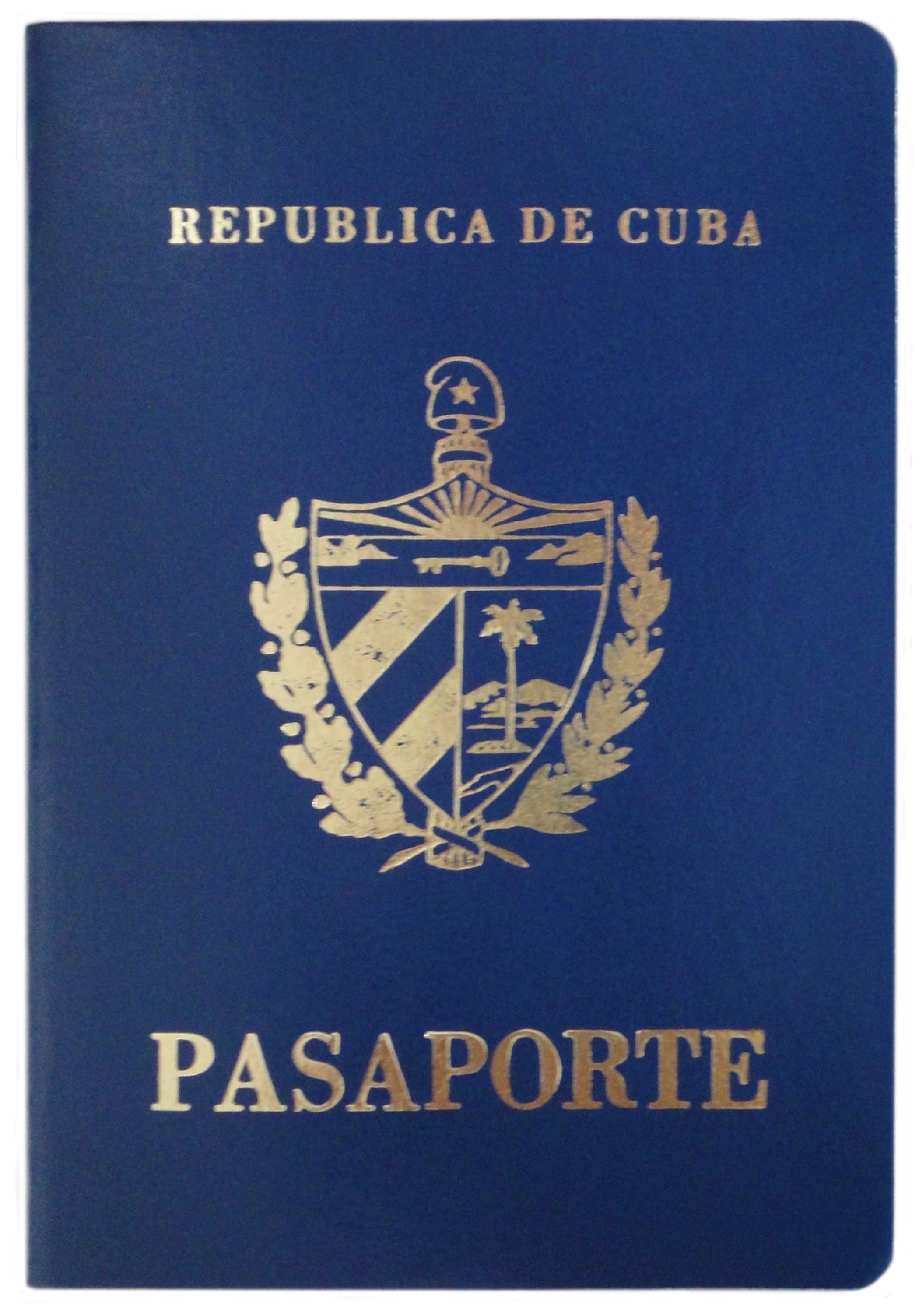
쿠바
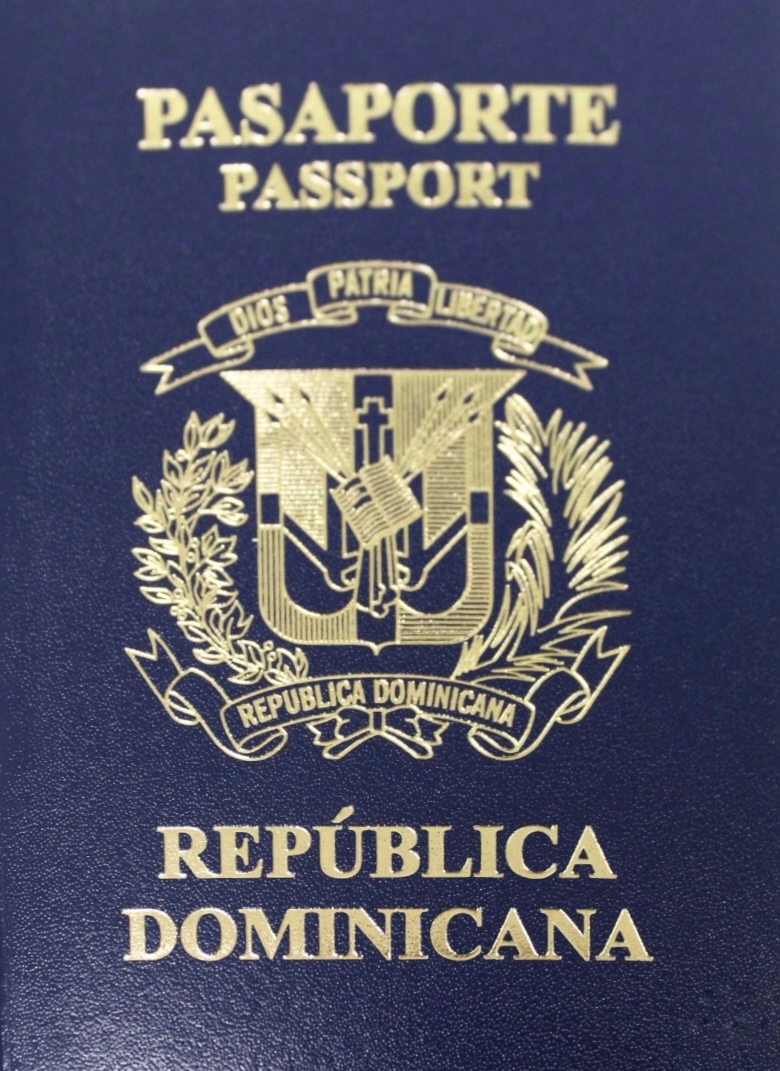
도미니카 공화국
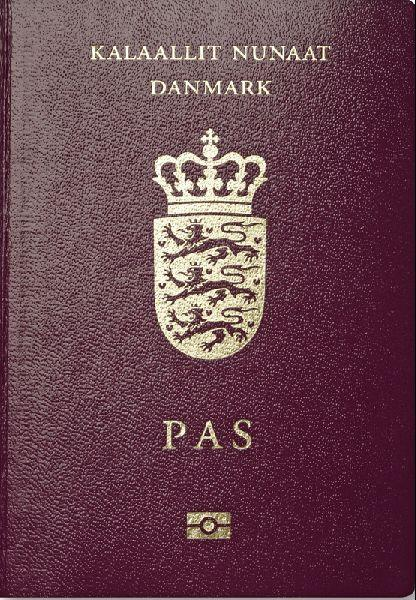
그린란드
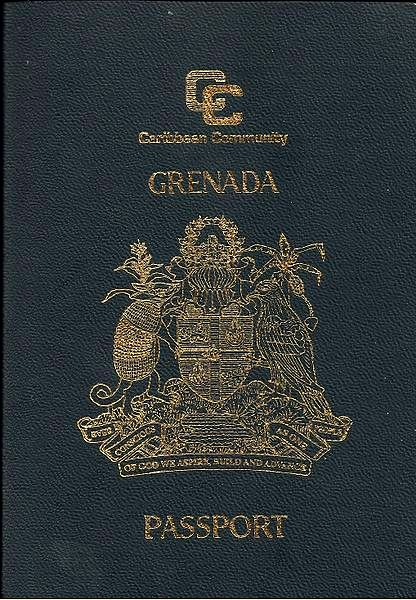
그레나다
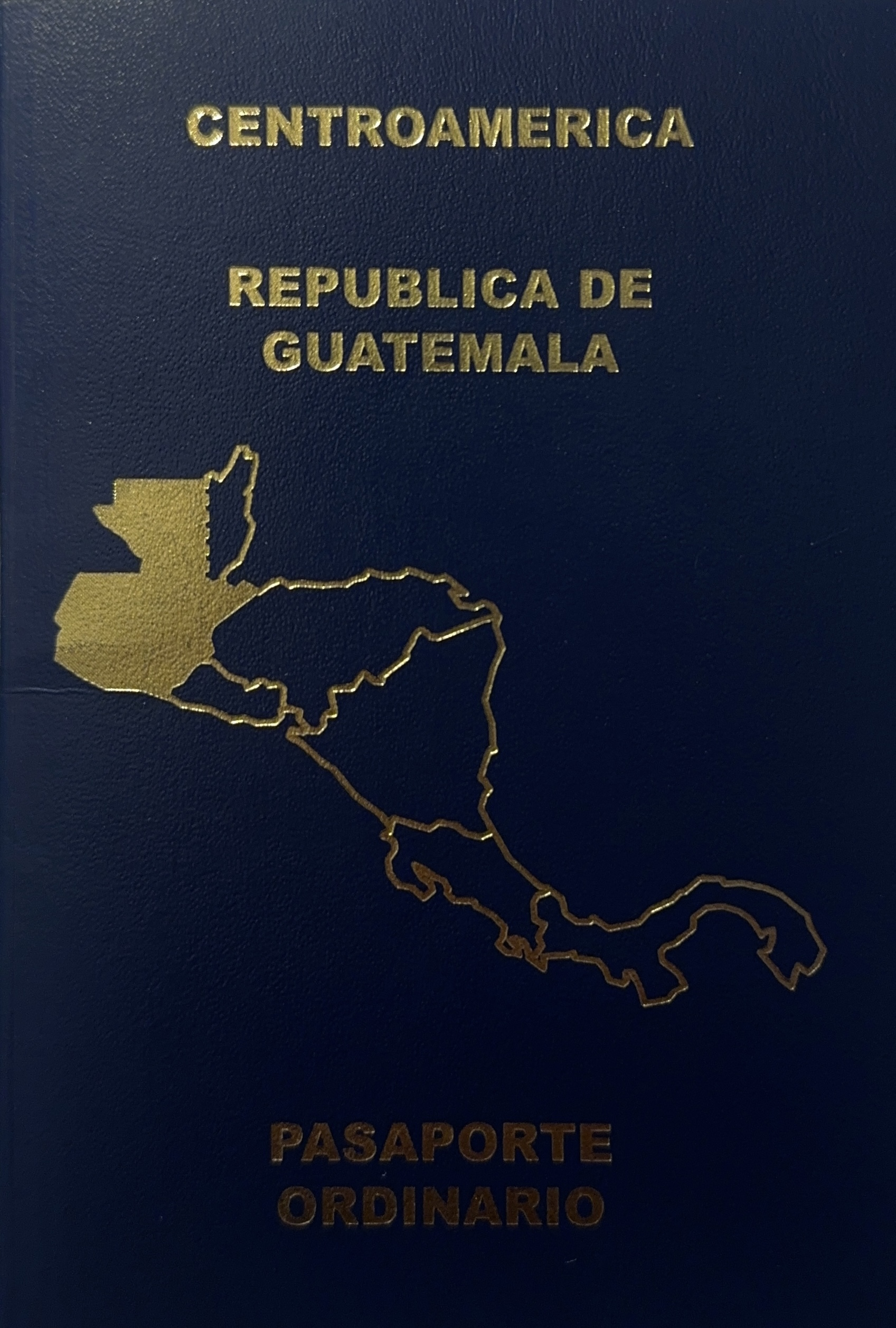
과테말라
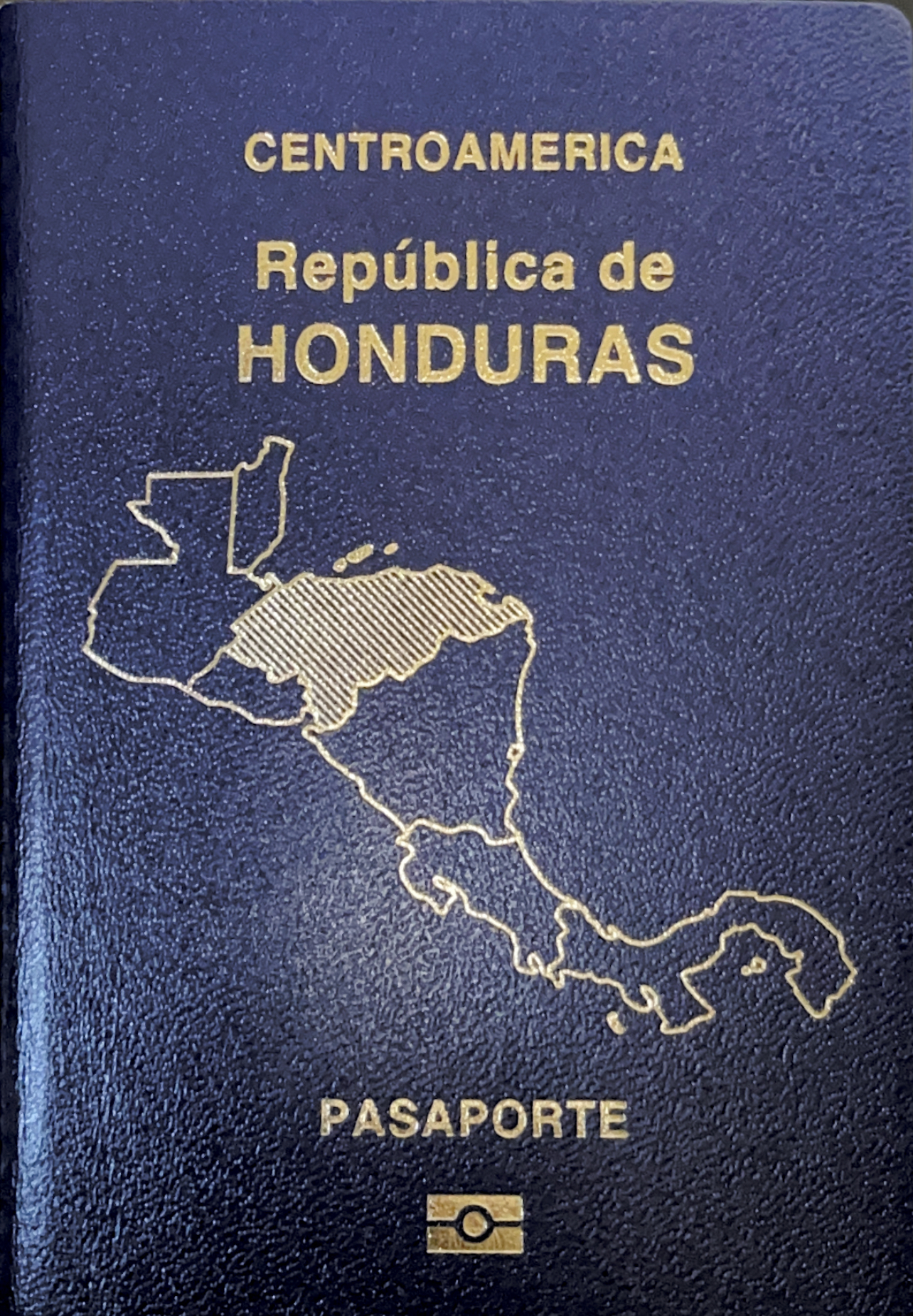
온두라스
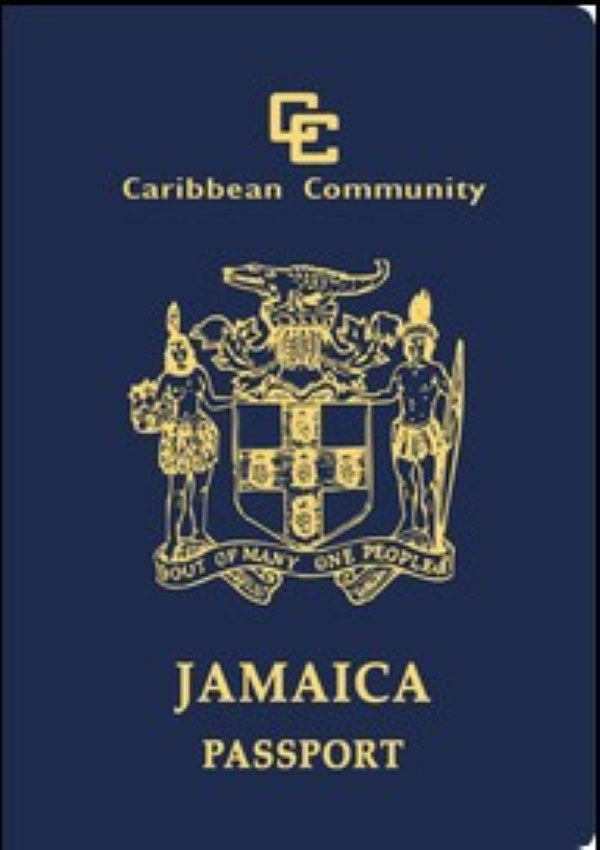
자메이카
멕시코
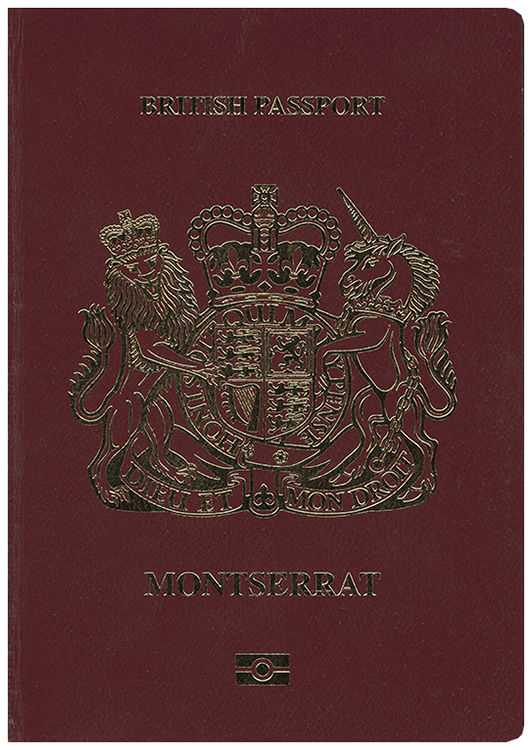
몬트세랫
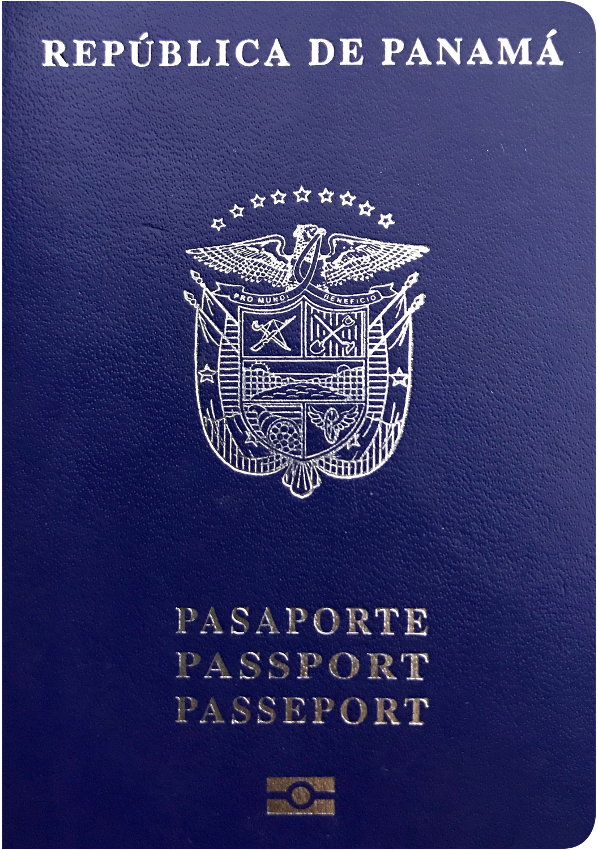
파나마
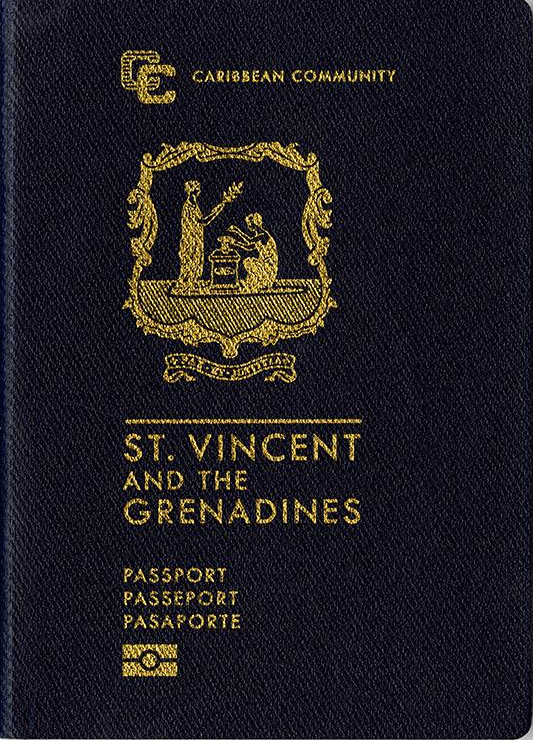
세인트빈센트 그레나딘
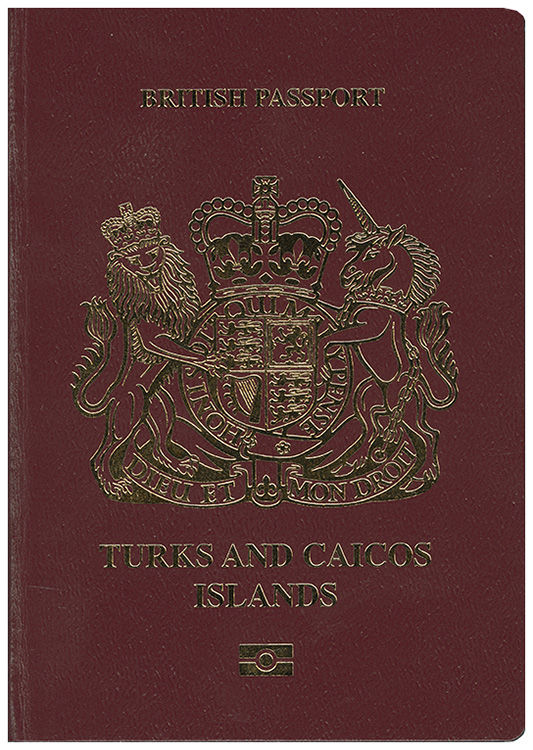
터크스 케이커스 제도
미국

### 남아메리카

볼리비아
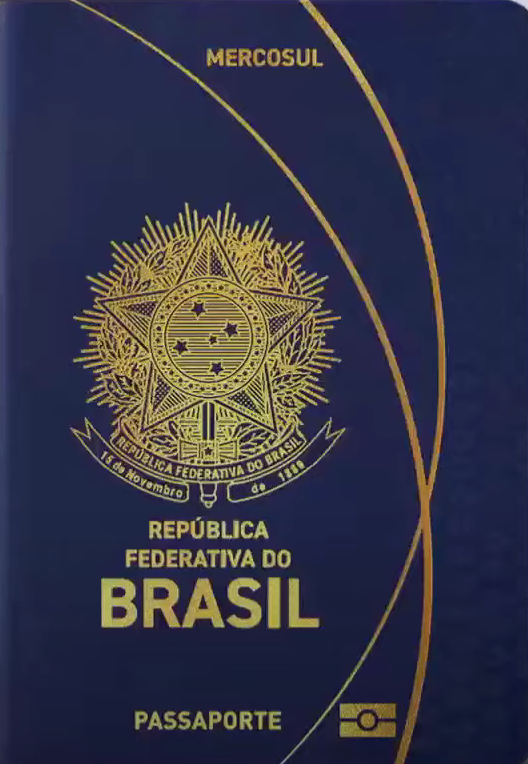
브라질
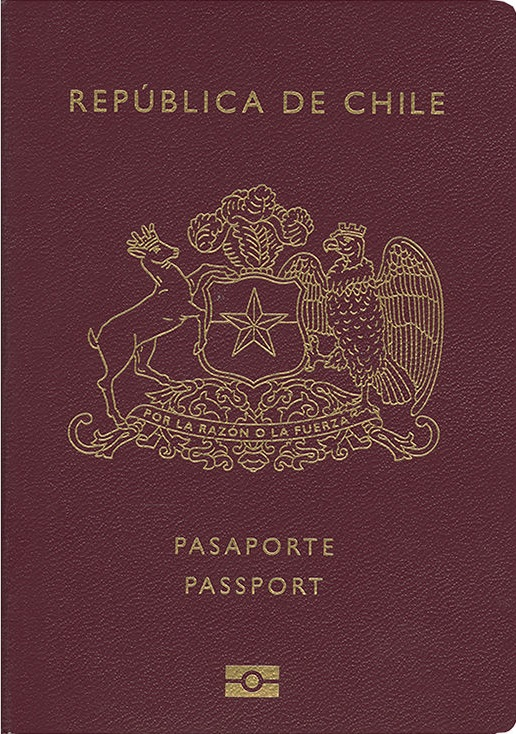
칠레
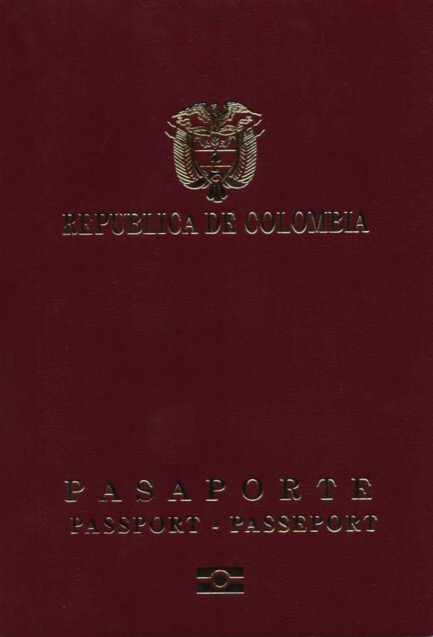
콜롬비아
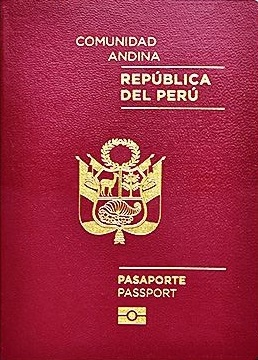
페루
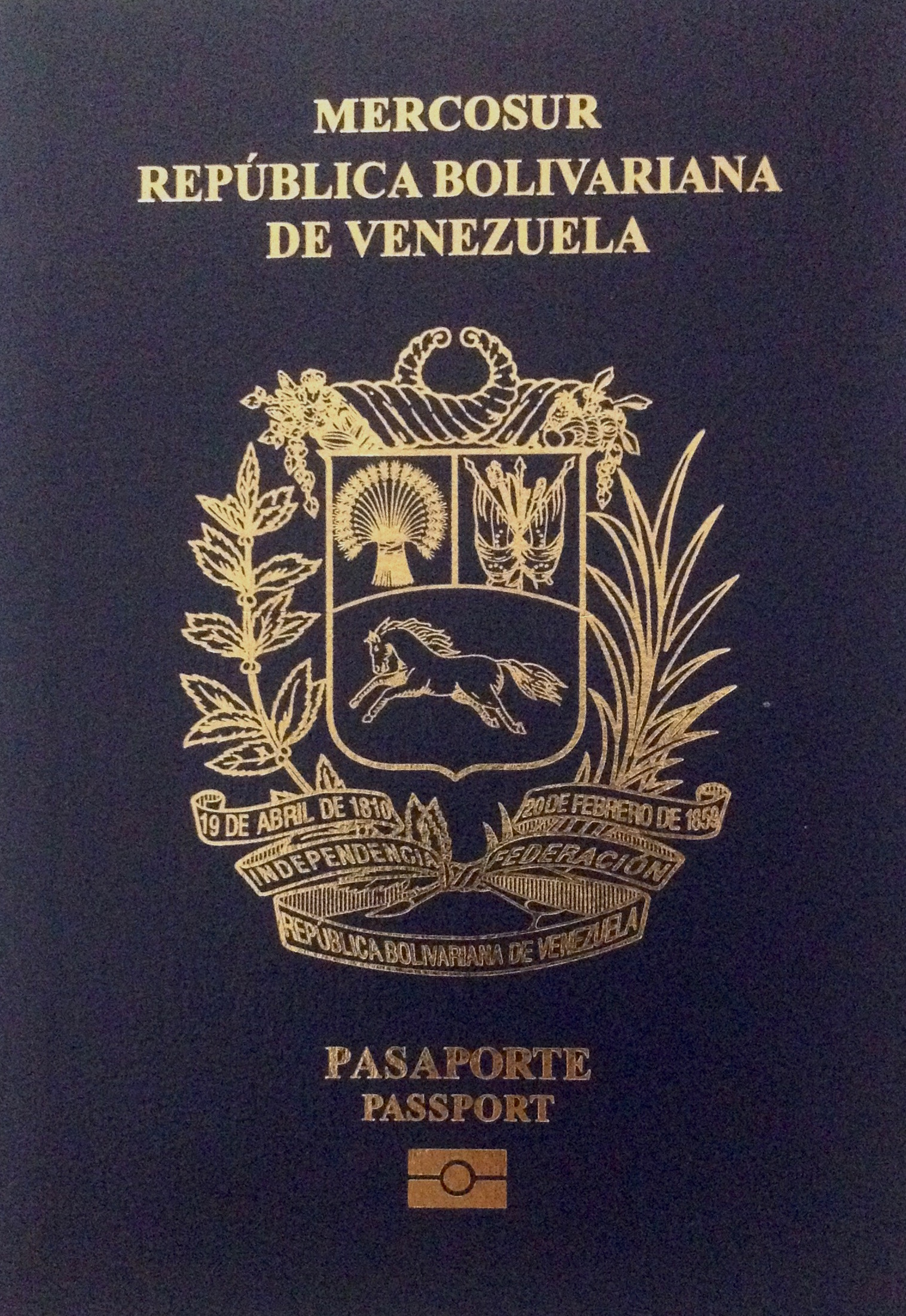
베네수엘라

### 아시아

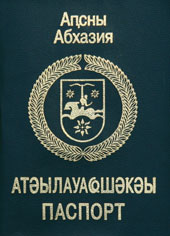
압하지야
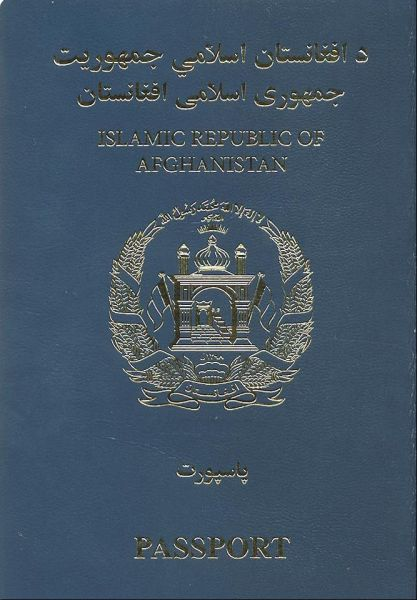
아프가니스탄
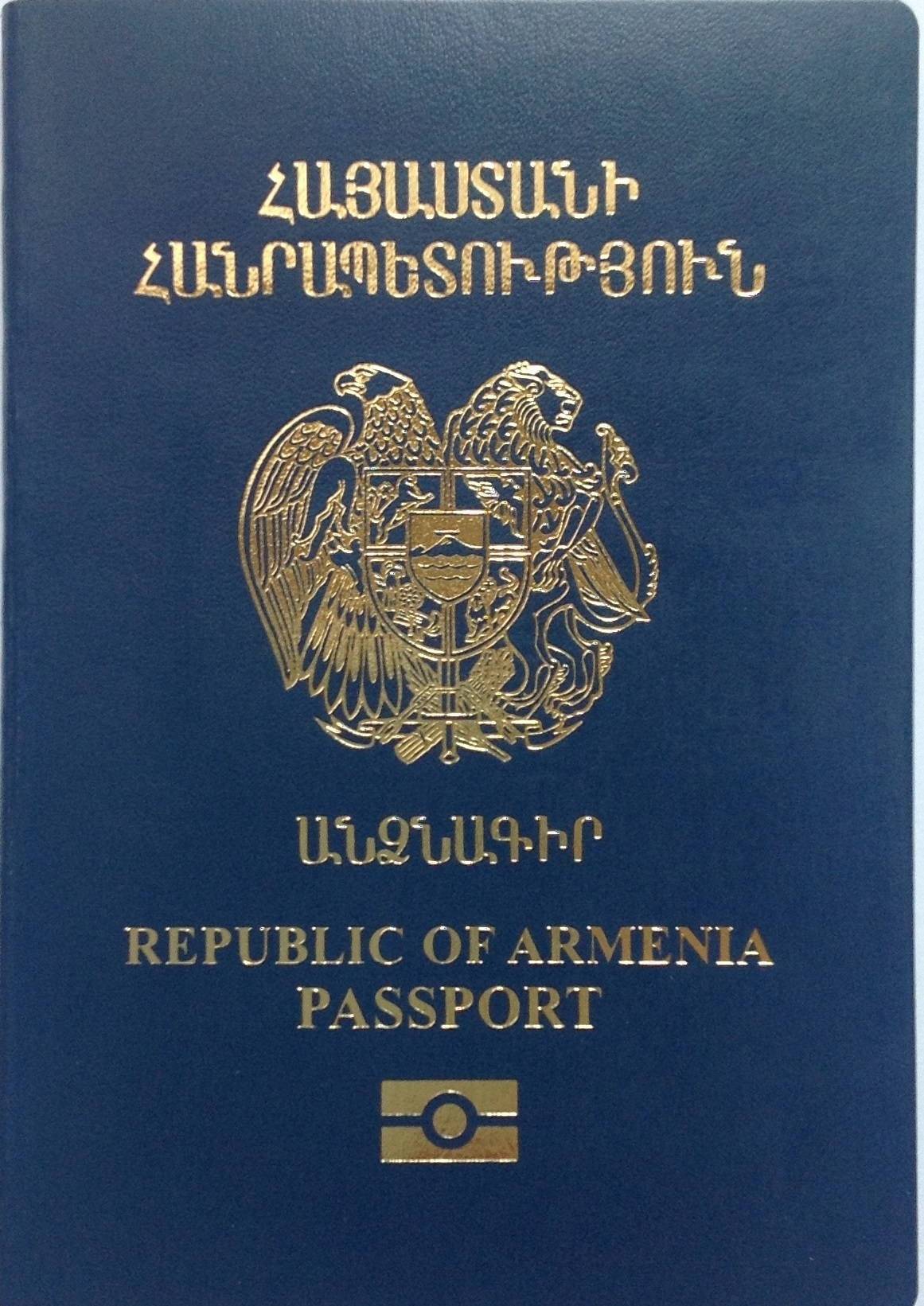
아르메니아
아제르바이잔
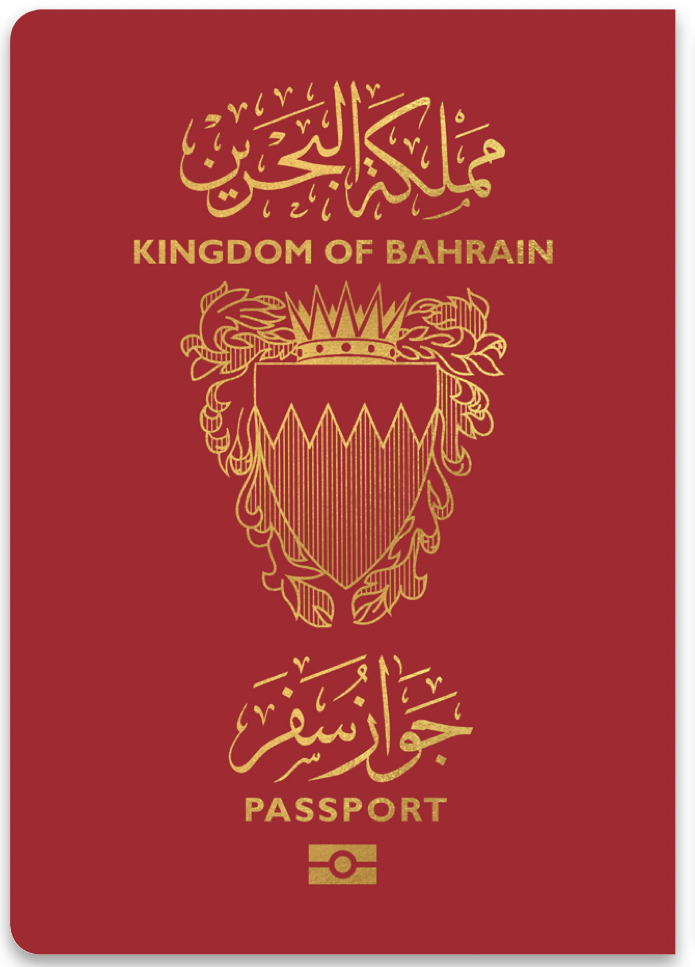
바레인
방글라데시
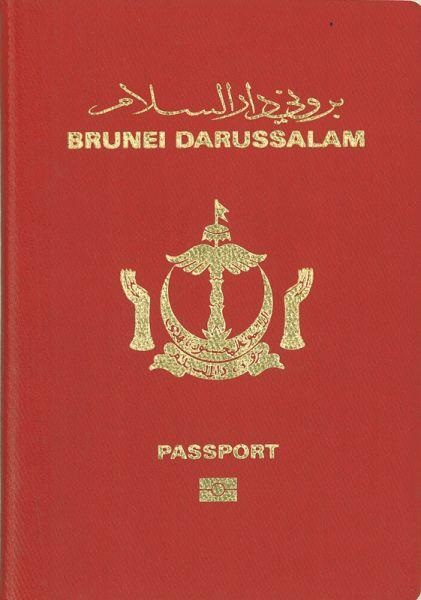
브루나이
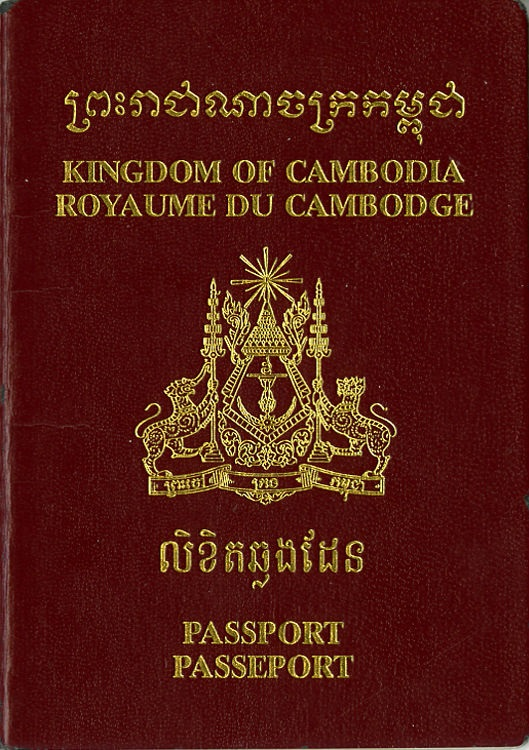
캄보디아
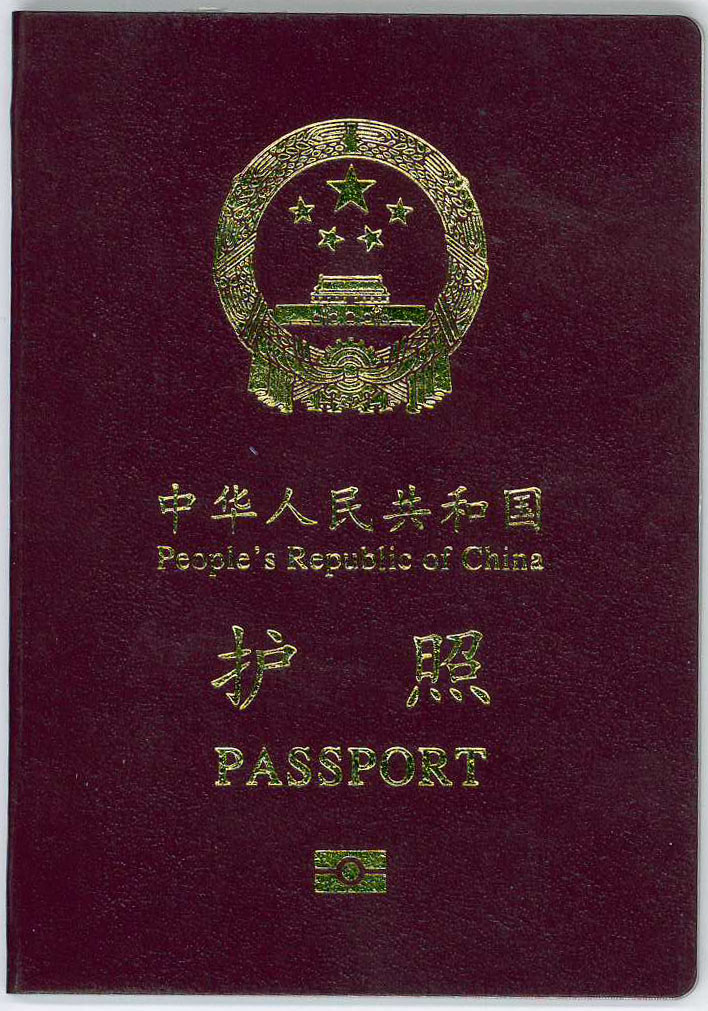
중화인민공화국
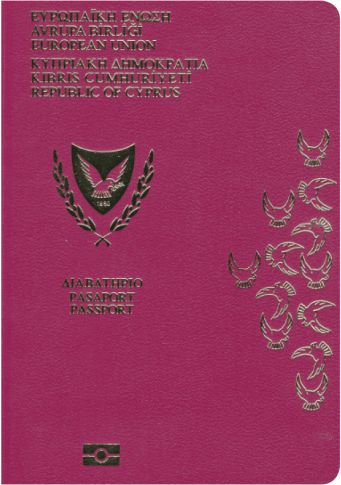
키프로스
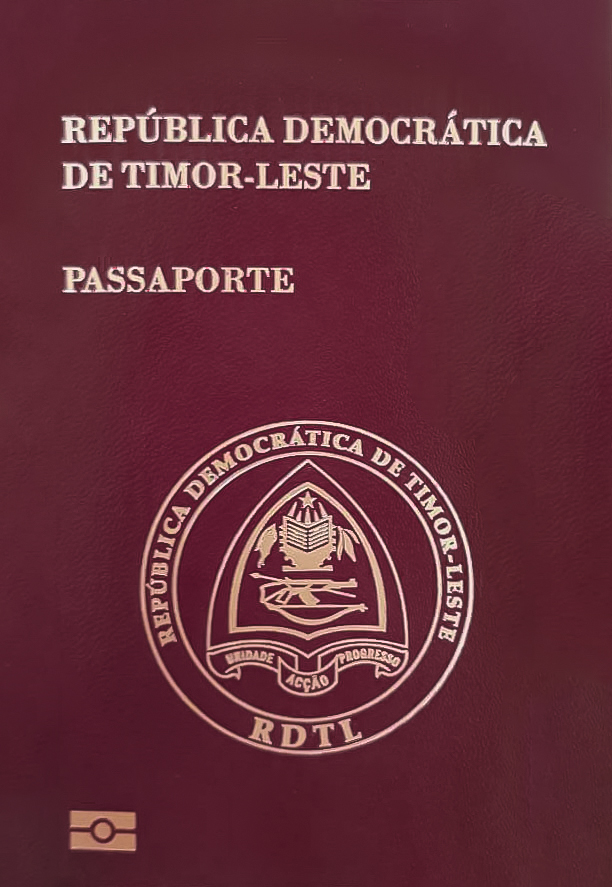
동티모르
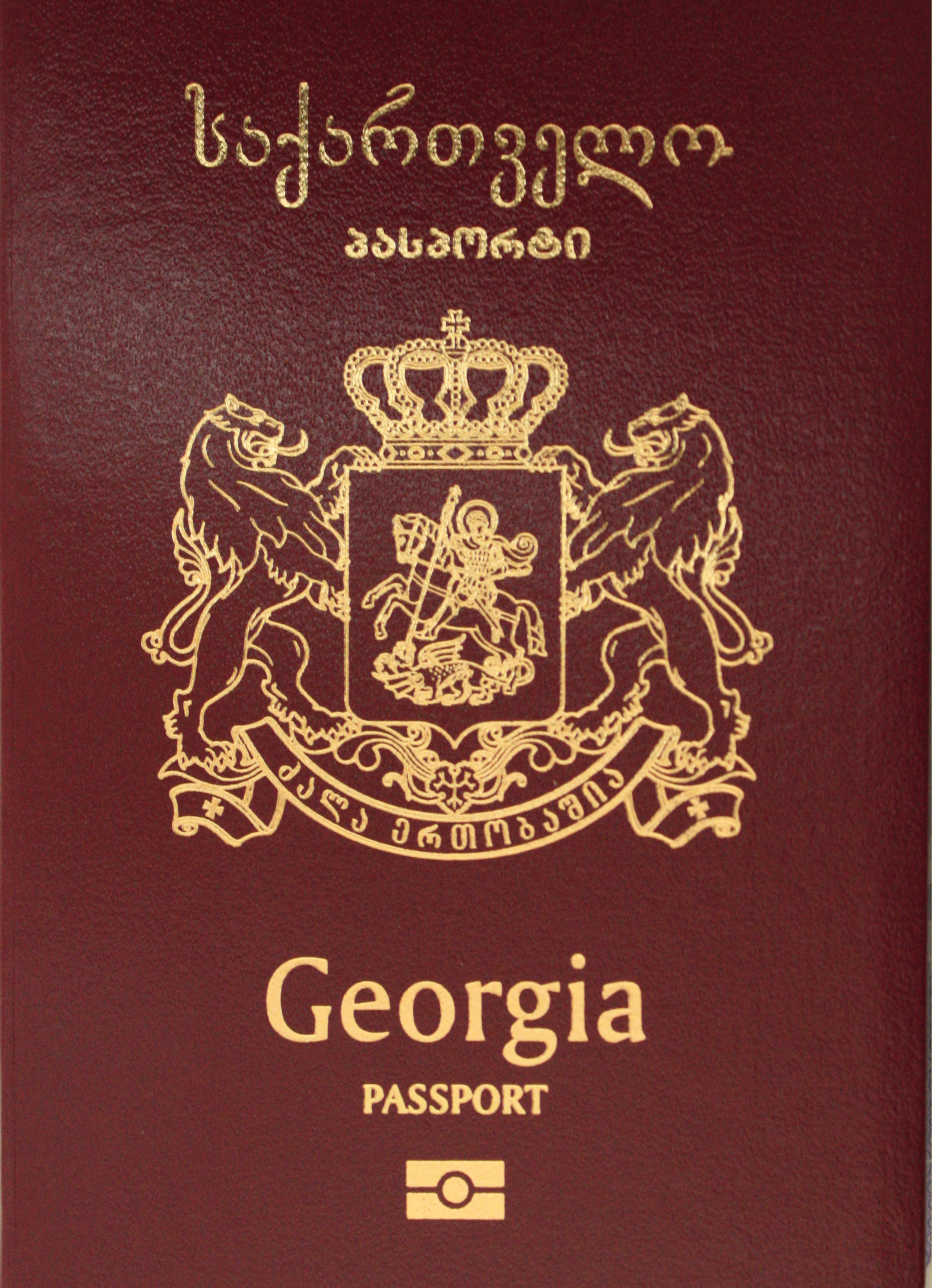
조지아
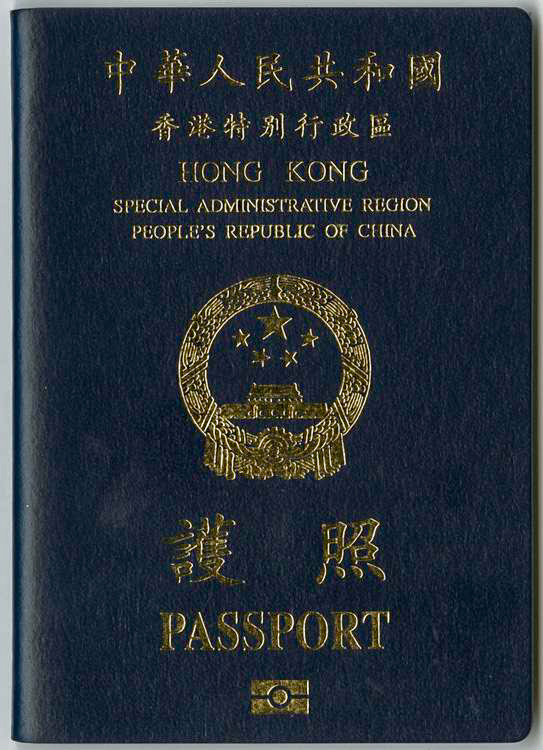
홍콩
인도
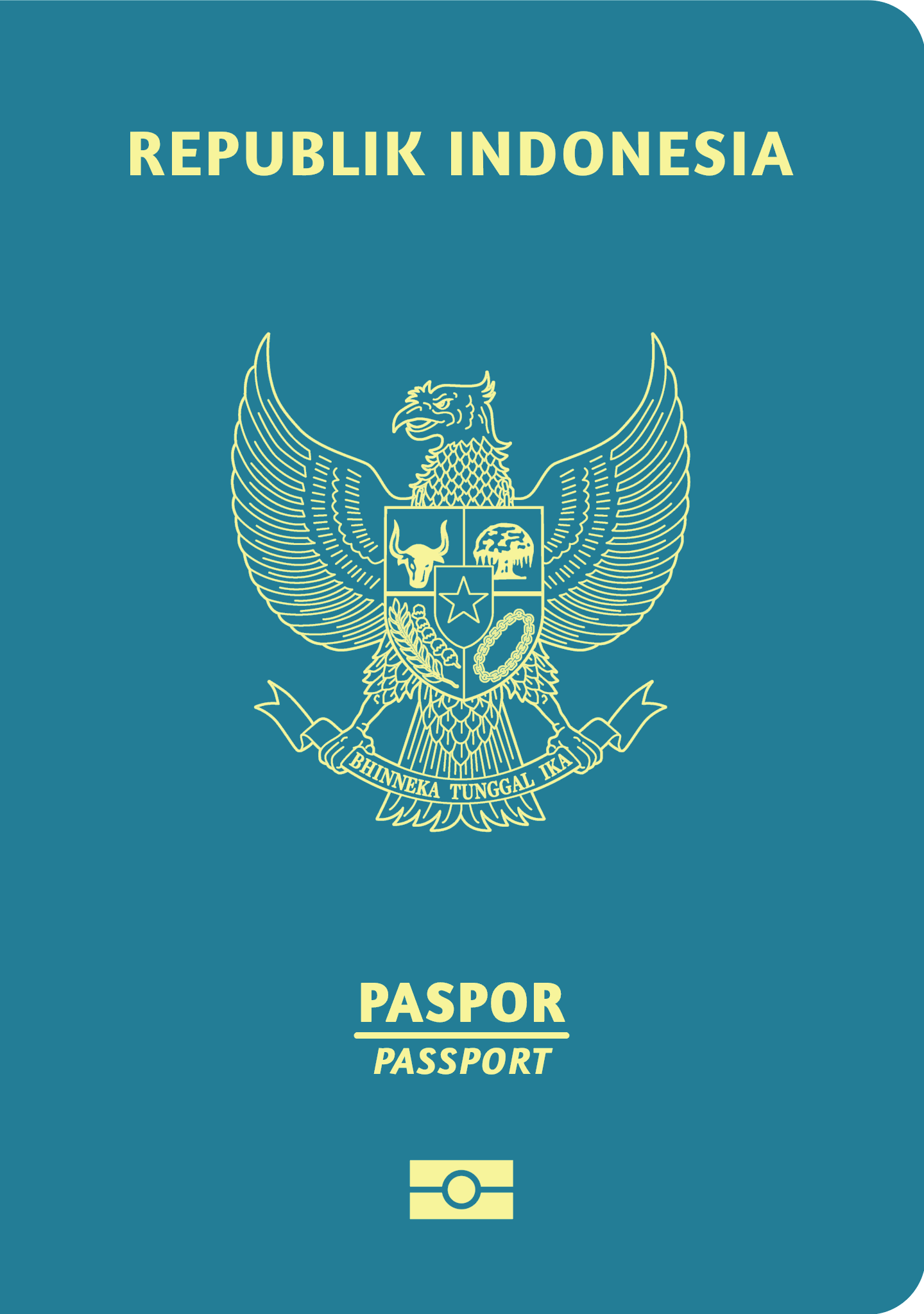
인도네시아
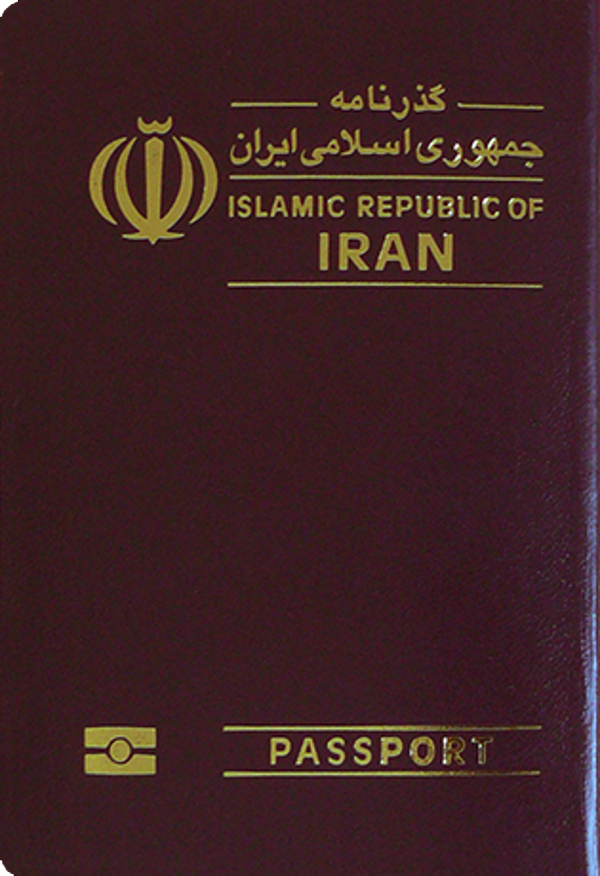
이란
이스라엘
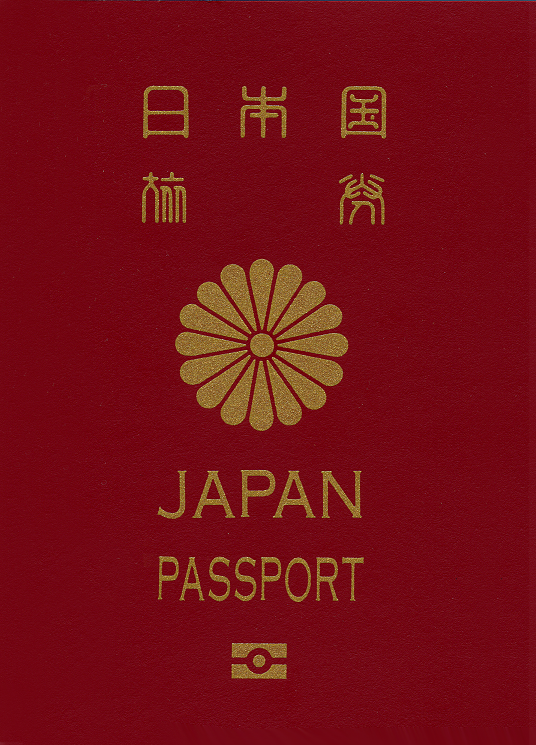
일본
카자흐스탄
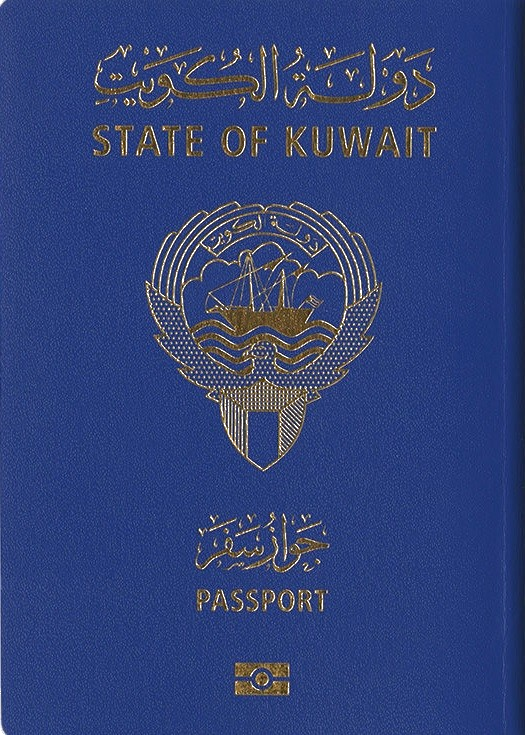
쿠웨이트
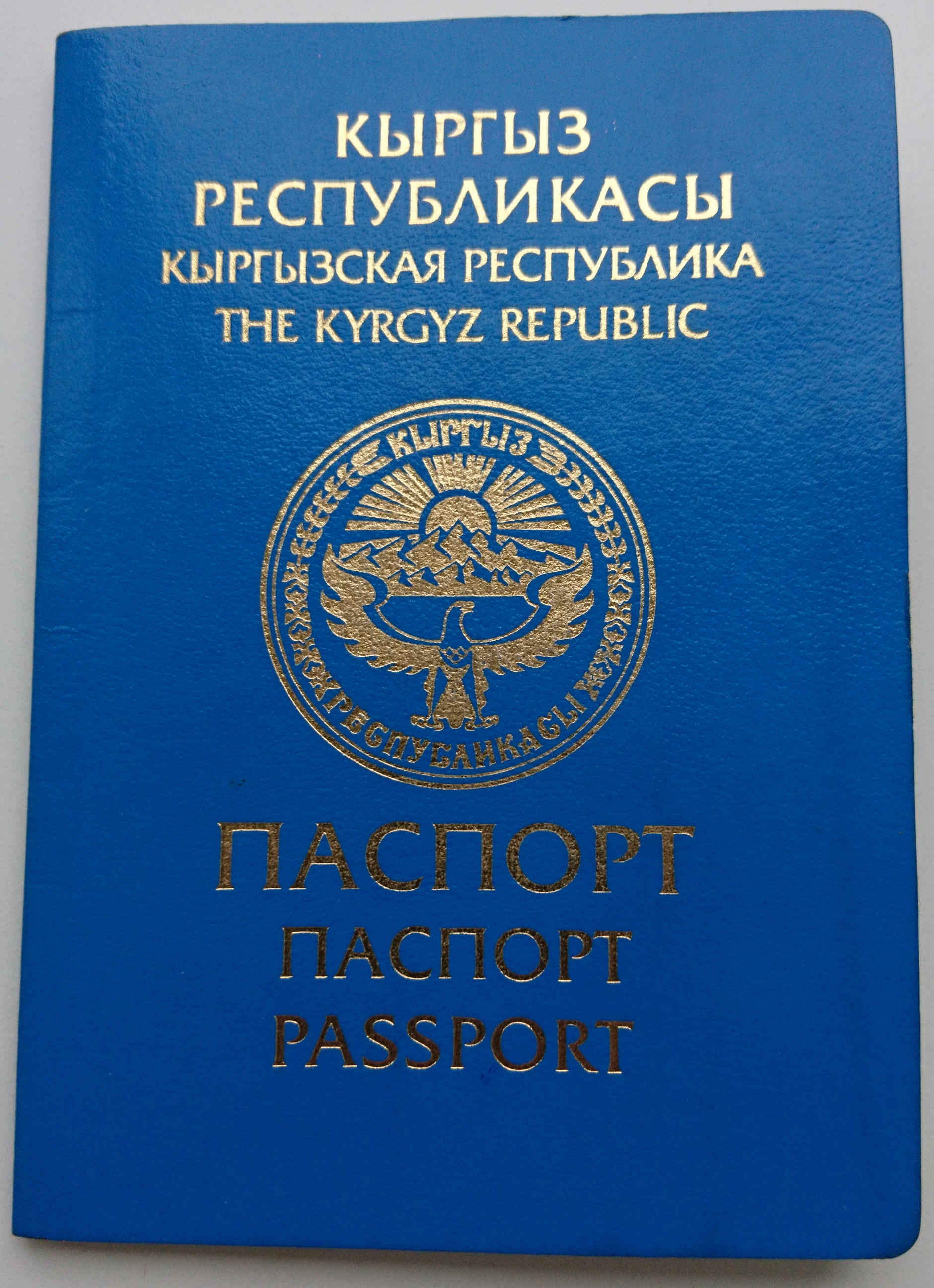
키르기스스탄
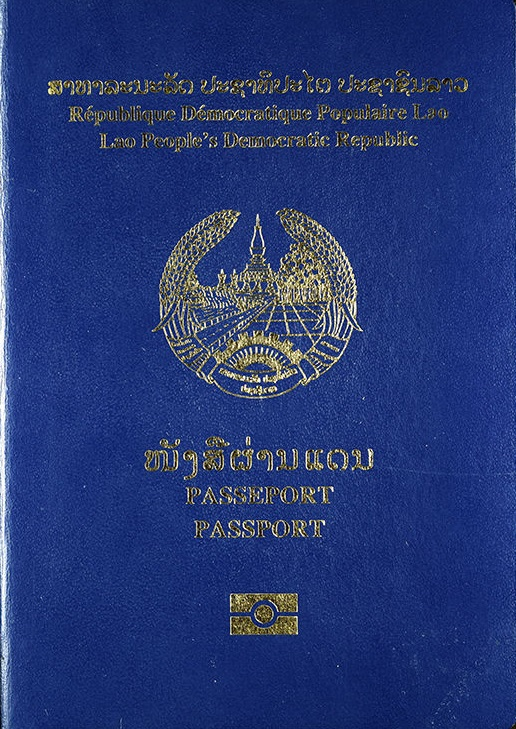
라오스
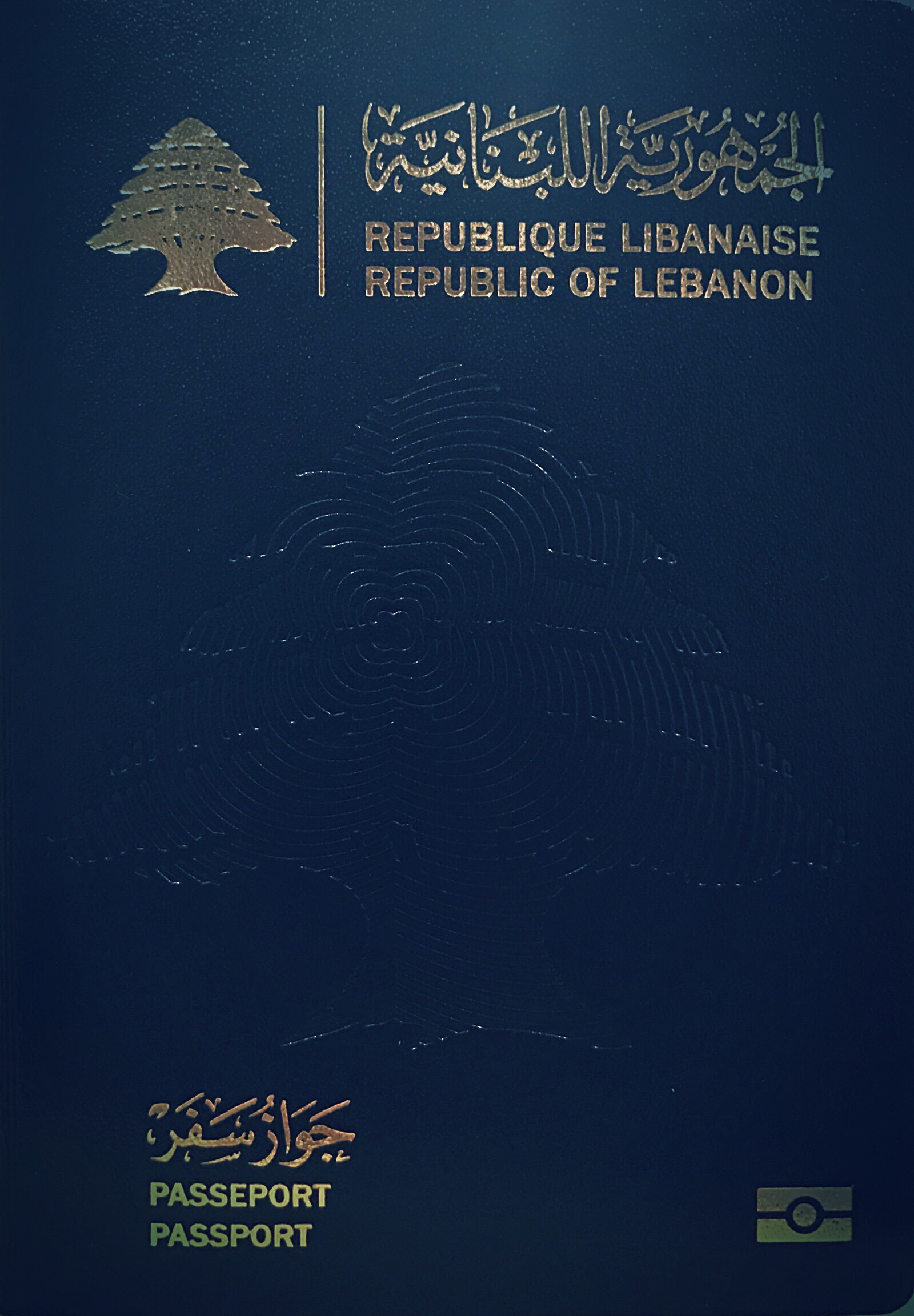
레바논
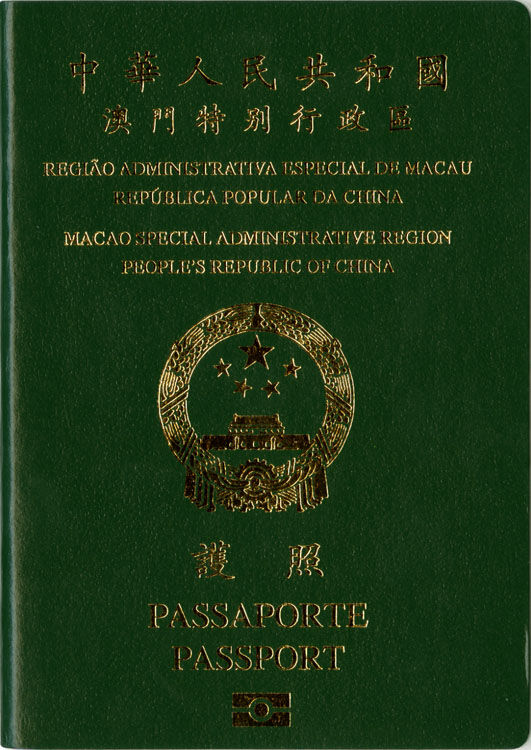
마카오
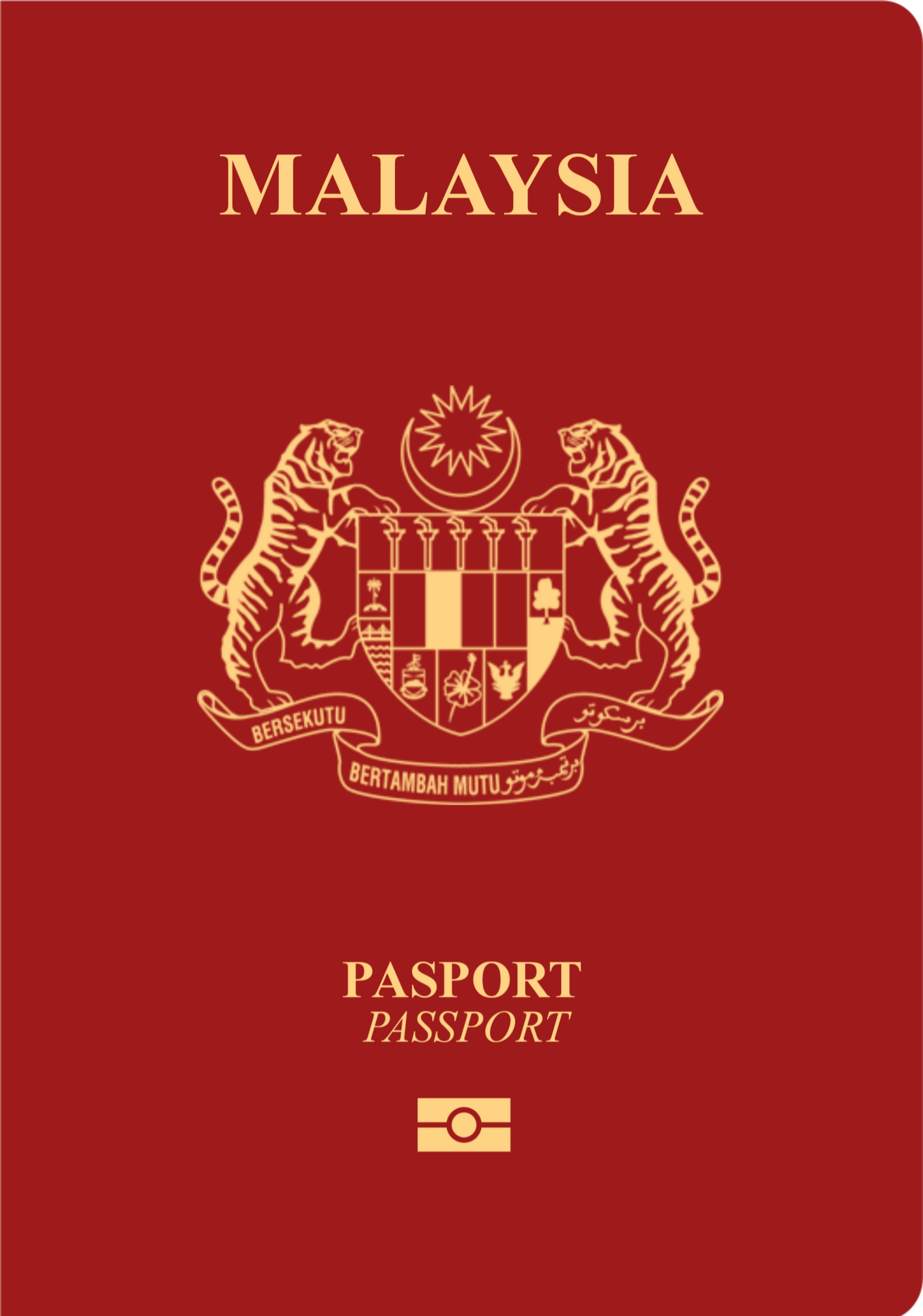
말레이시아
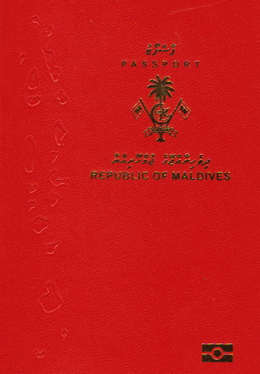
몰디브
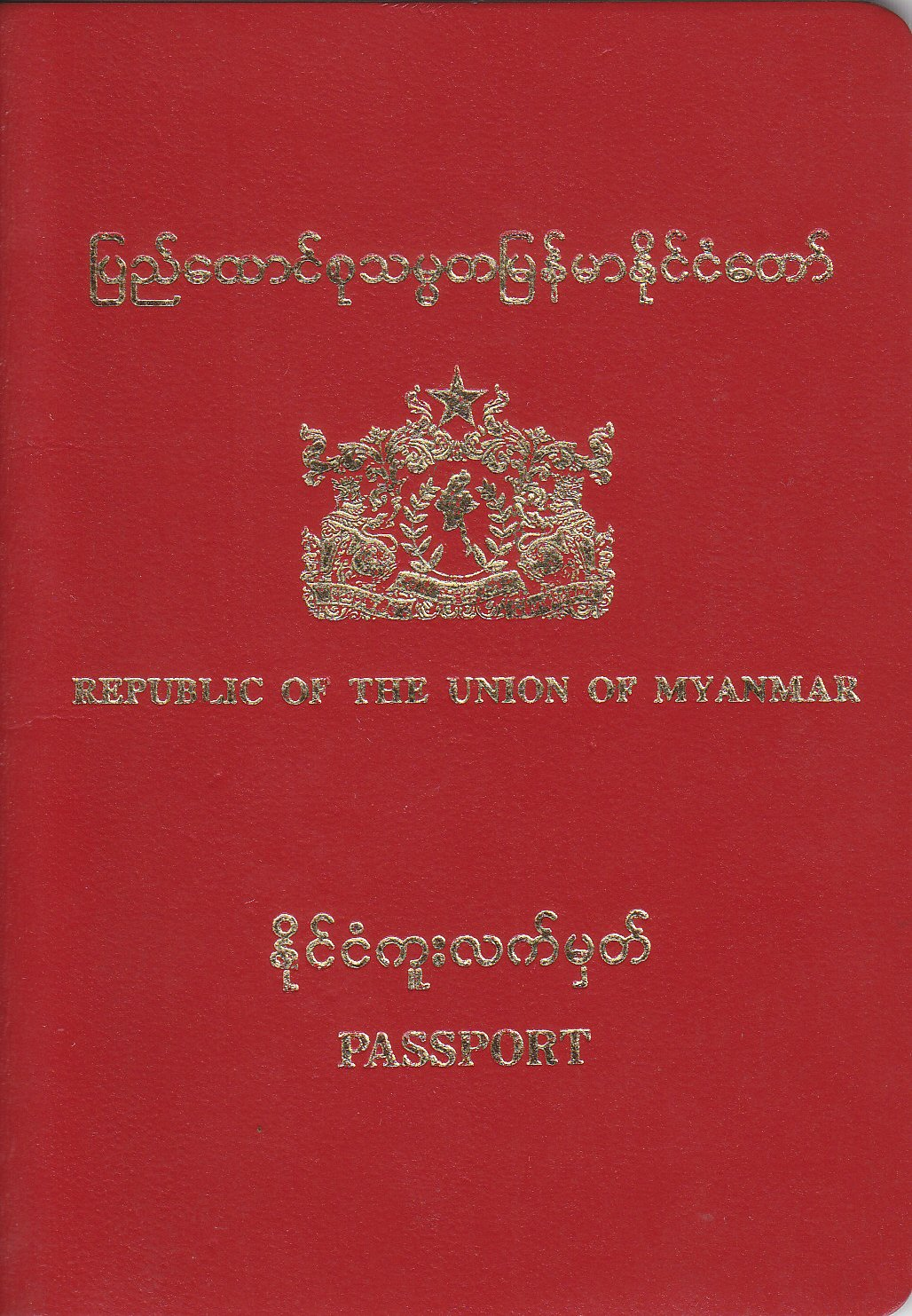
미얀마
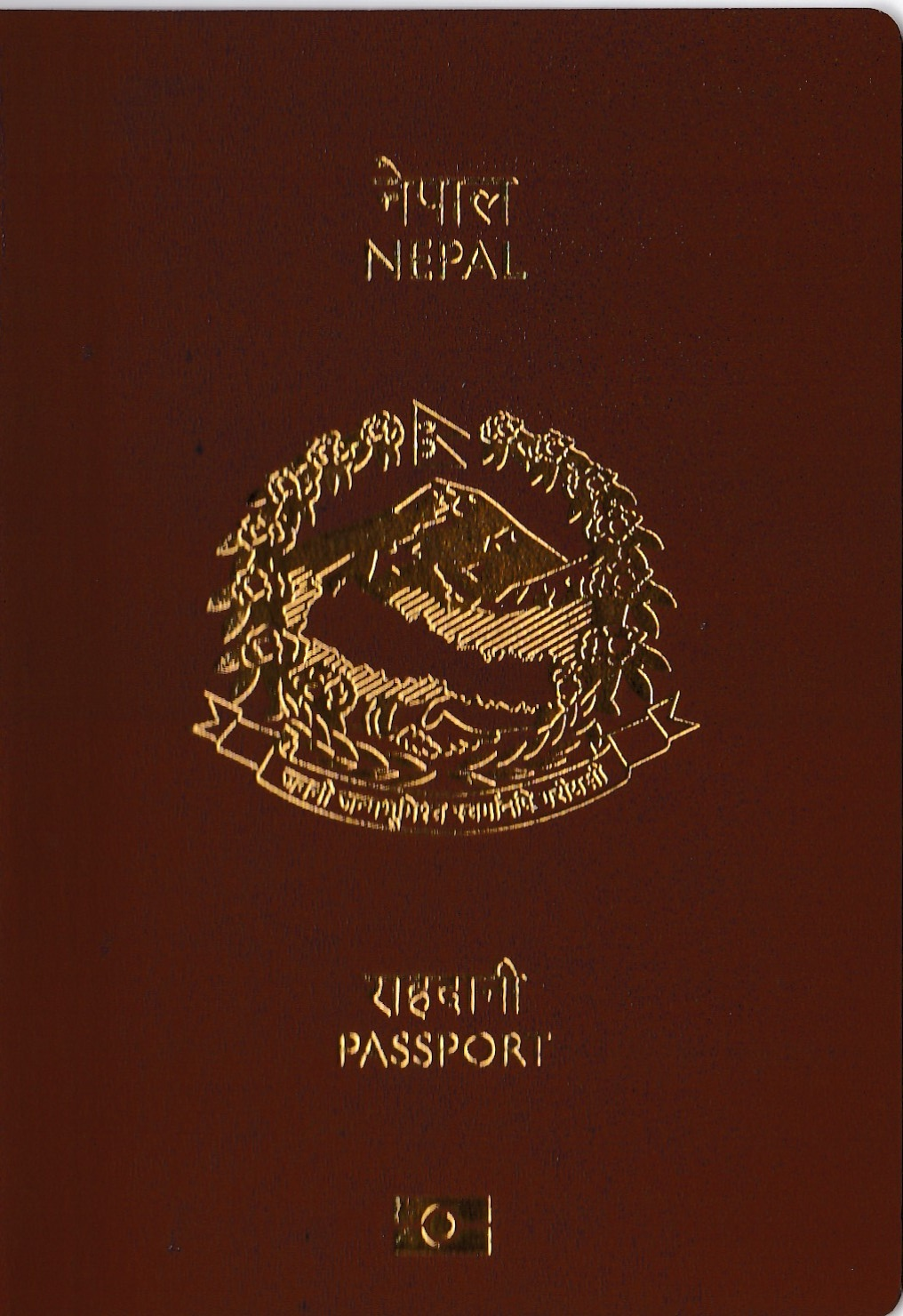
네팔
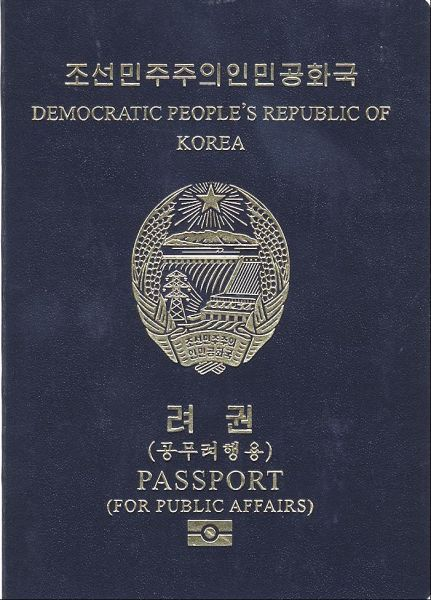
조선민주주의인민공화국
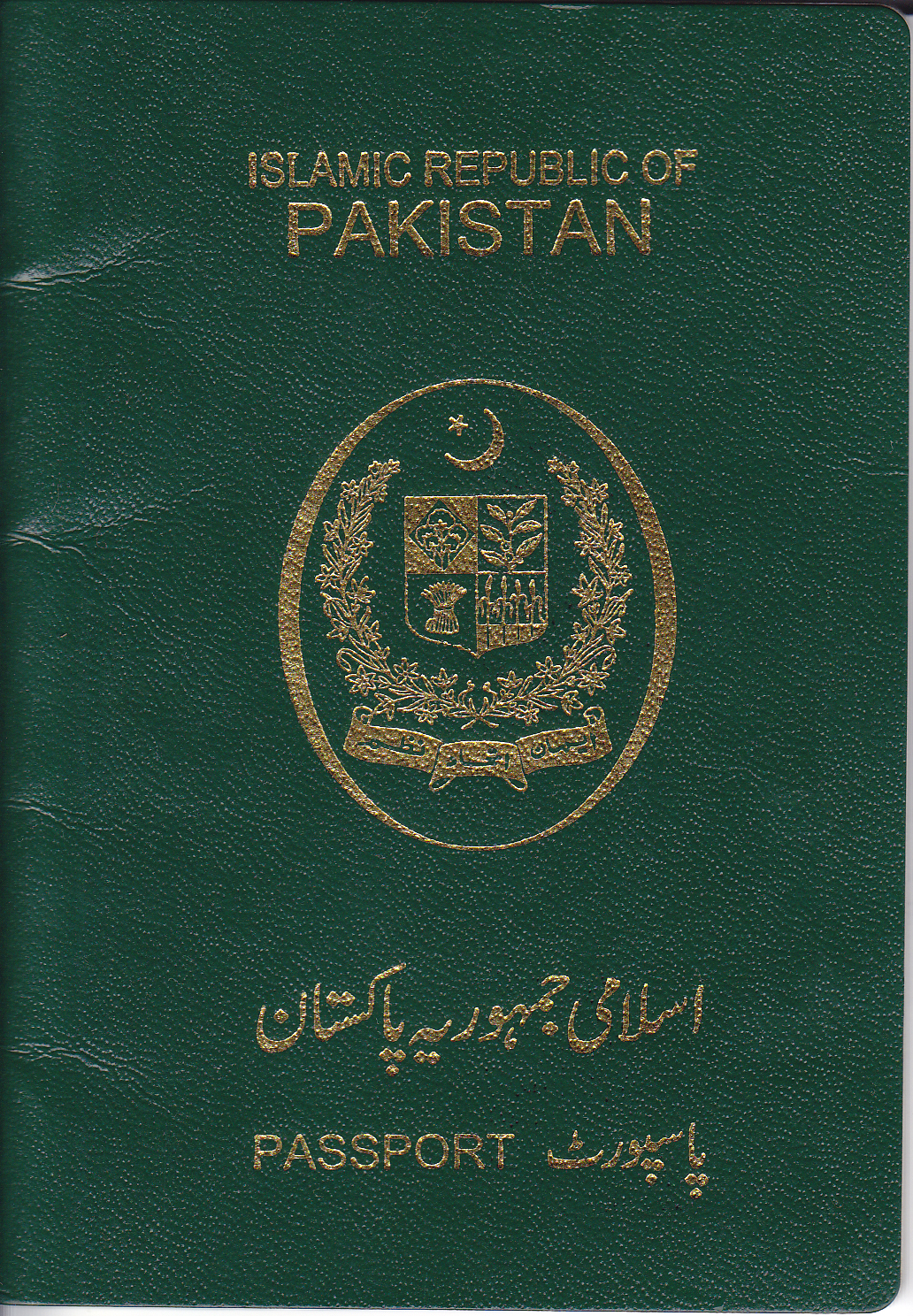
파키스탄
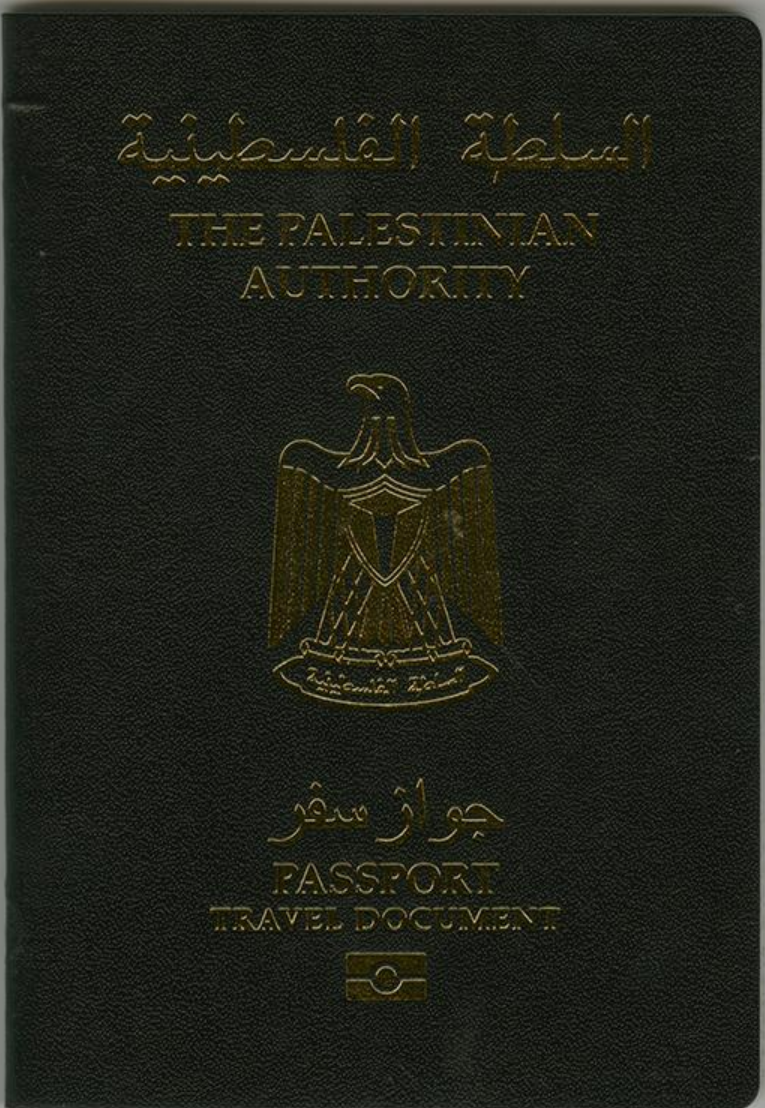
팔레스타인
필리핀
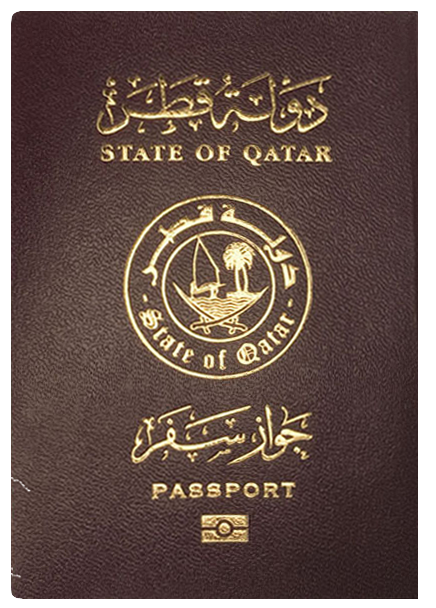
카타르
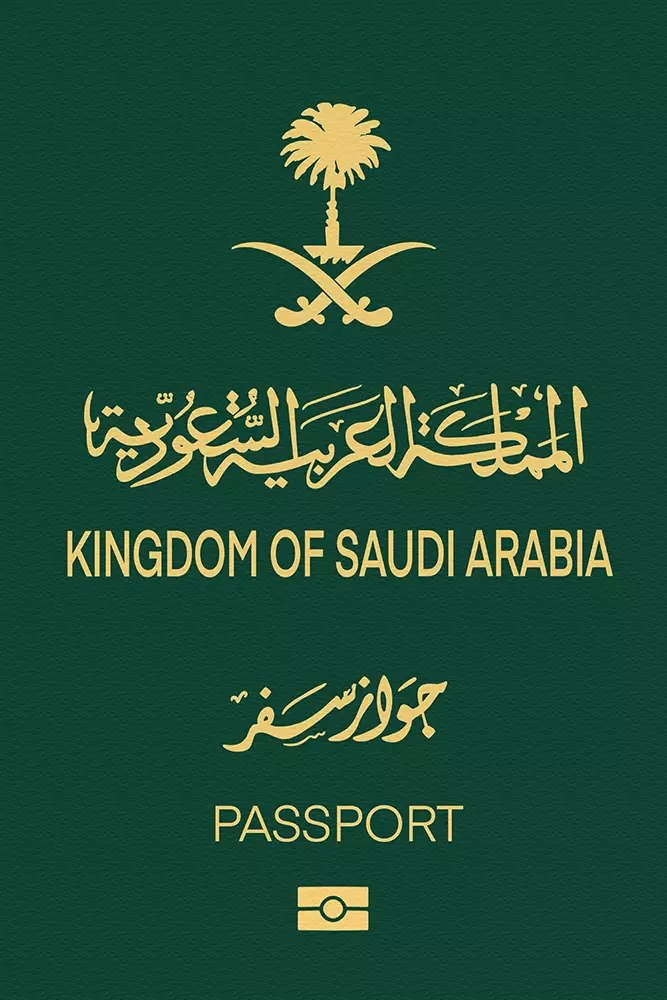
사우디아라비아
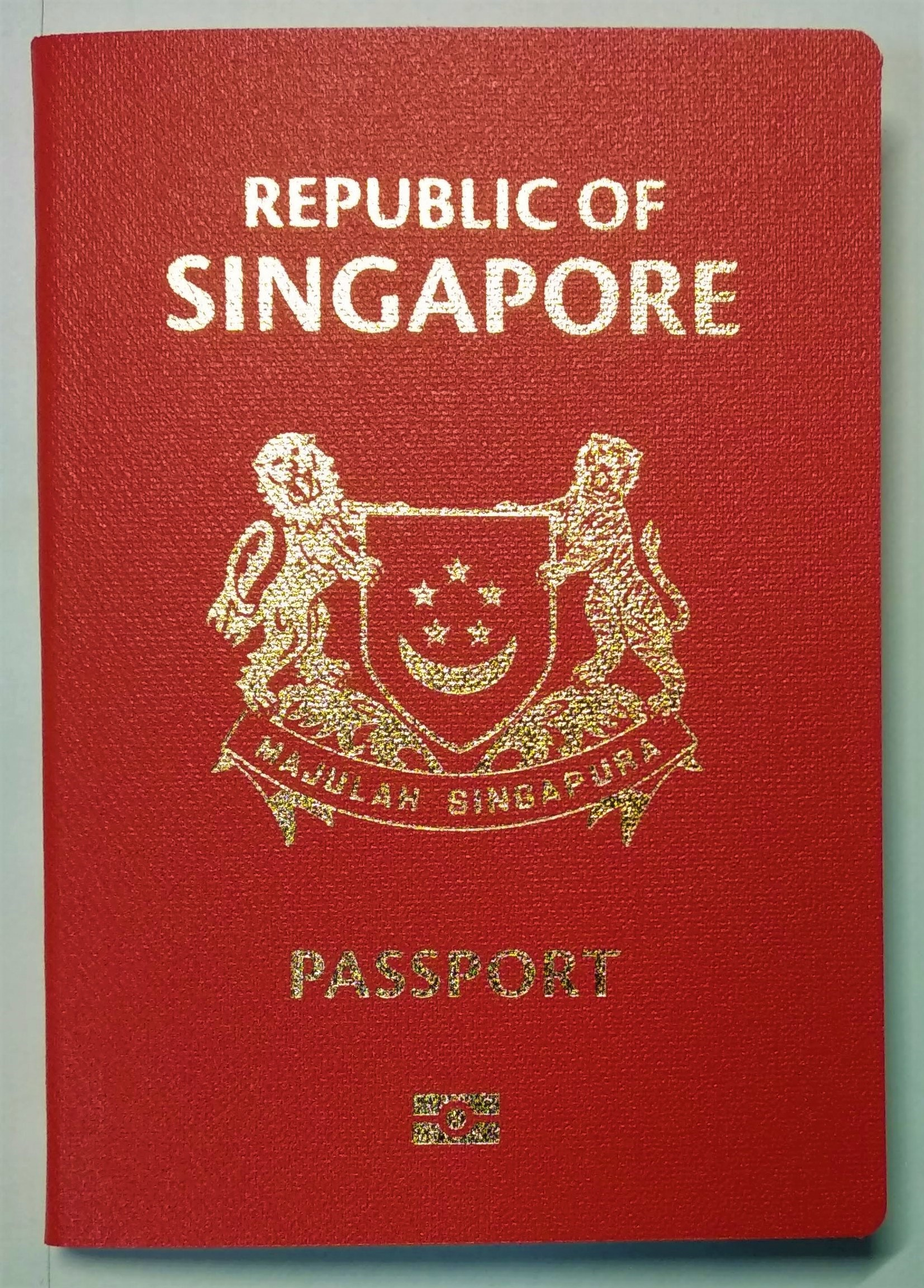
싱가포르
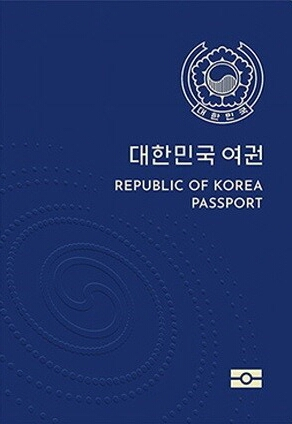
대한민국
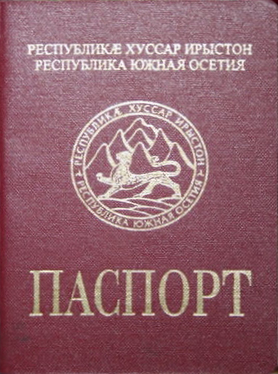
남오세티야
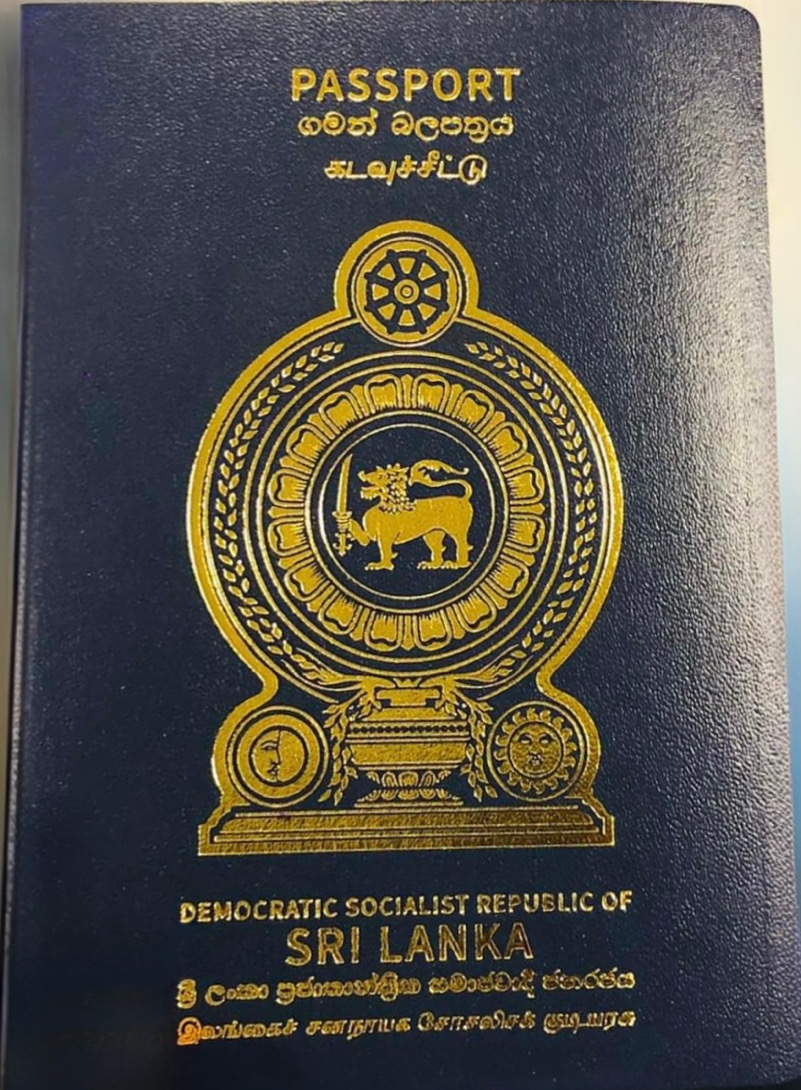
스리랑카
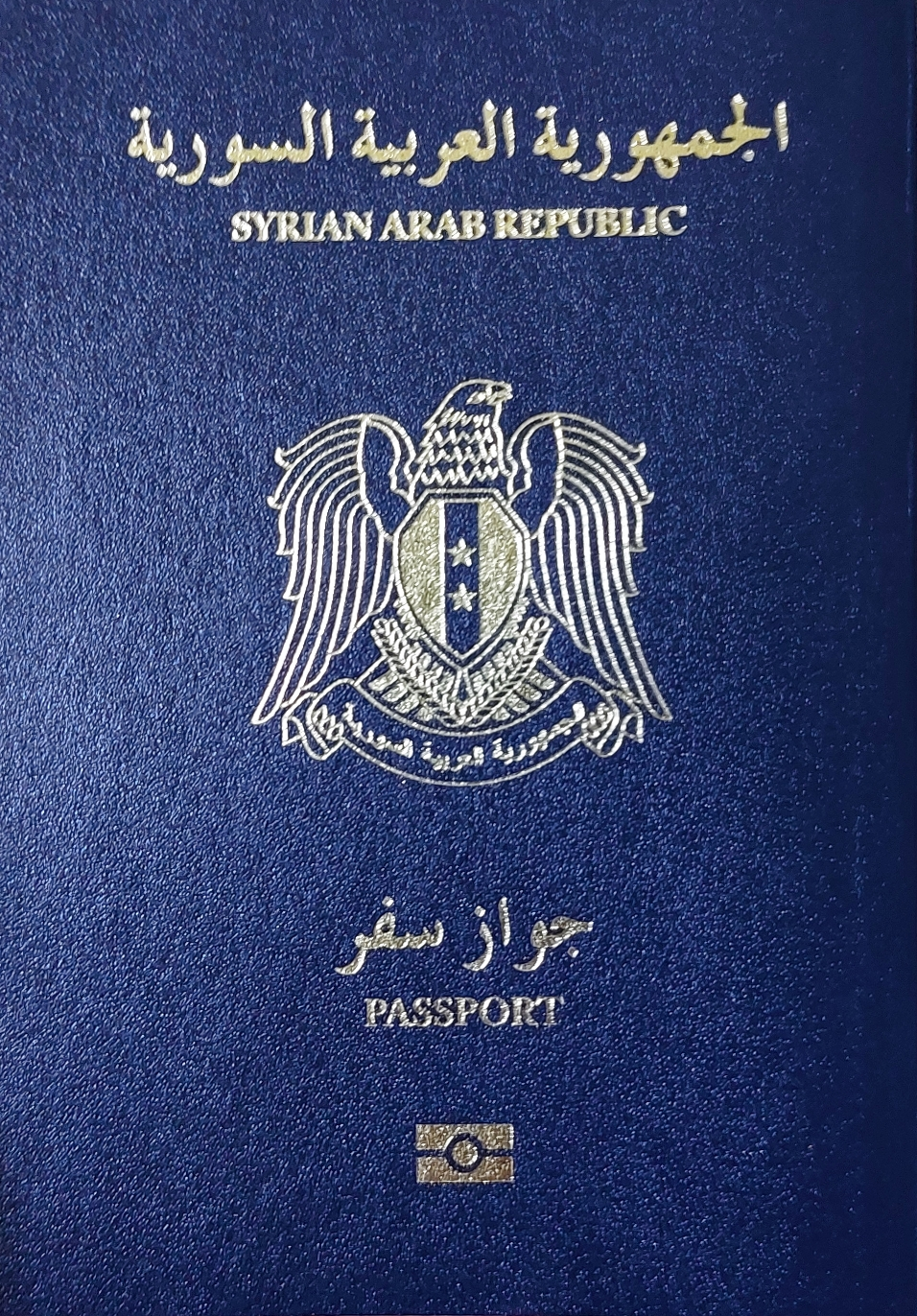
시리아
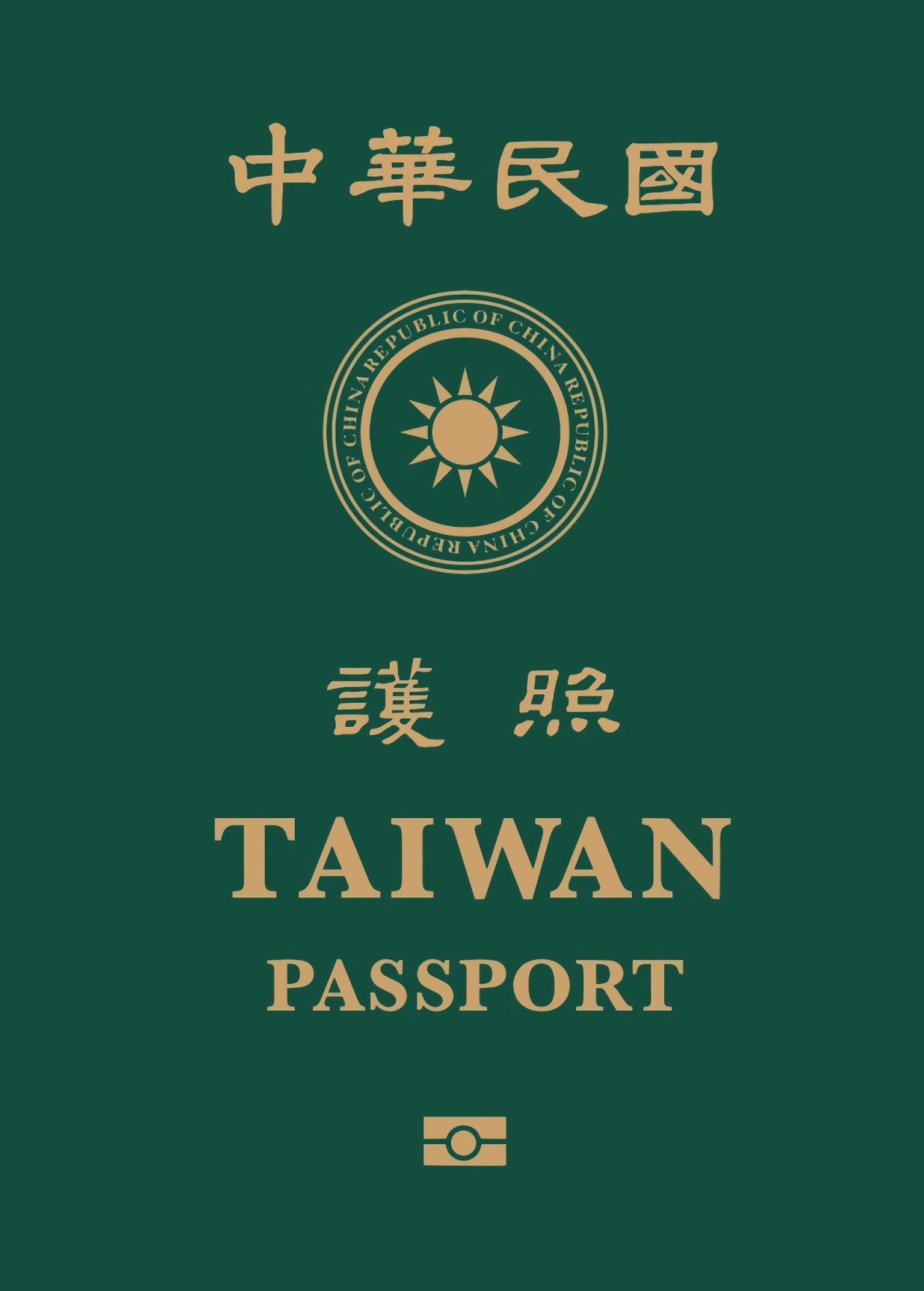
중화민국
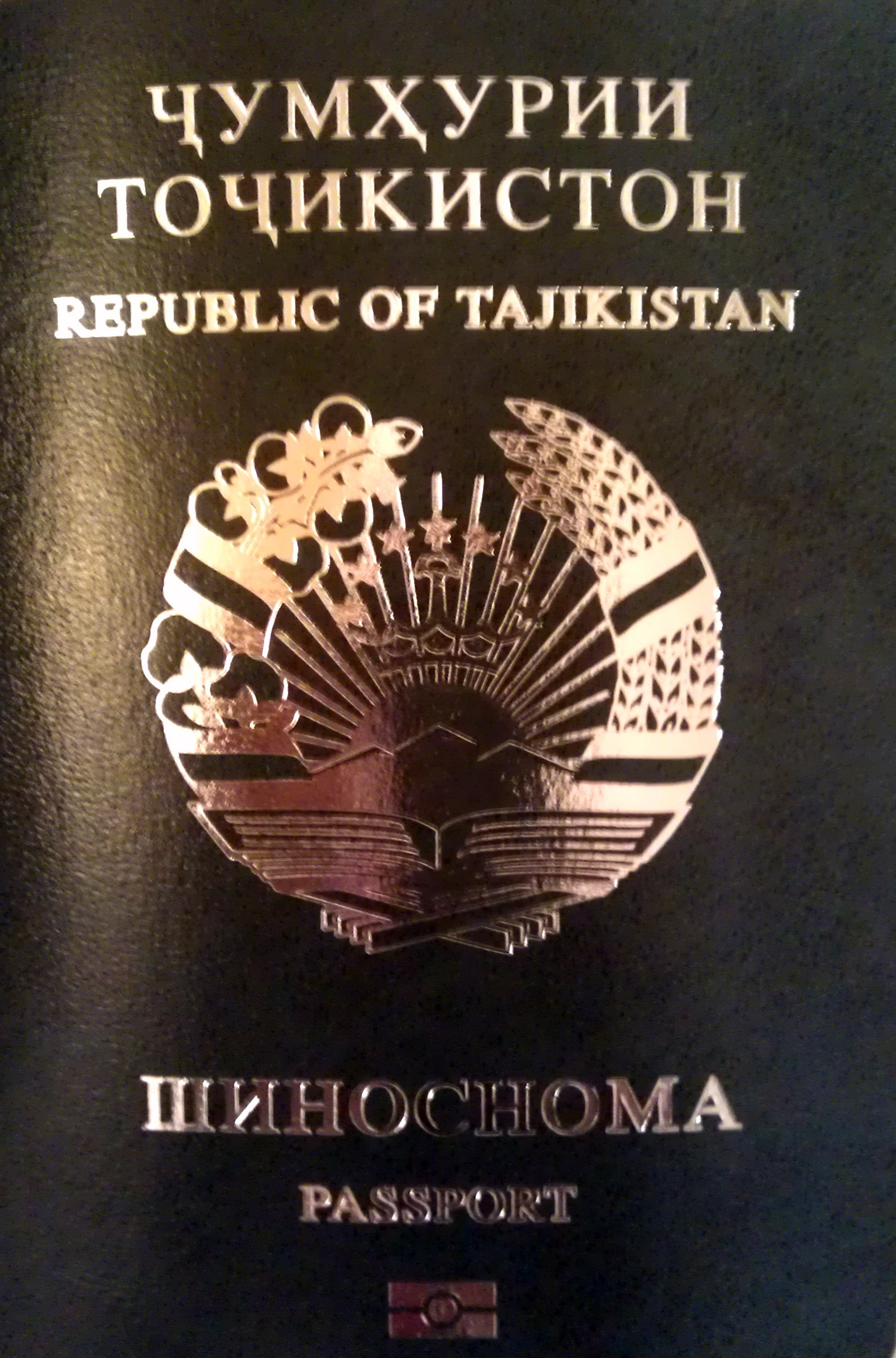
타지키스탄
태국
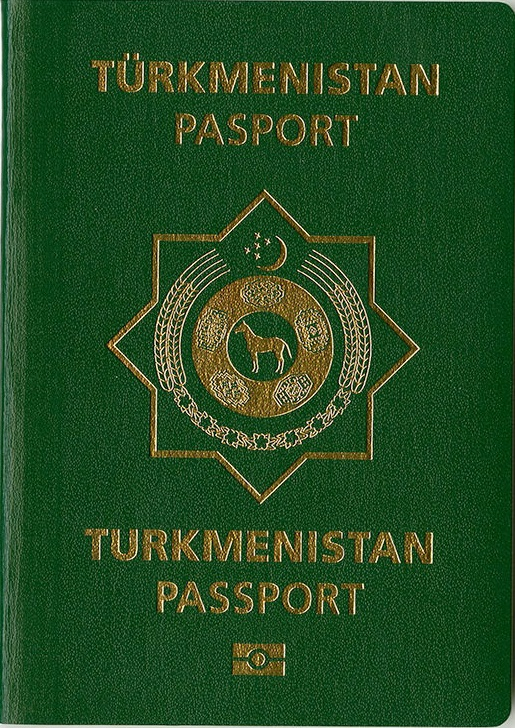
투르크메니스탄
아랍에미리트
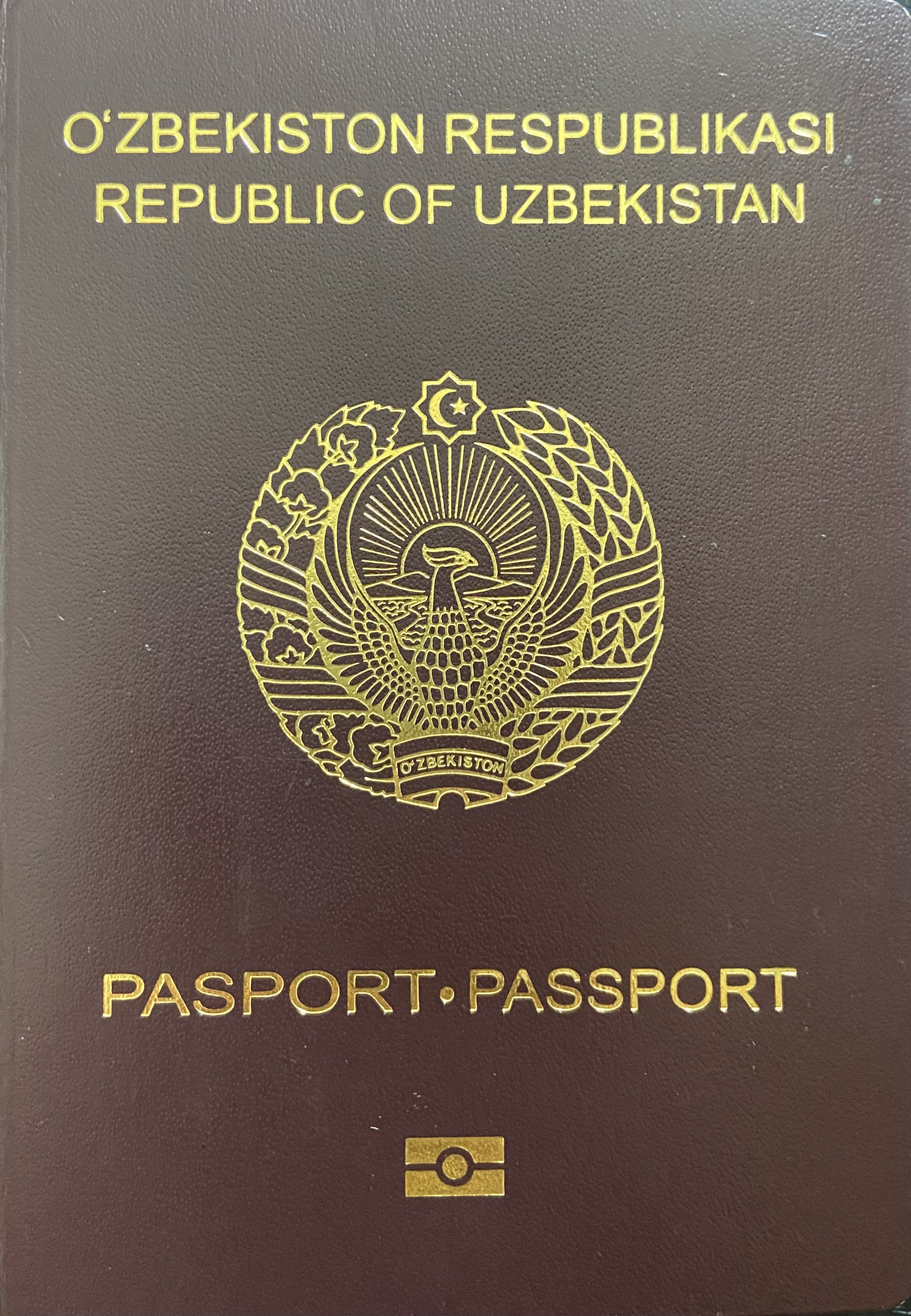
우즈베키스탄
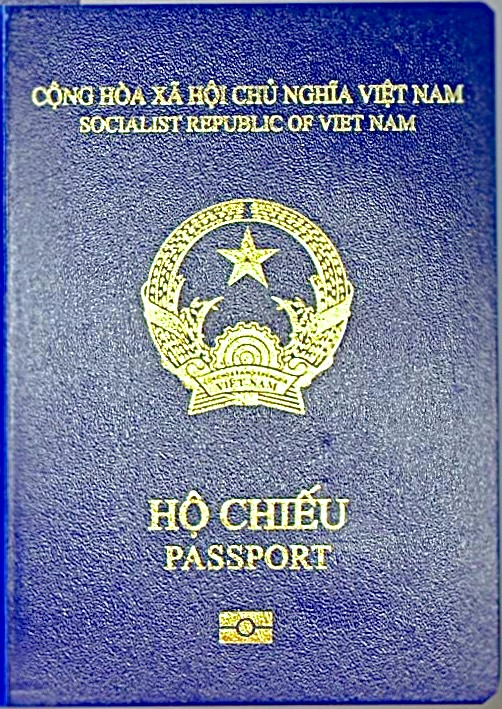
베트남
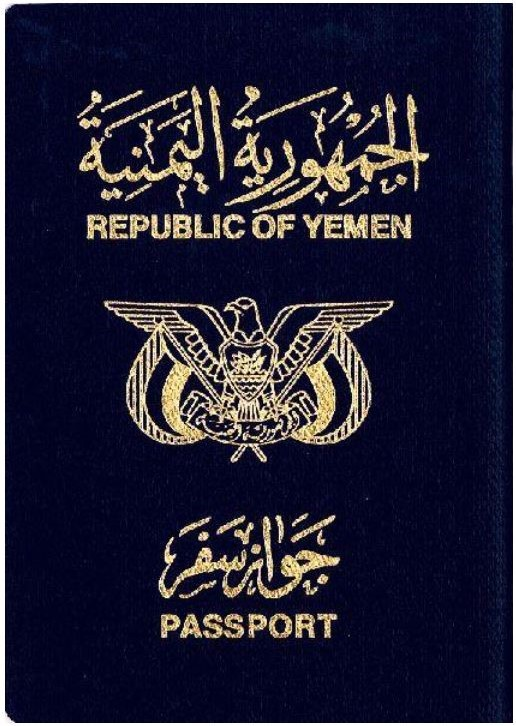
예멘
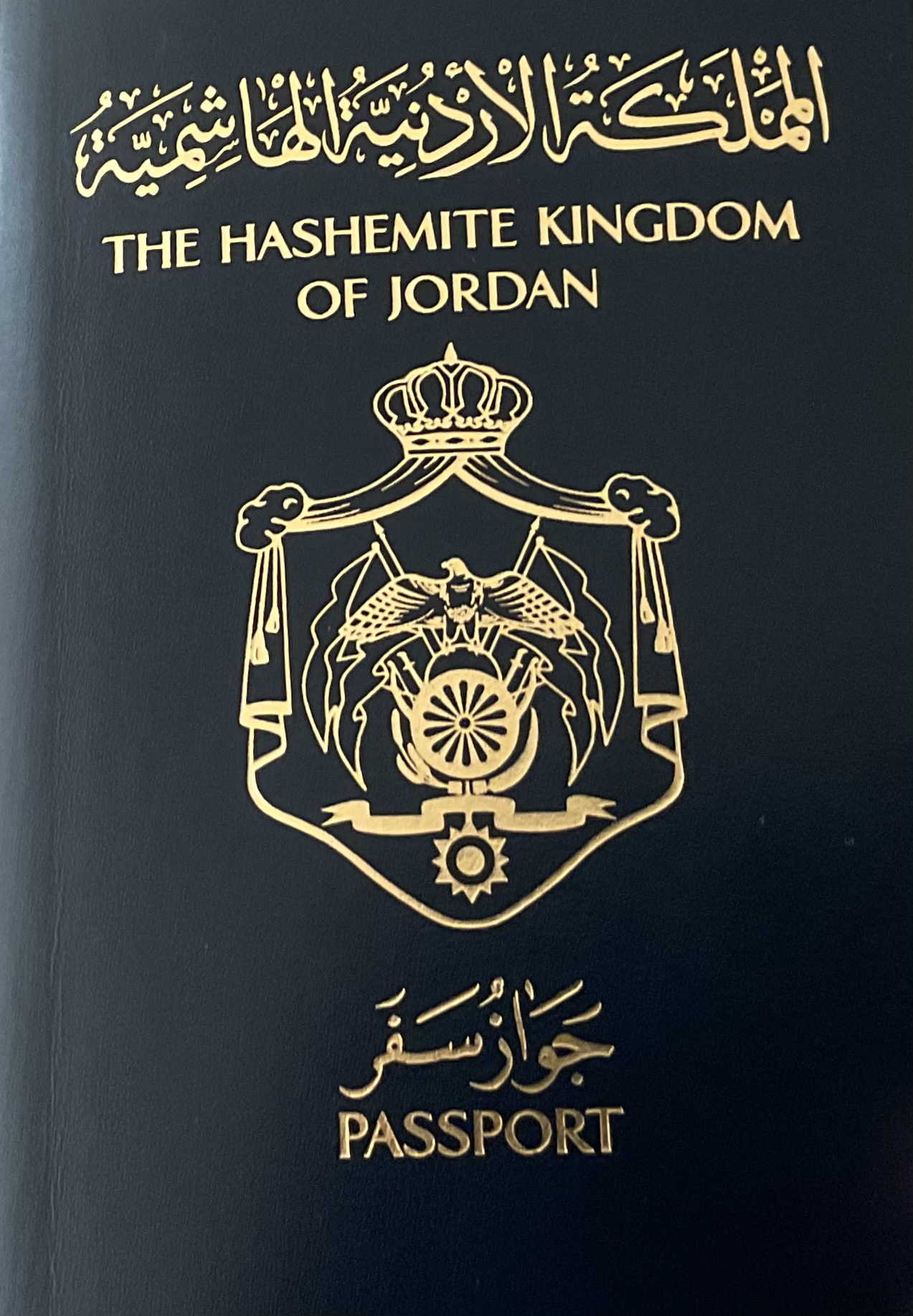
요르단

### 유럽

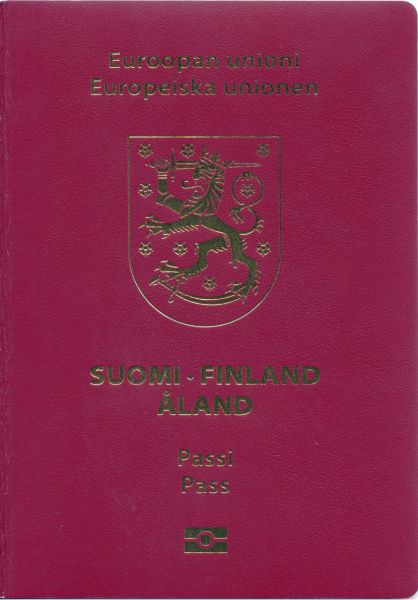
올란드 제도
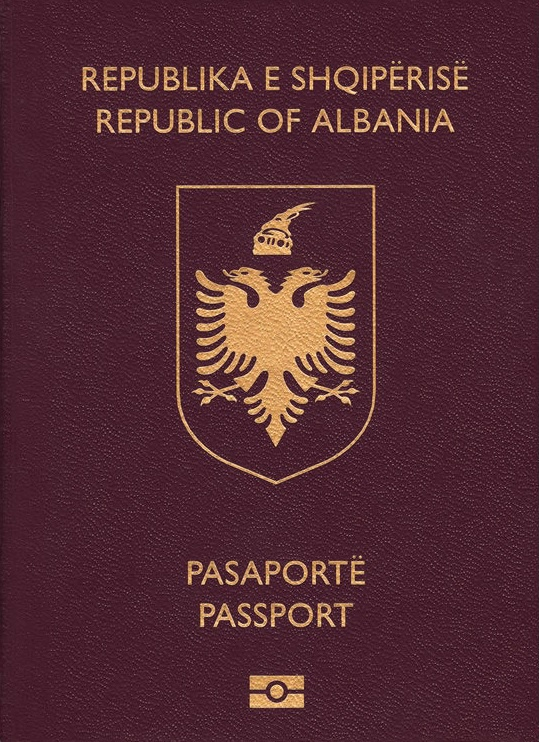
알바니아
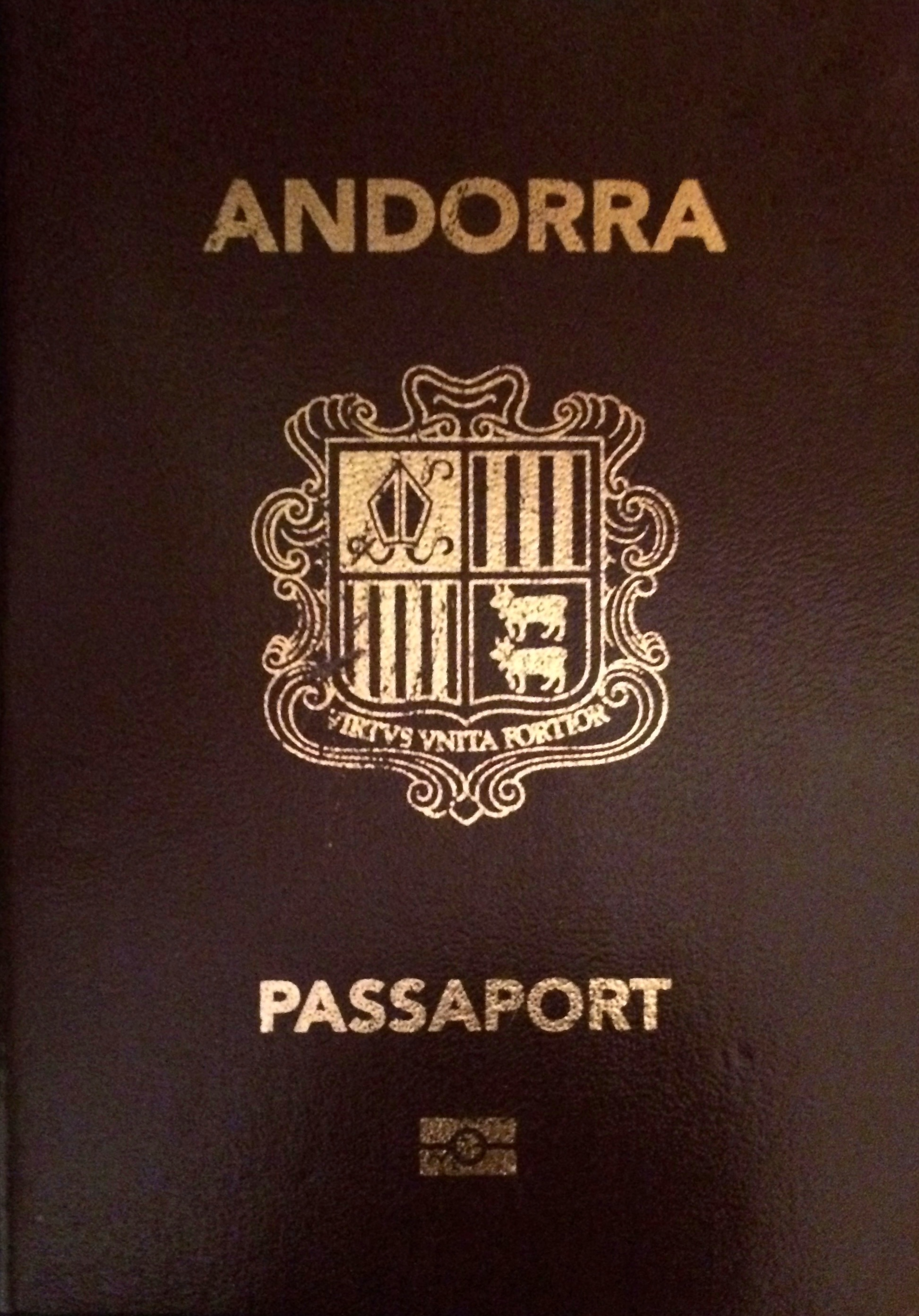
안도라
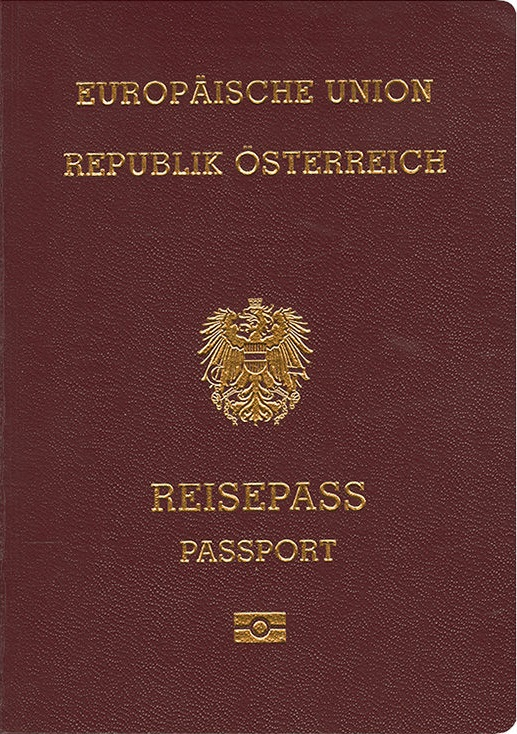
오스트리아
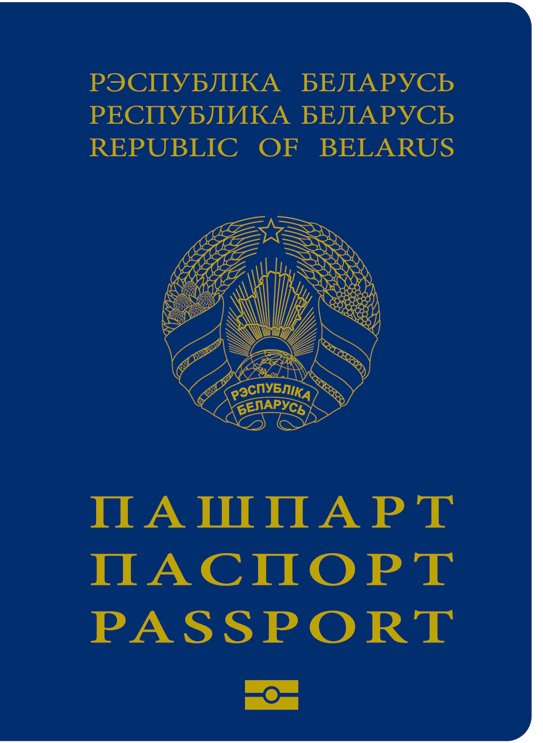
벨라루스
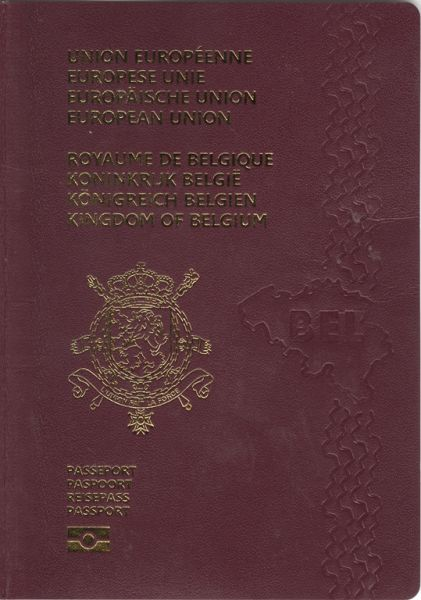
벨기에
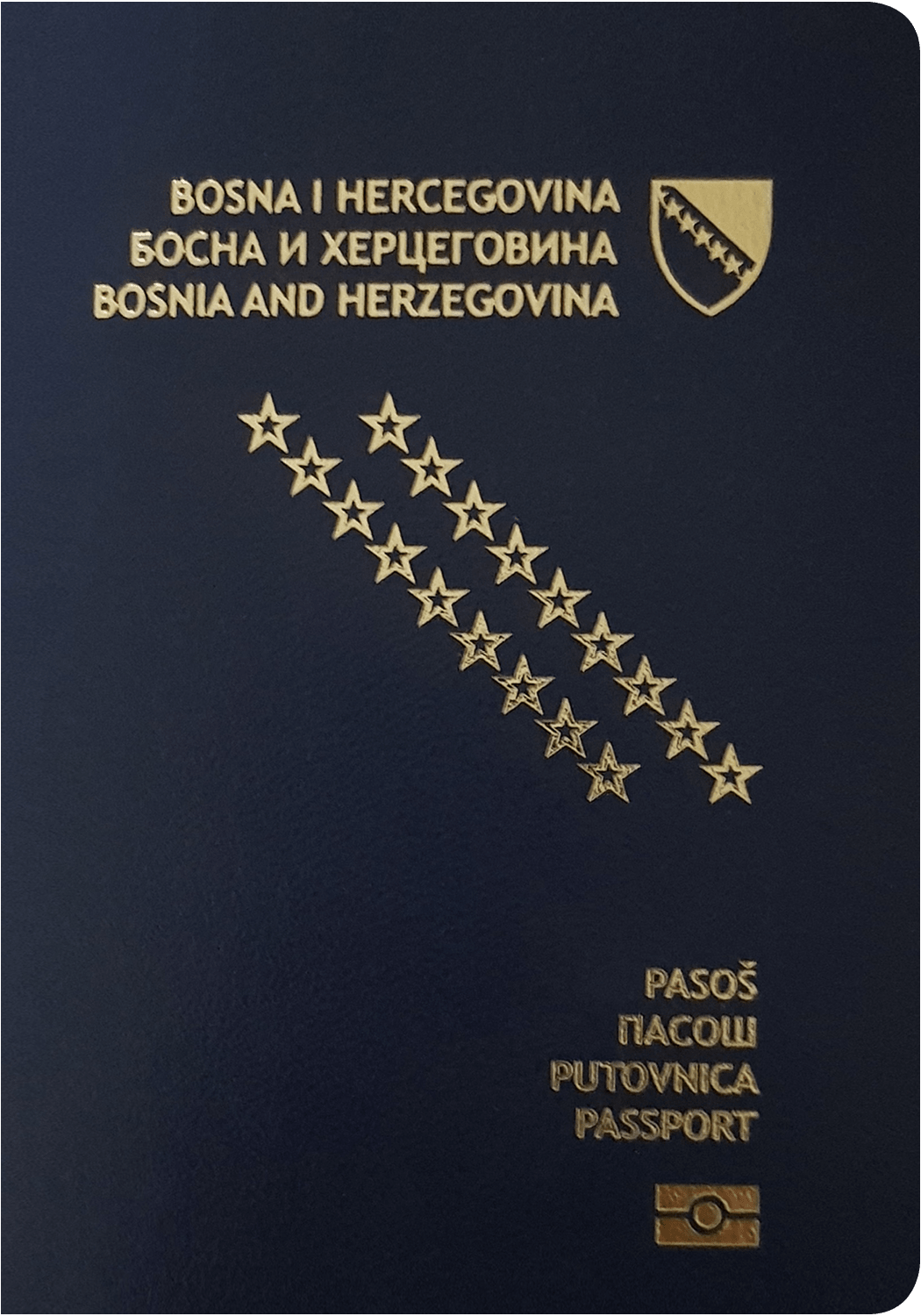
보스니아 헤르체고비나
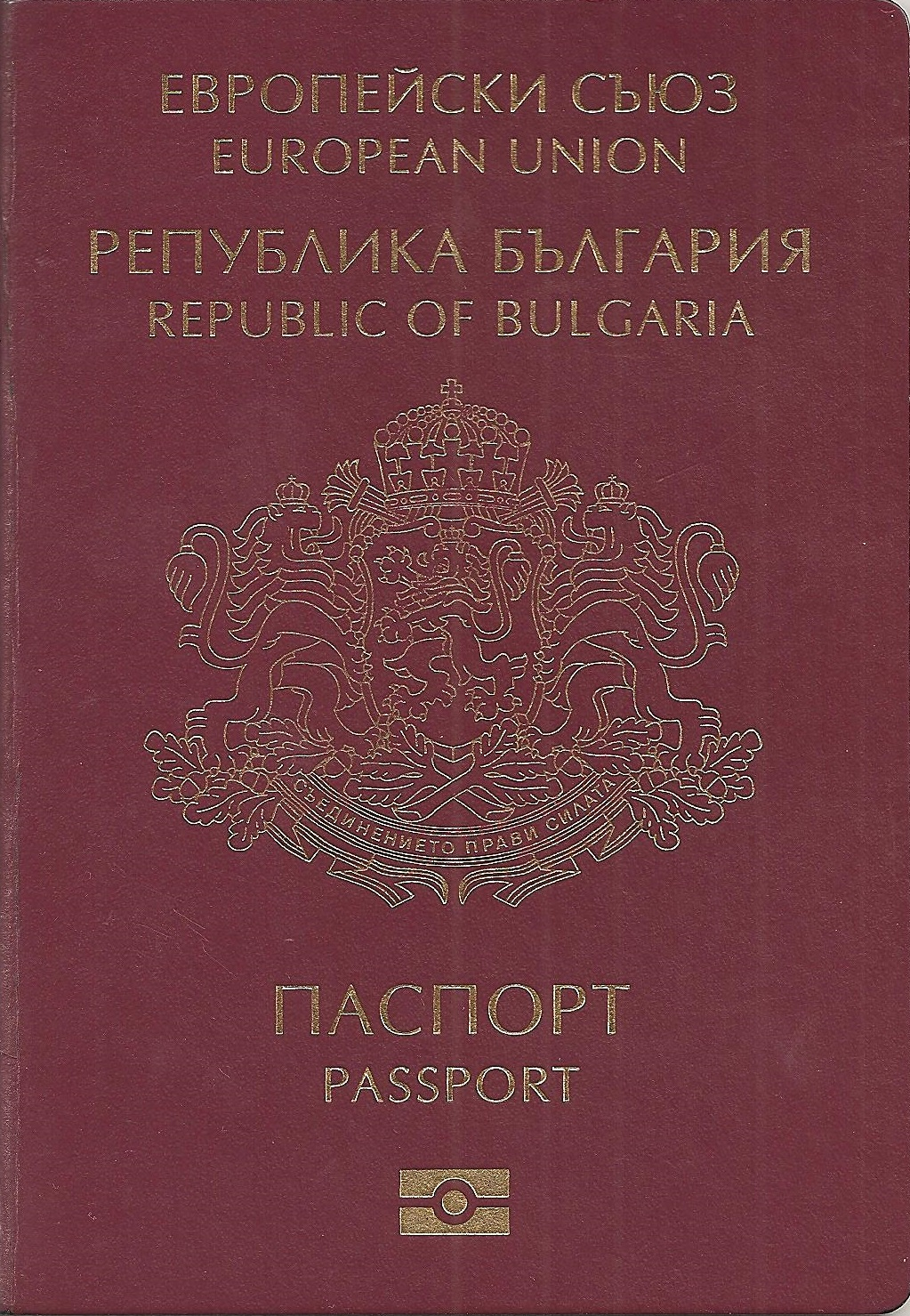
불가리아
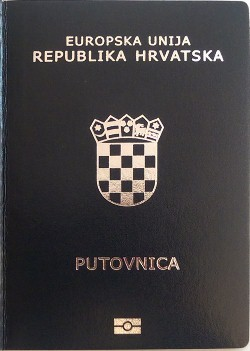
크로아티아
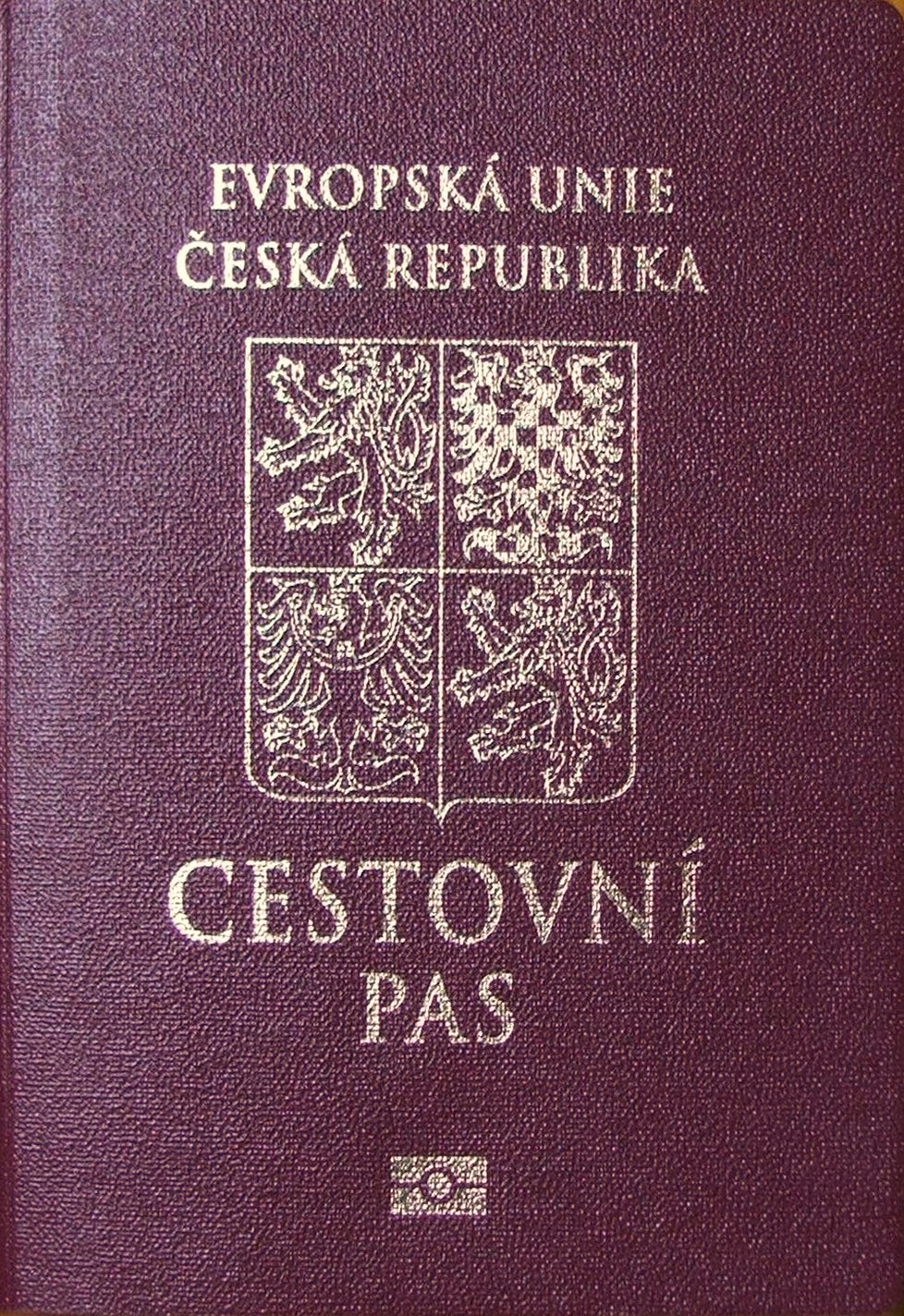
체코
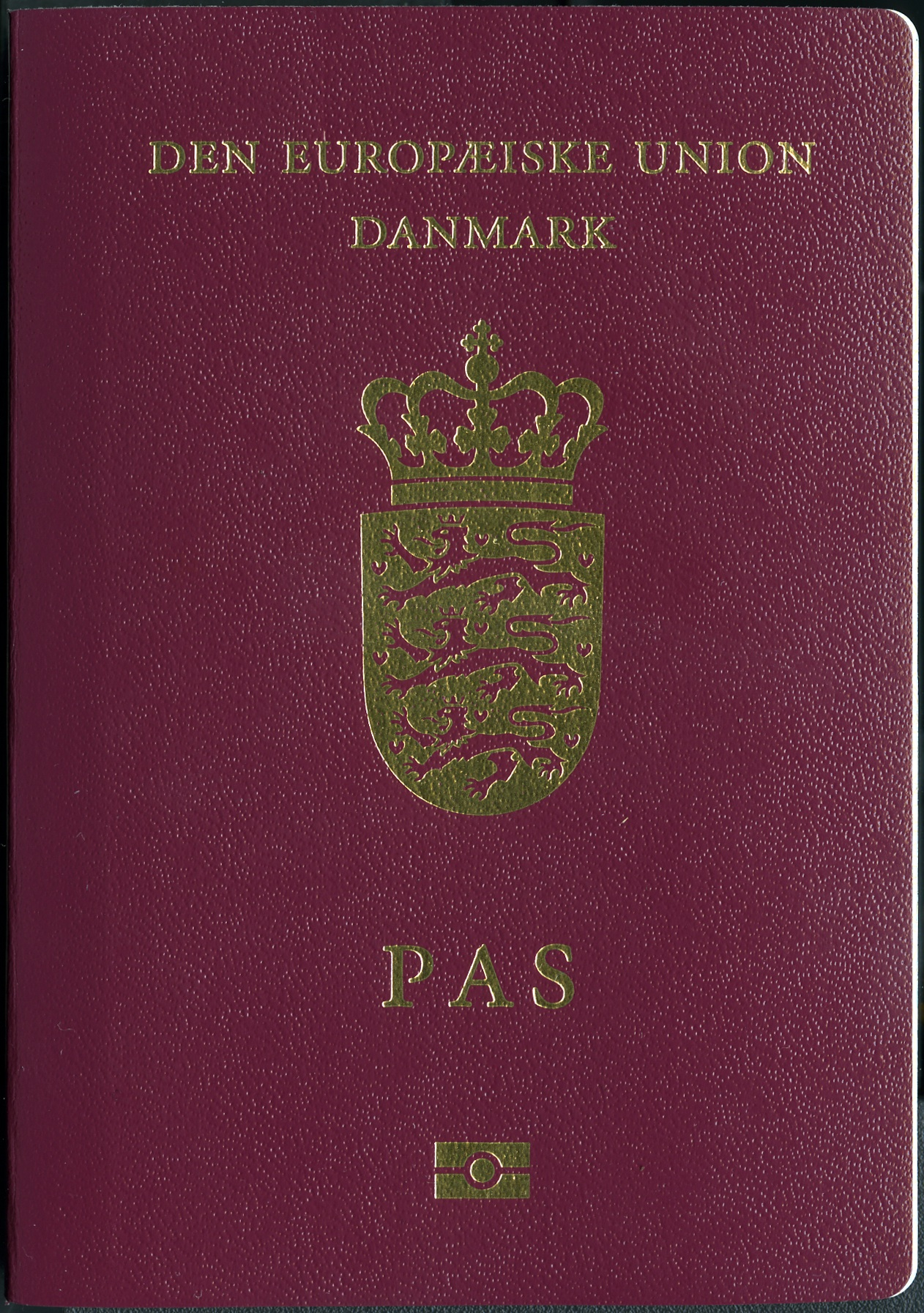
덴마크
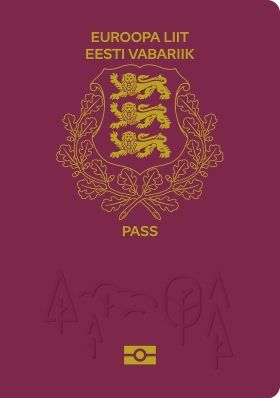
에스토니아
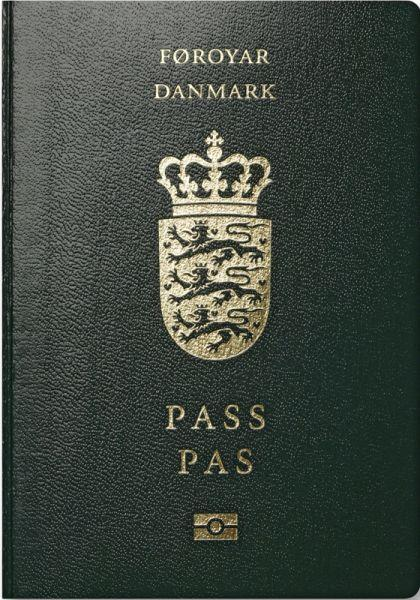
페로 제도
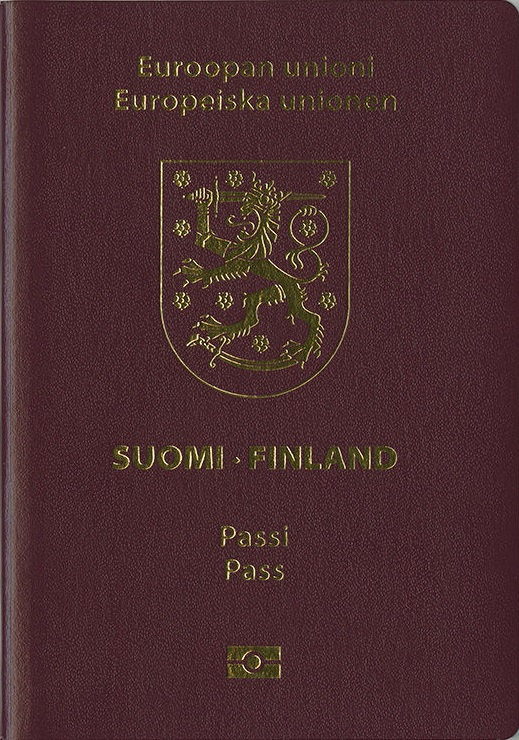
핀란드
프랑스
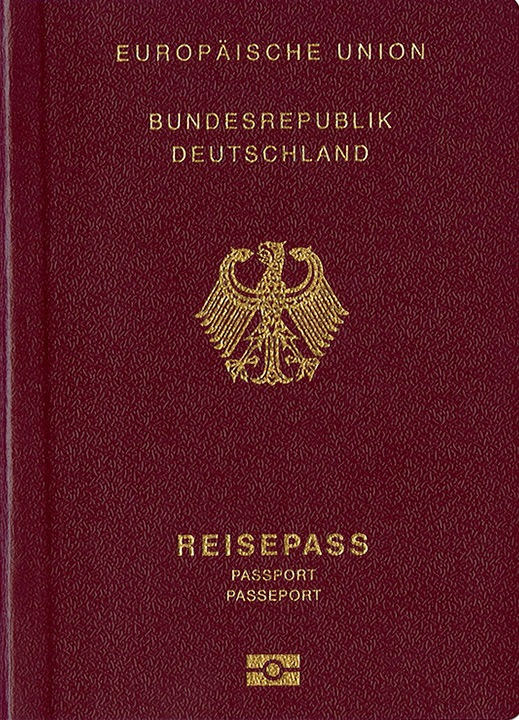
독일
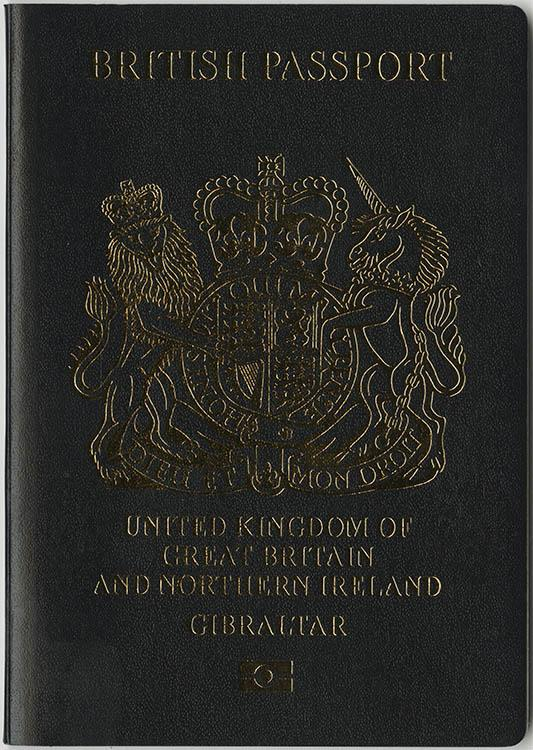
지브롤터
그리스
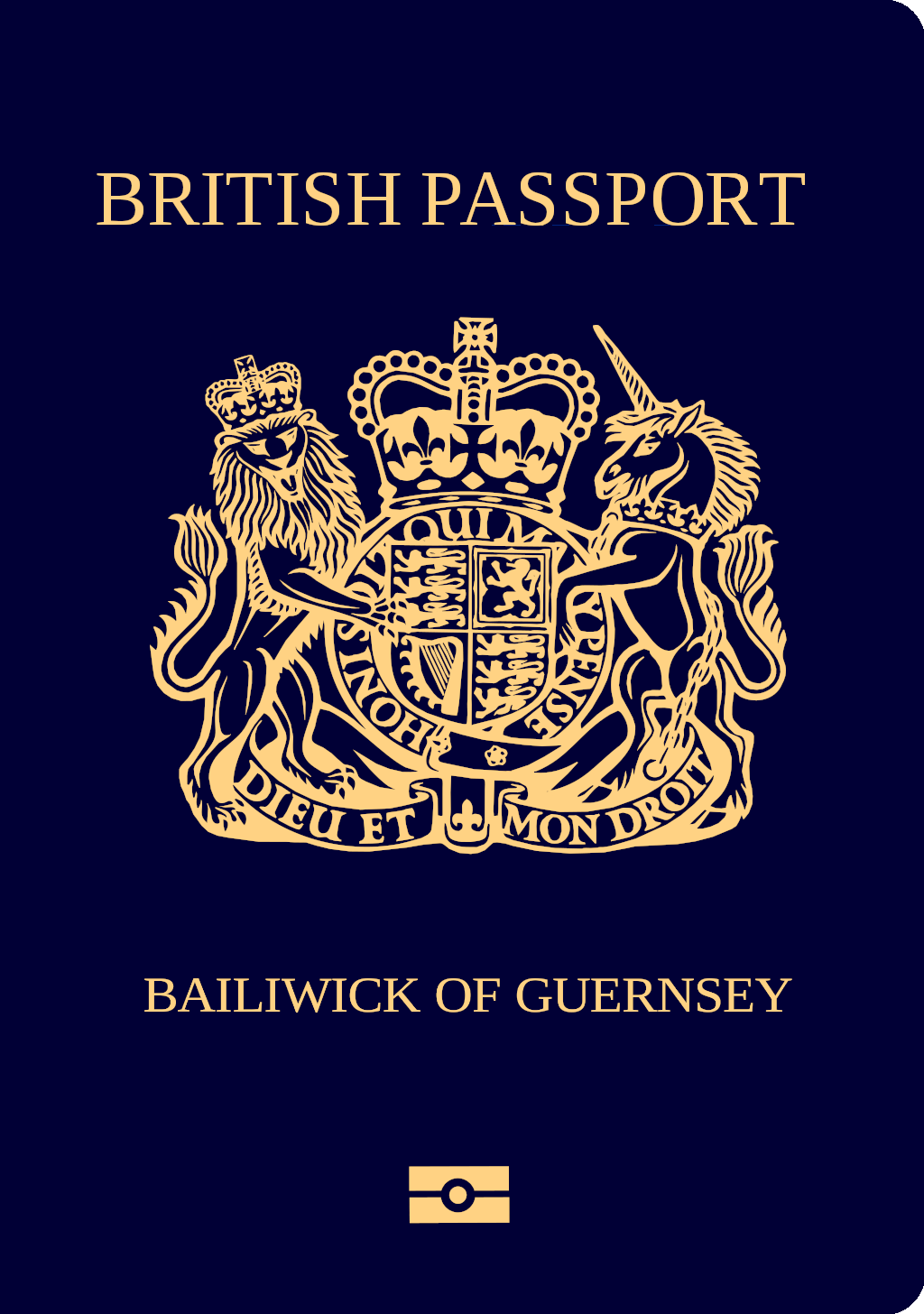
건지
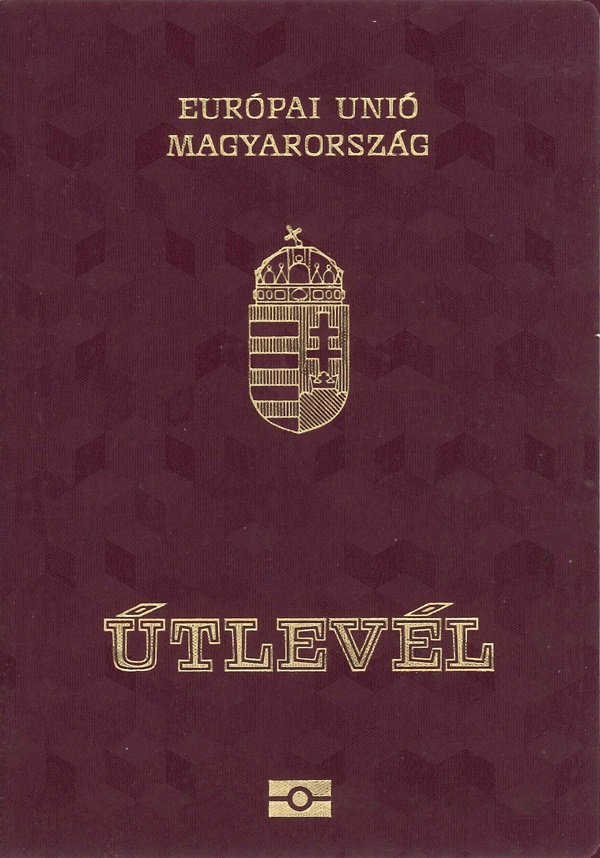
헝가리
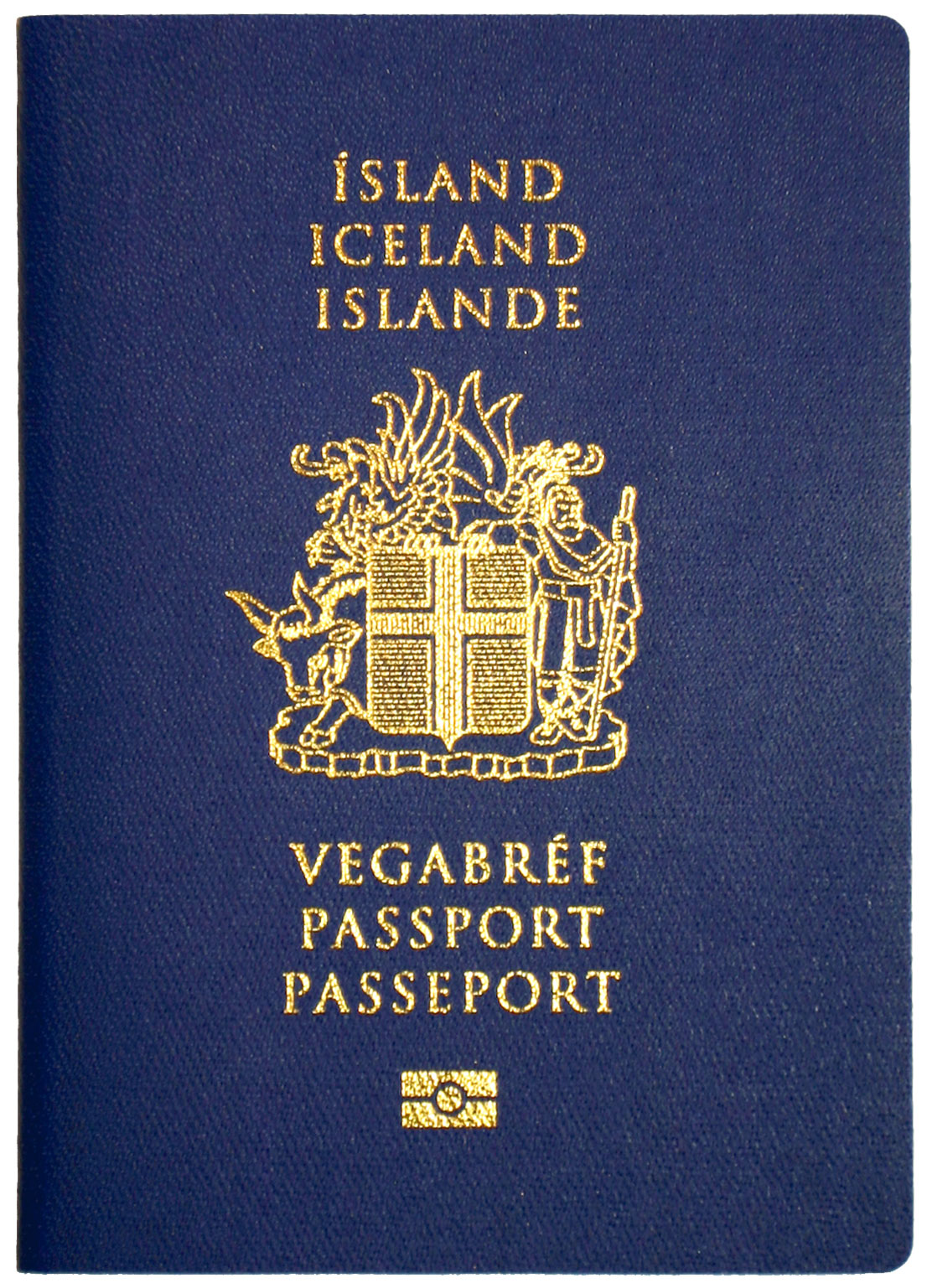
아이슬란드
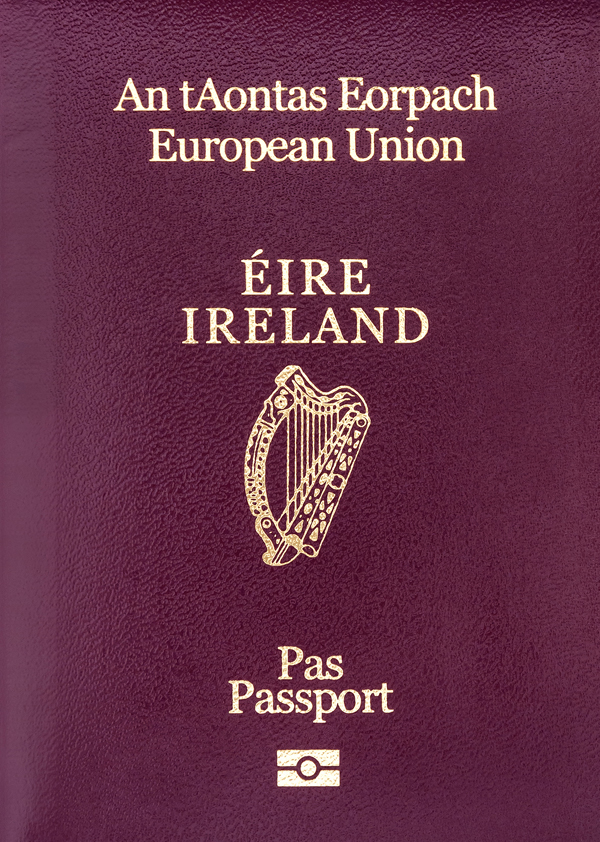
아일랜드
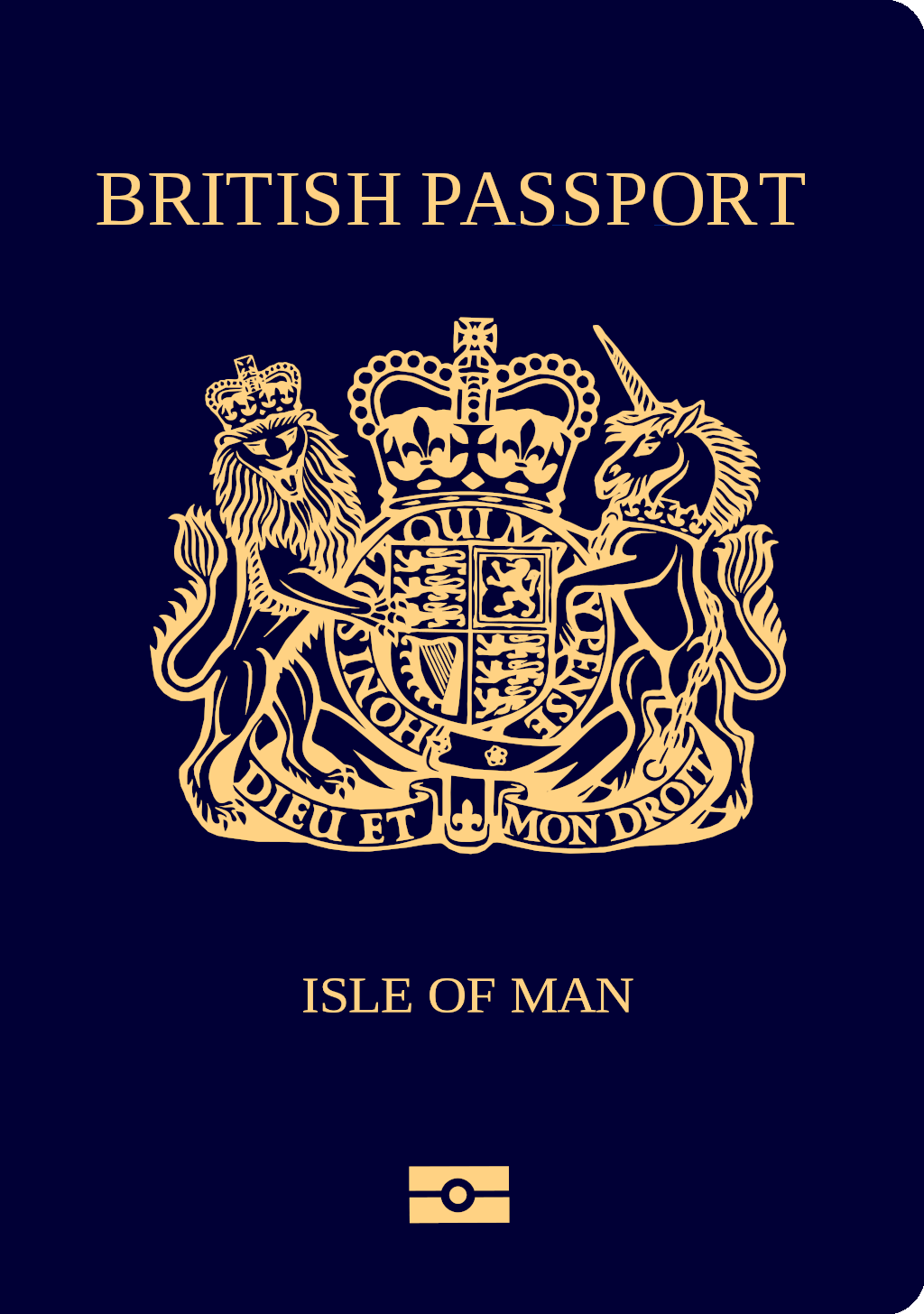
맨섬
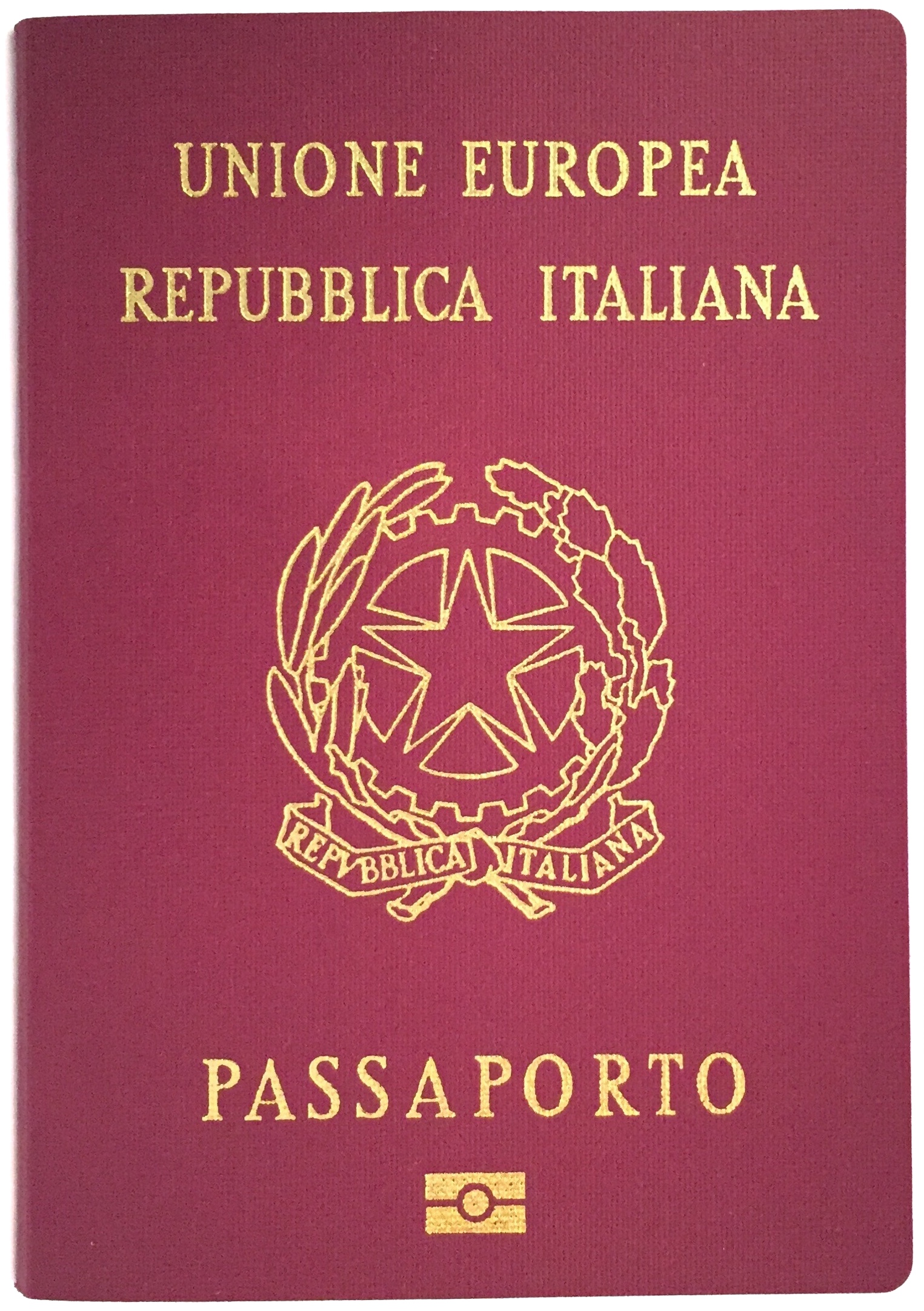
이탈리아
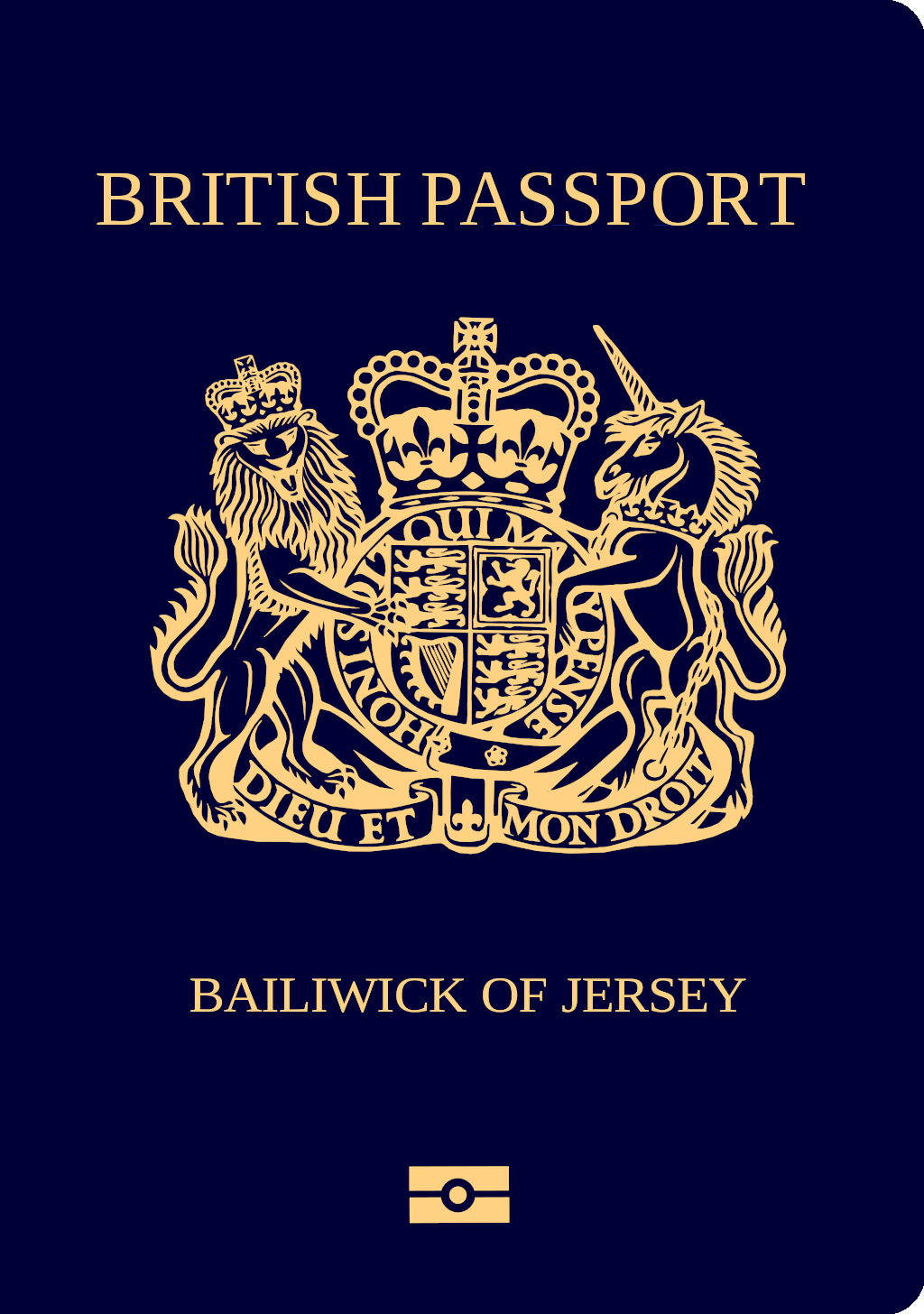
저지섬
코소보
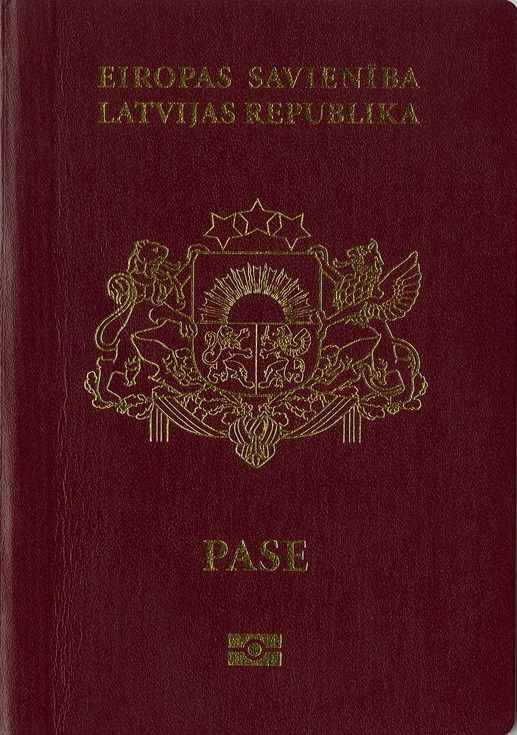
라트비아
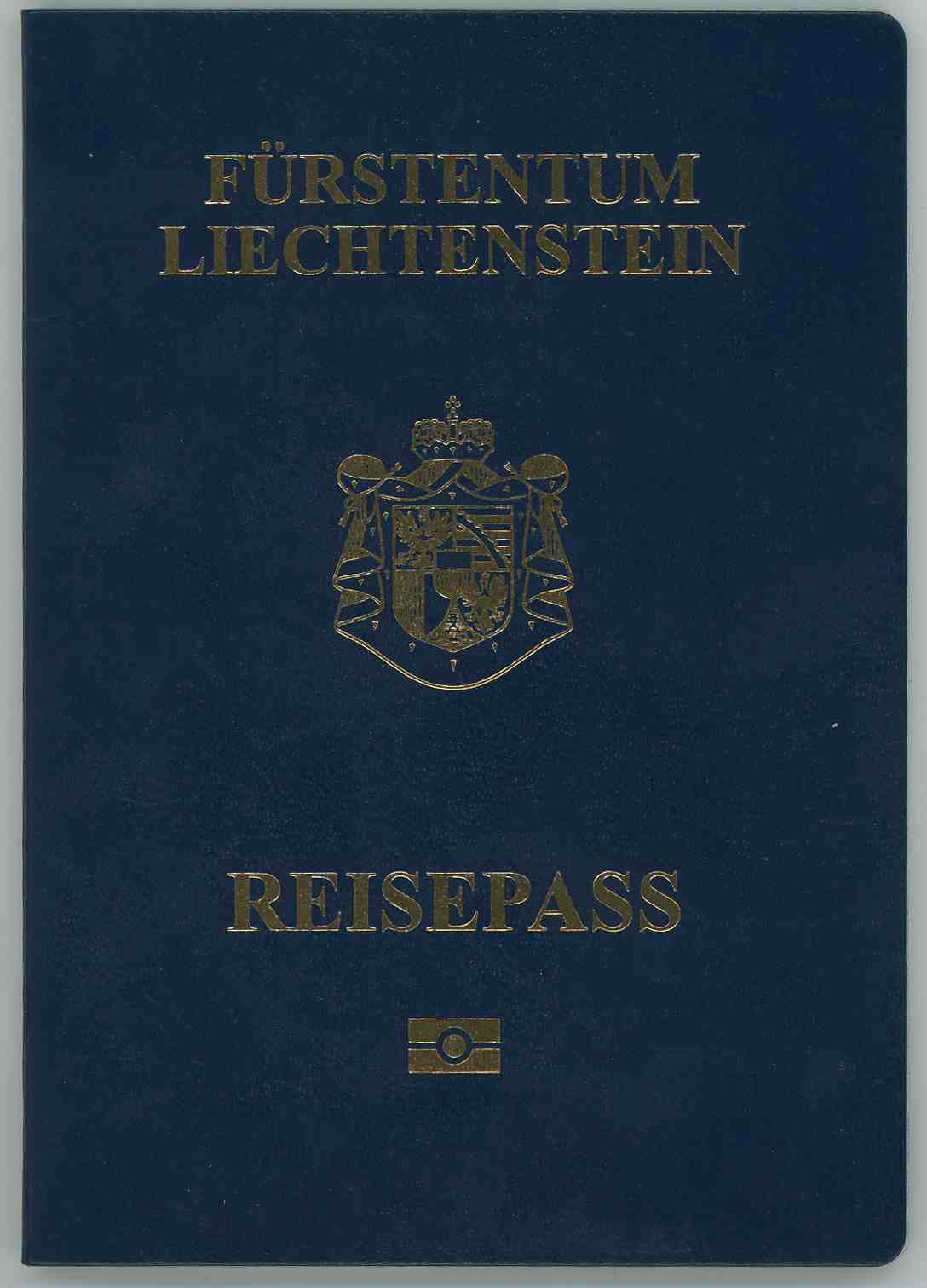
리히텐슈타인
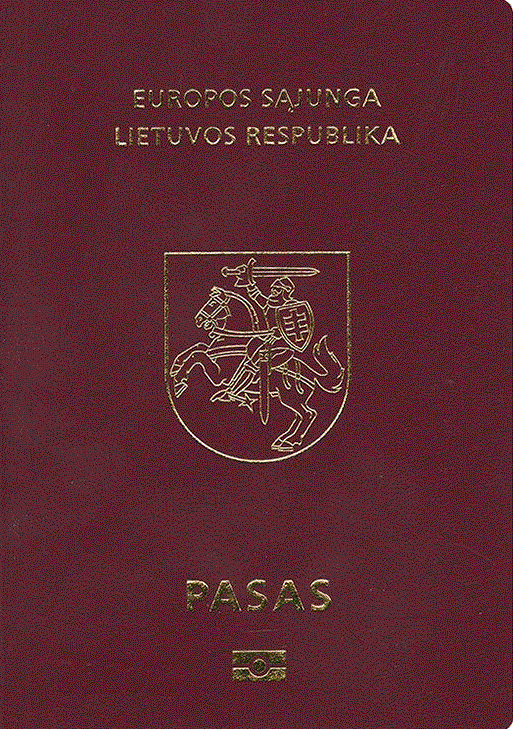
리투아니아
룩셈부르크
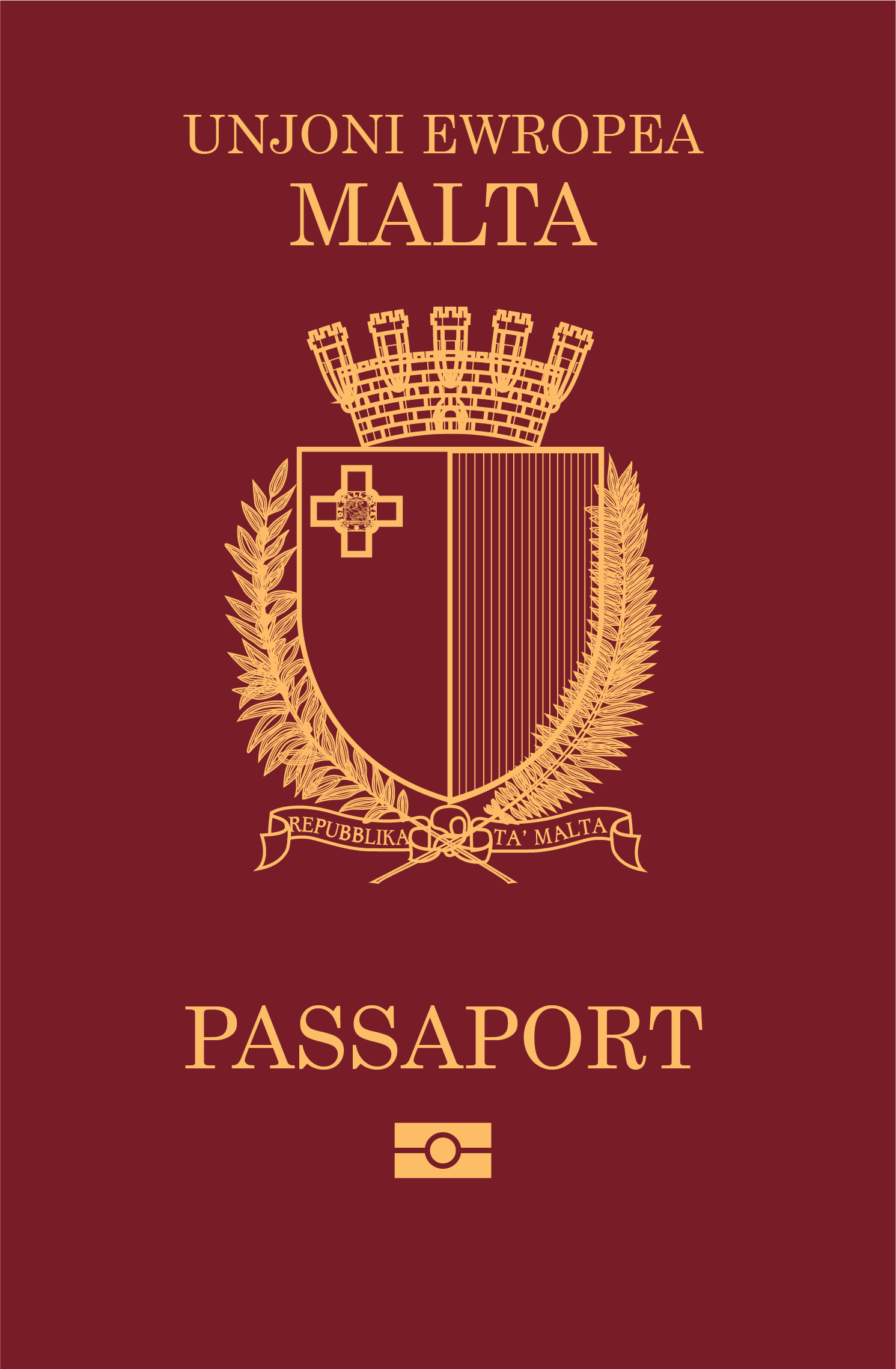
몰타
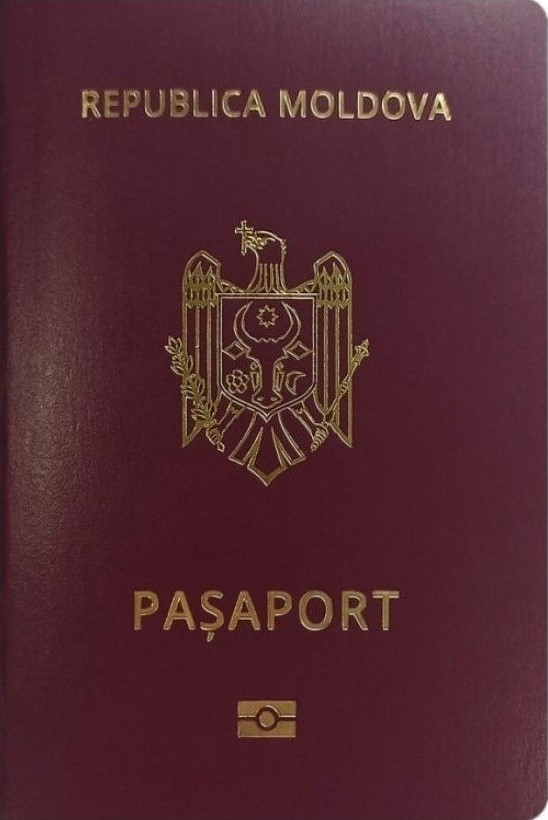
몰도바
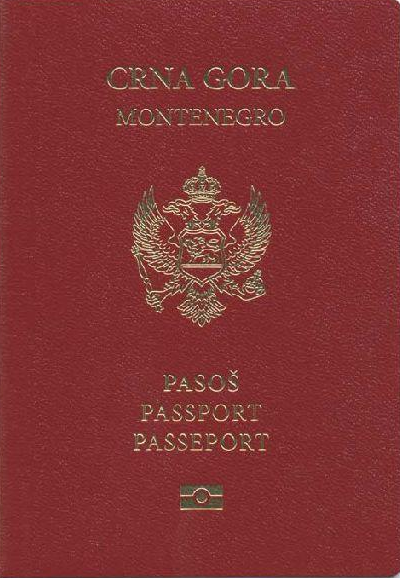
몬테네그로
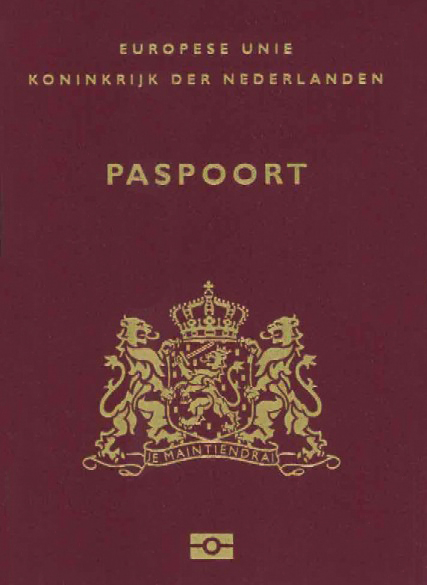
네덜란드
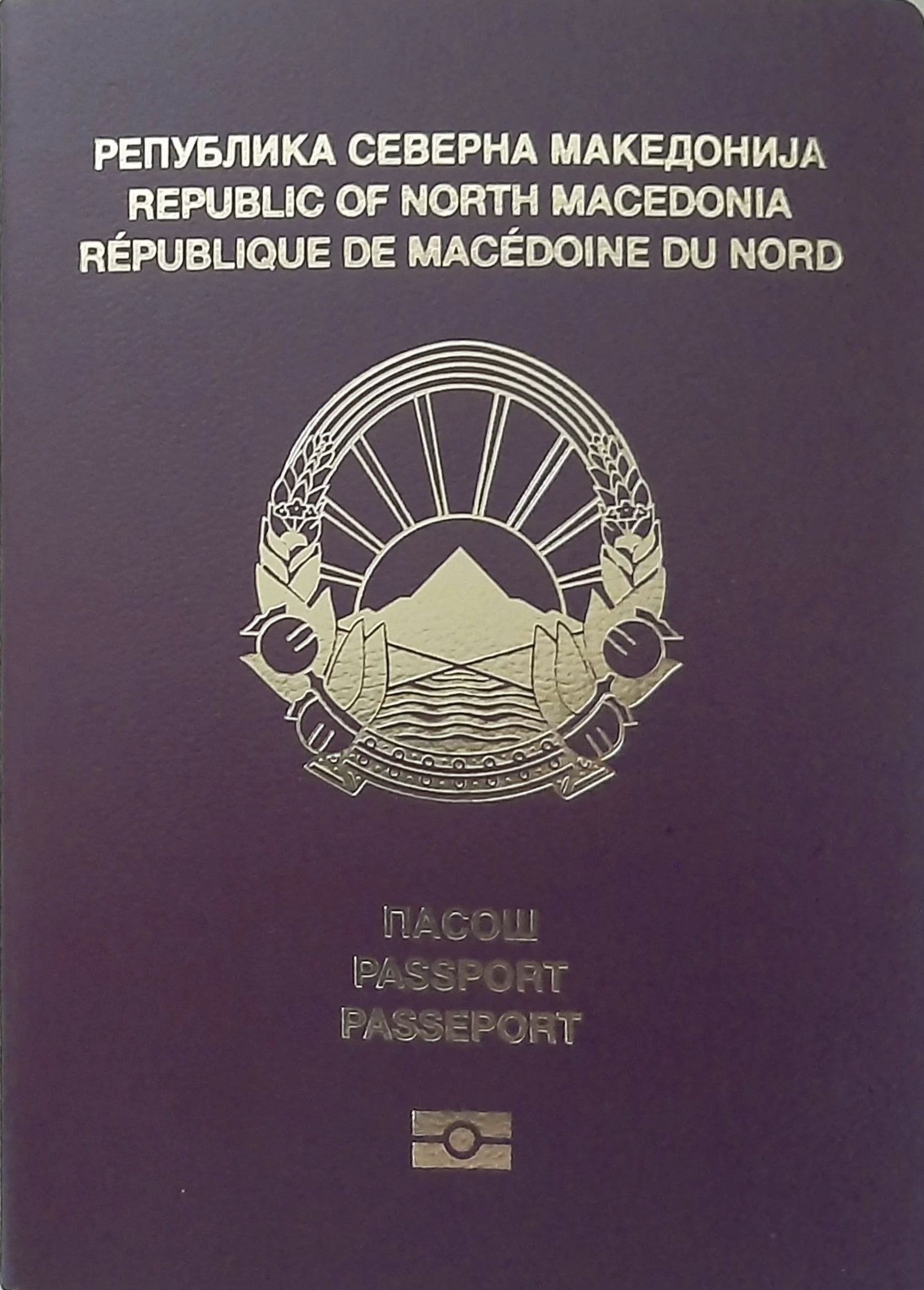
북마케도니아
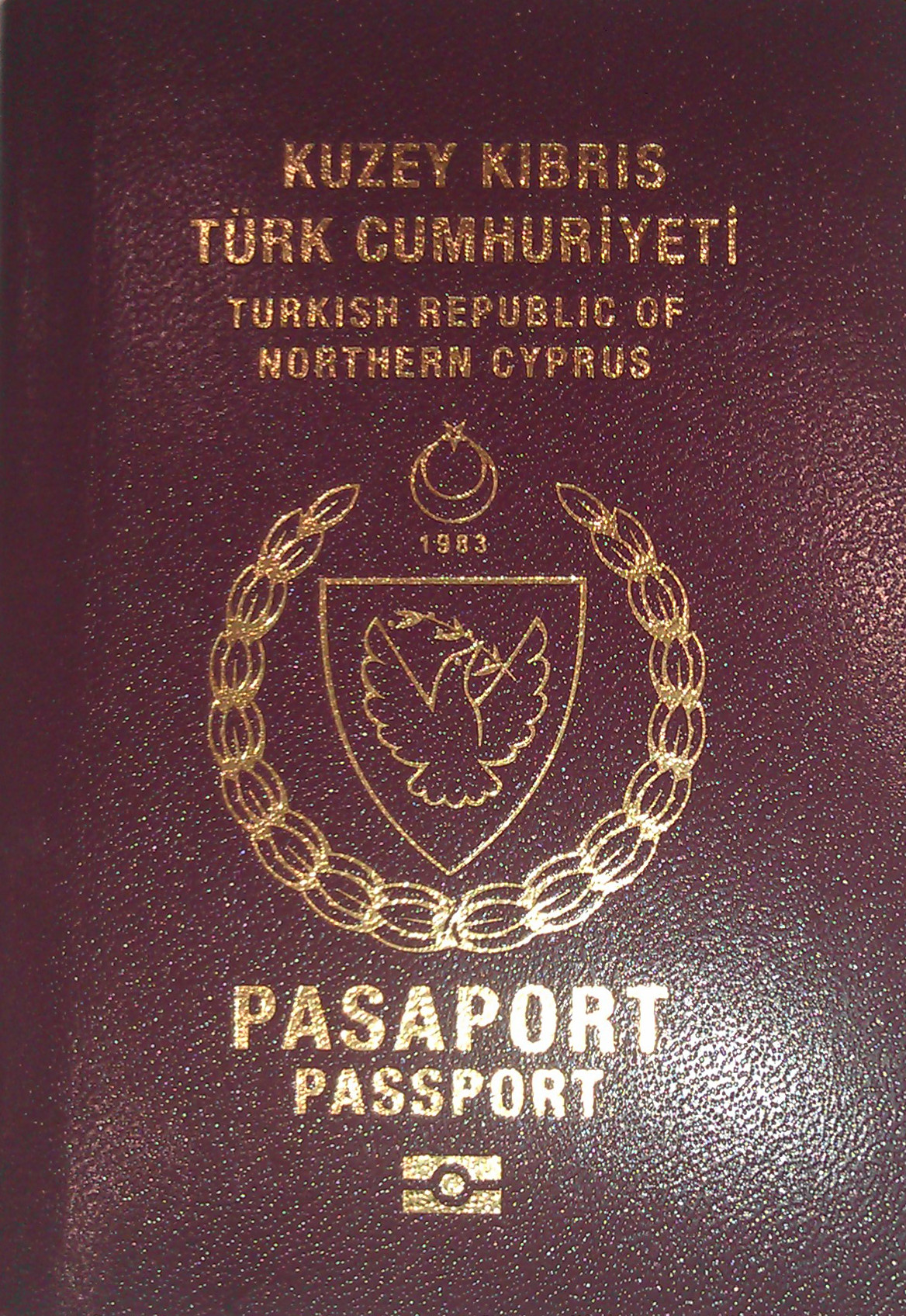
북키프로스
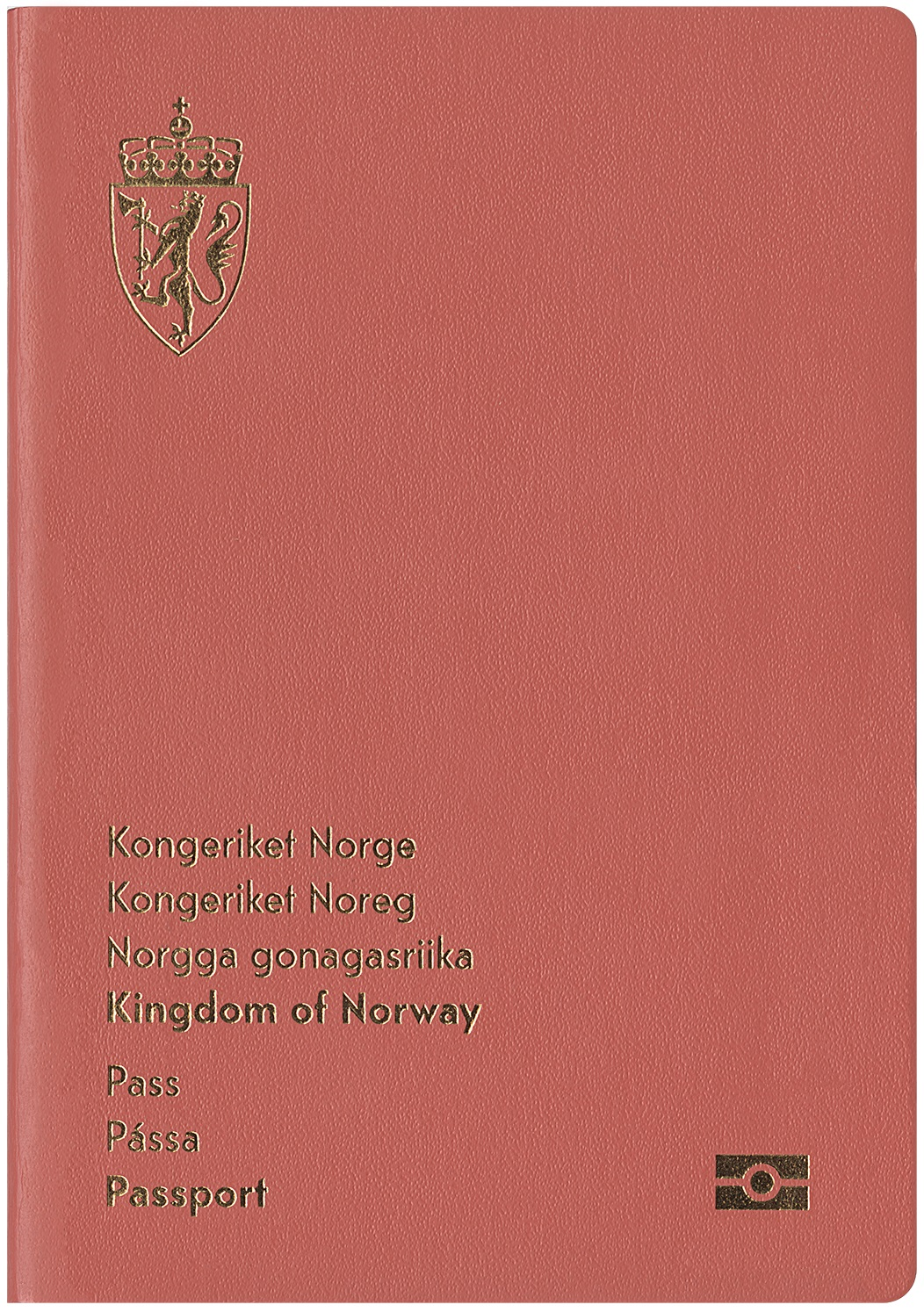
노르웨이
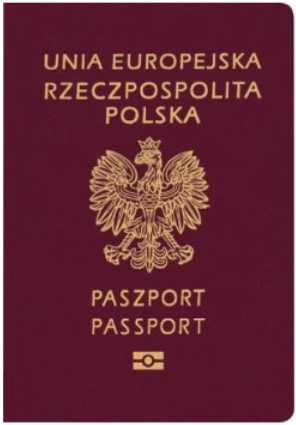
폴란드
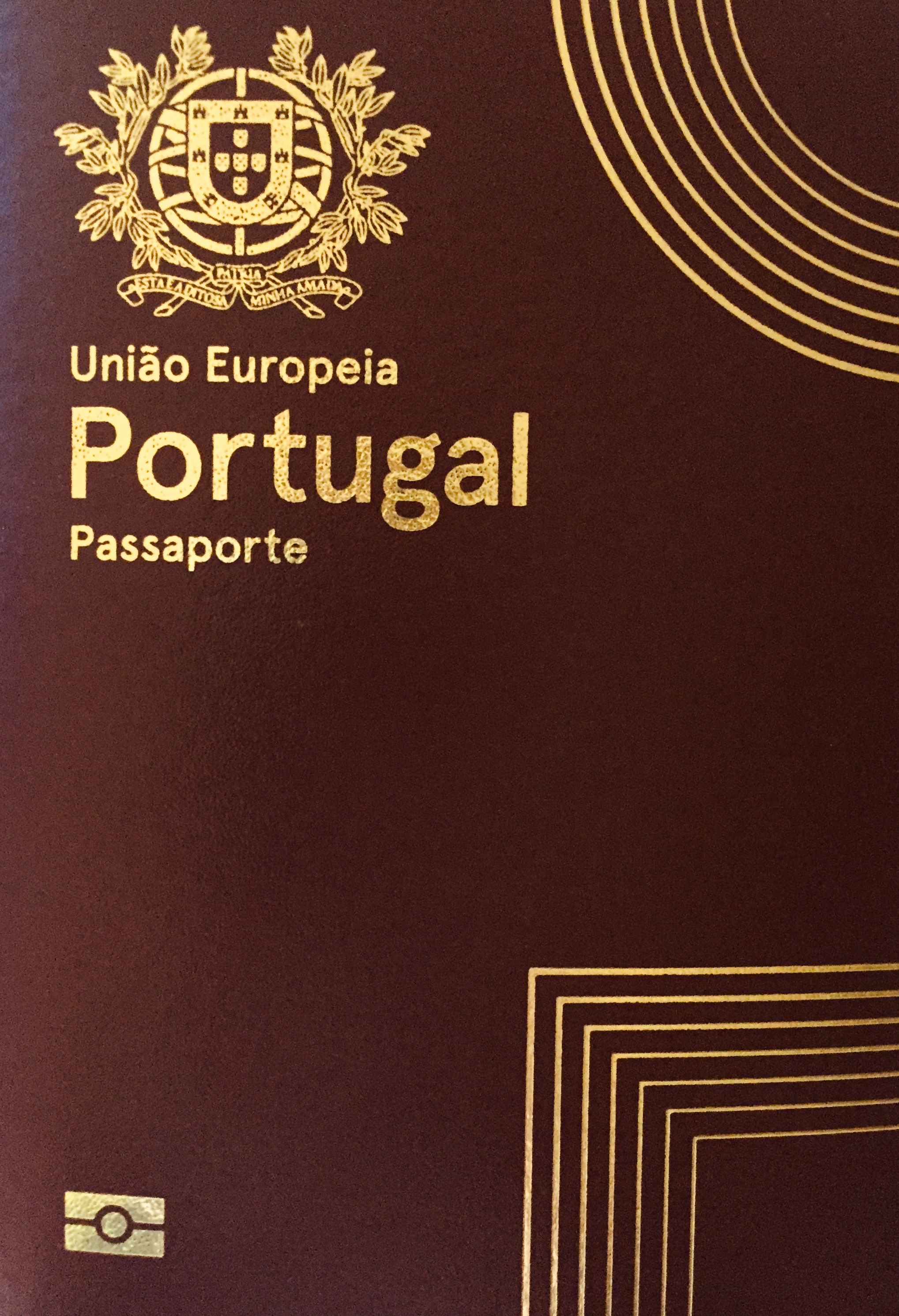
포르투갈
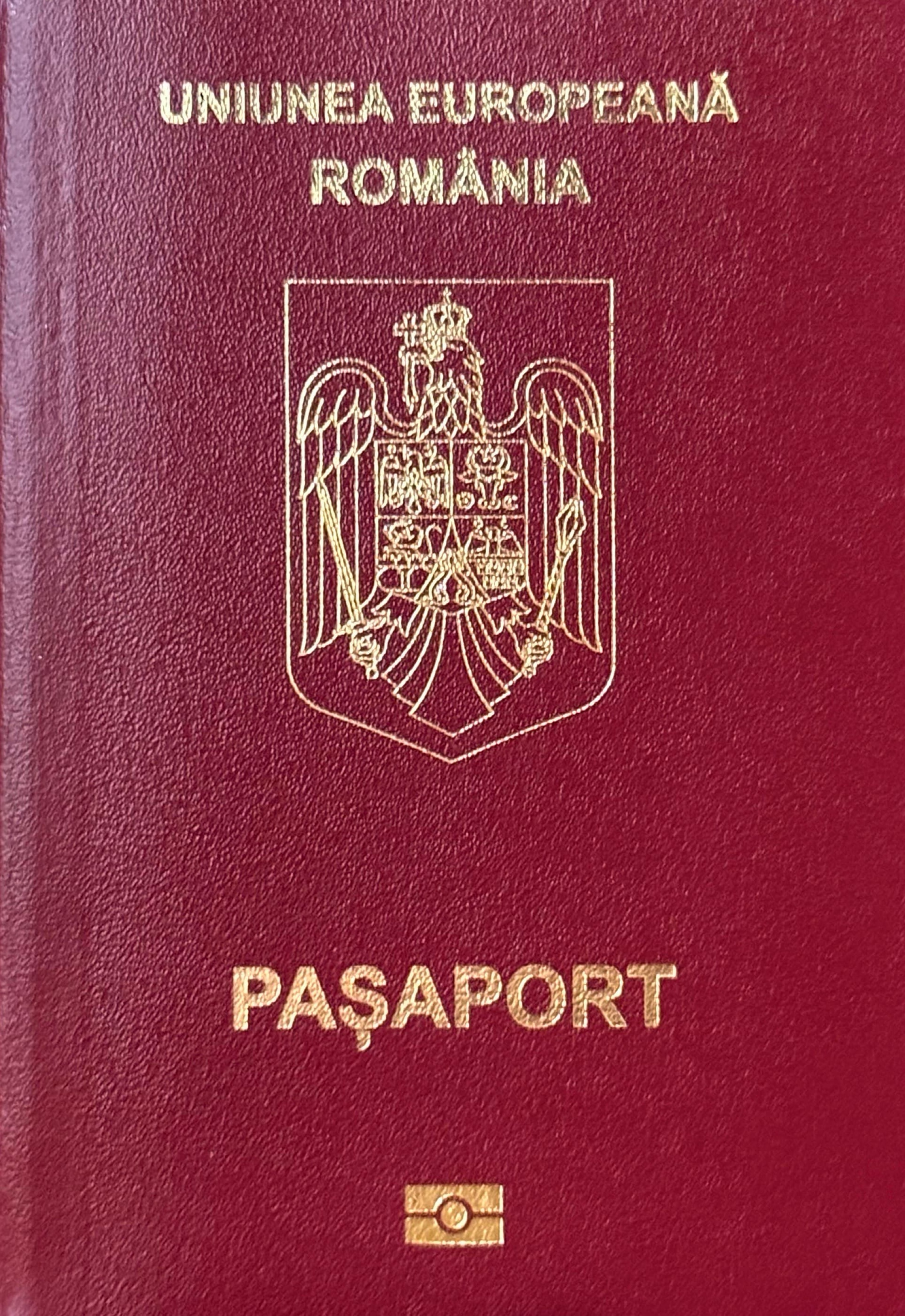
루마니아
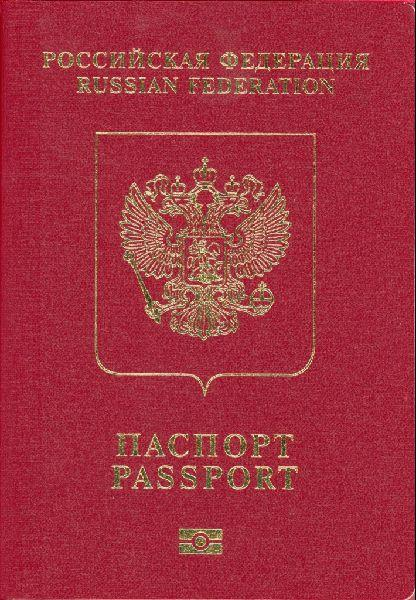
러시아
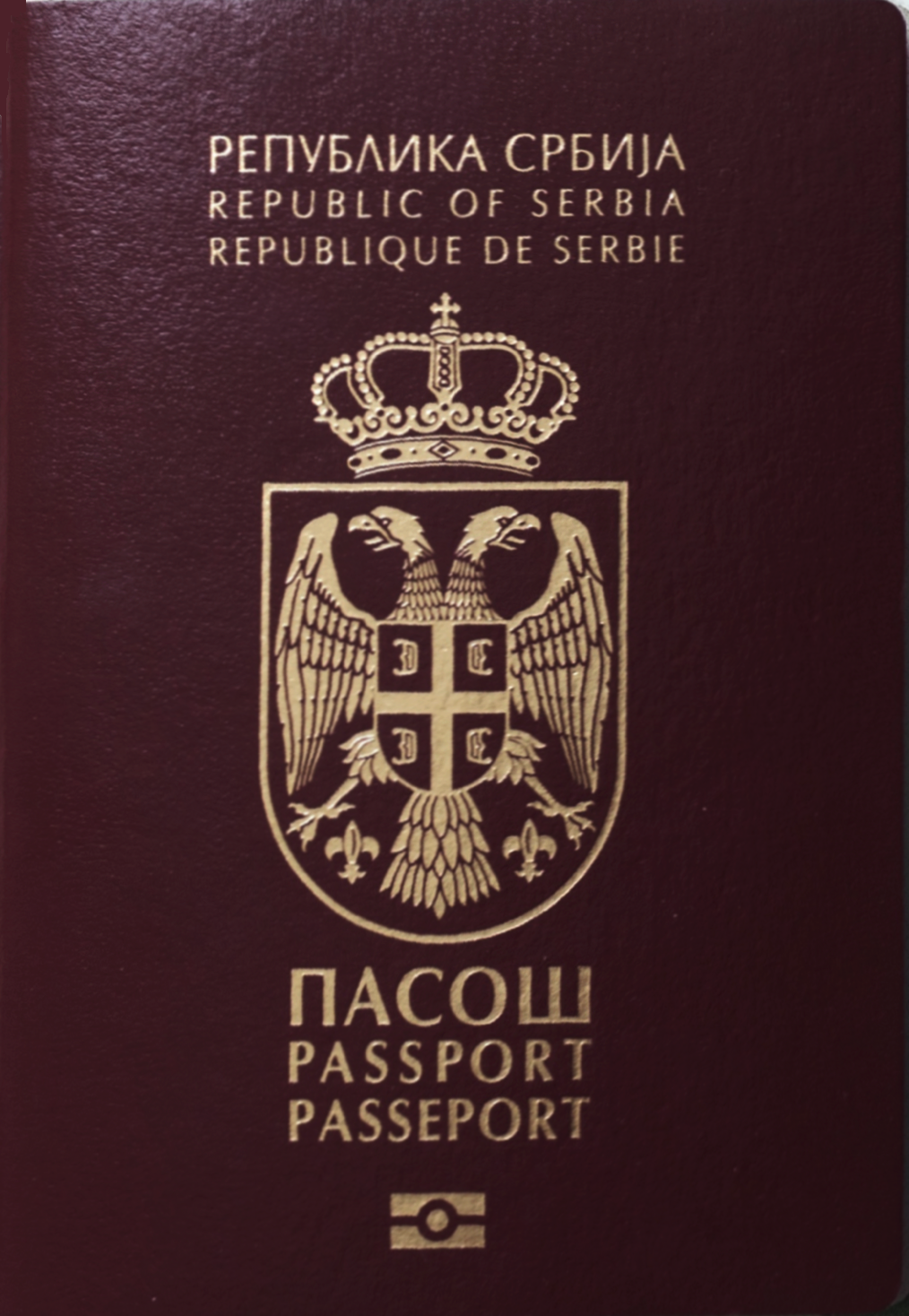
세르비아
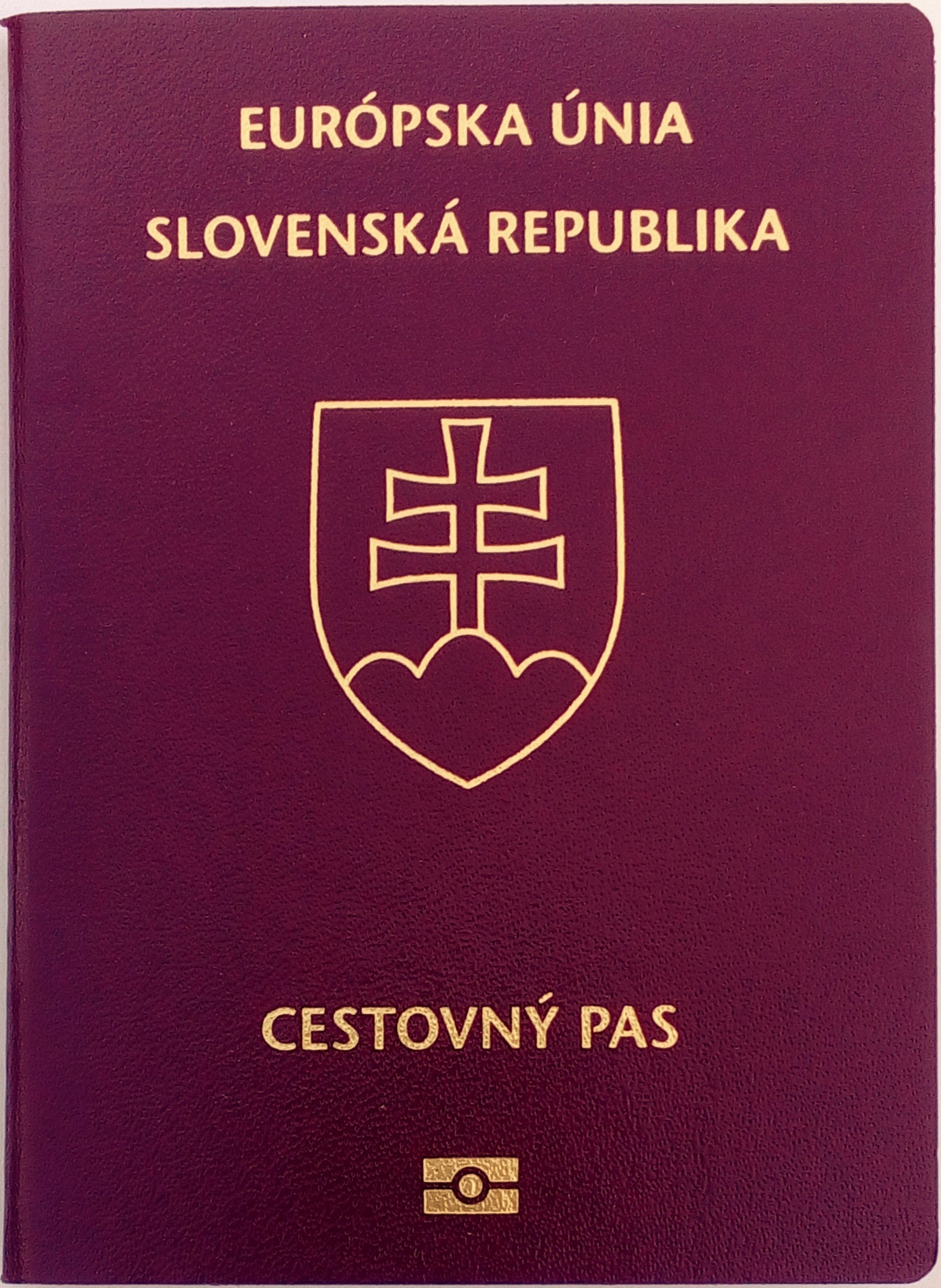
슬로바키아
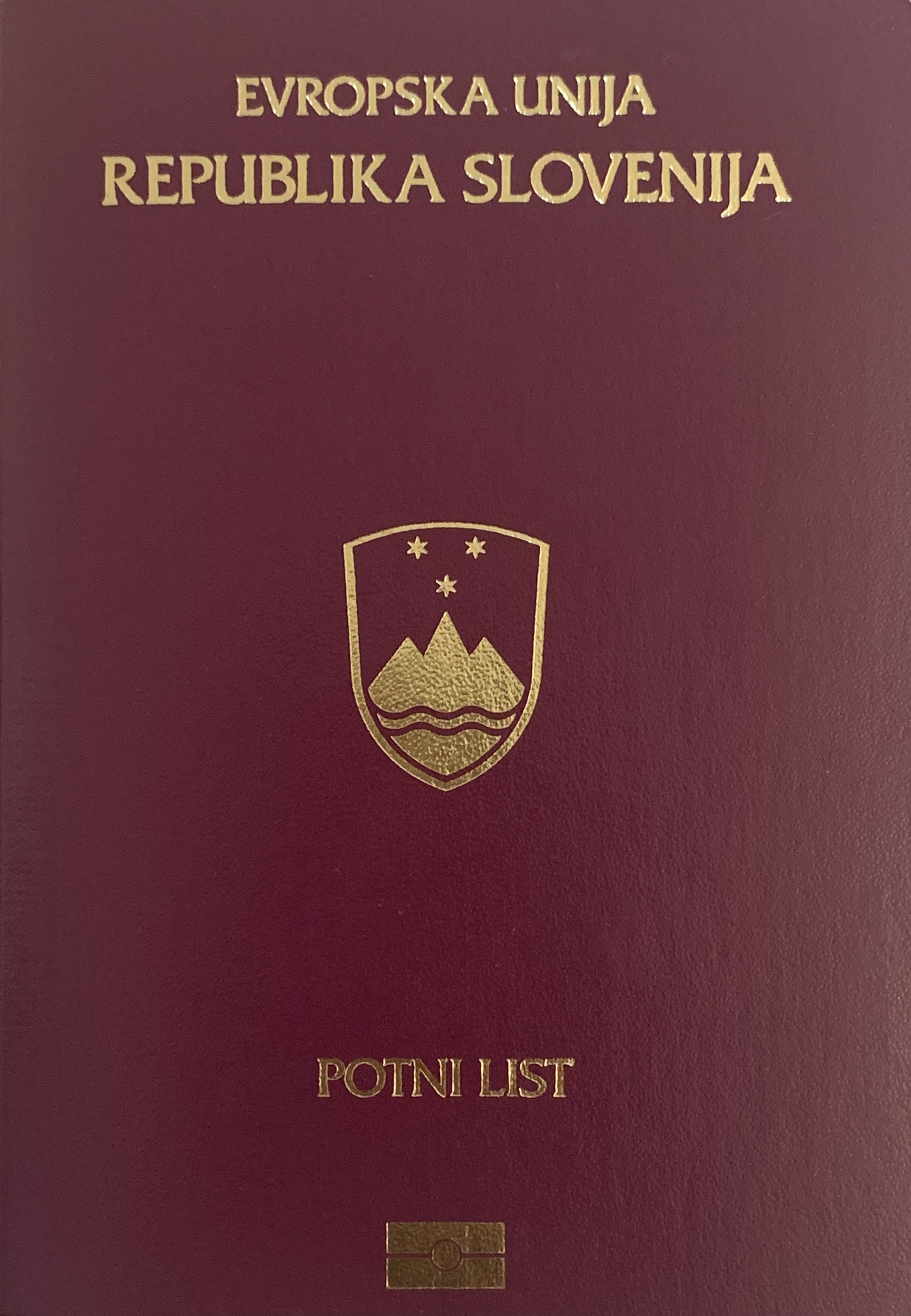
슬로베니아
스페인
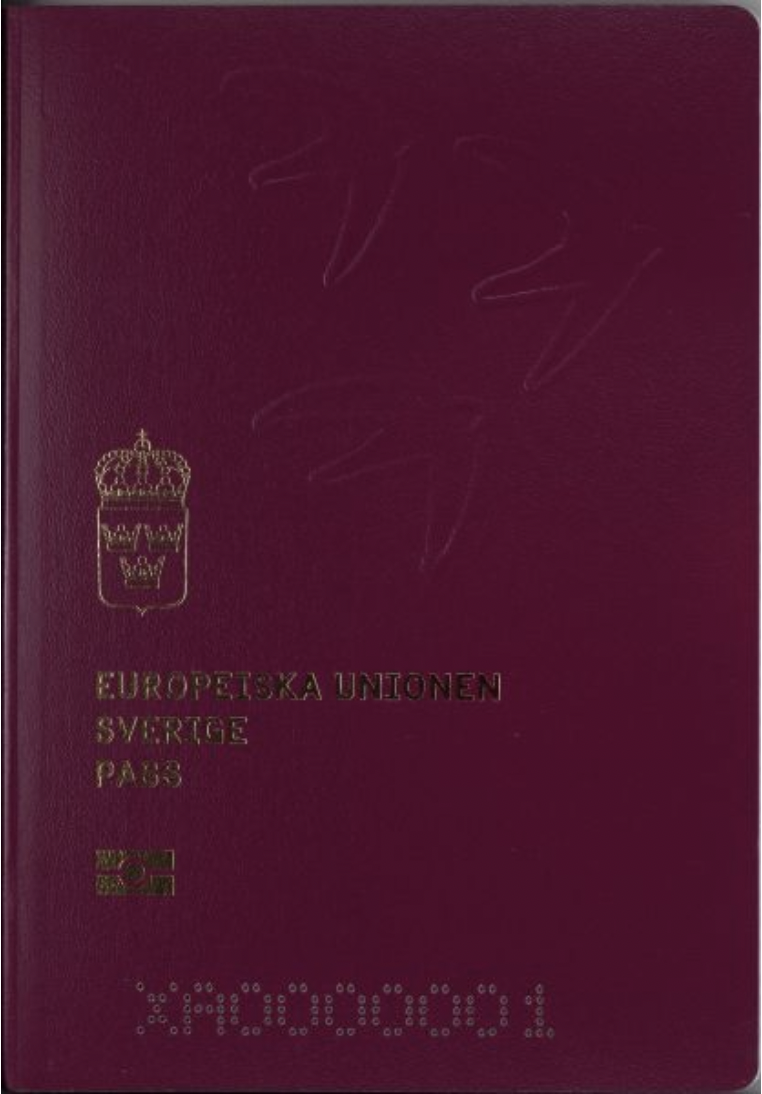
스웨덴
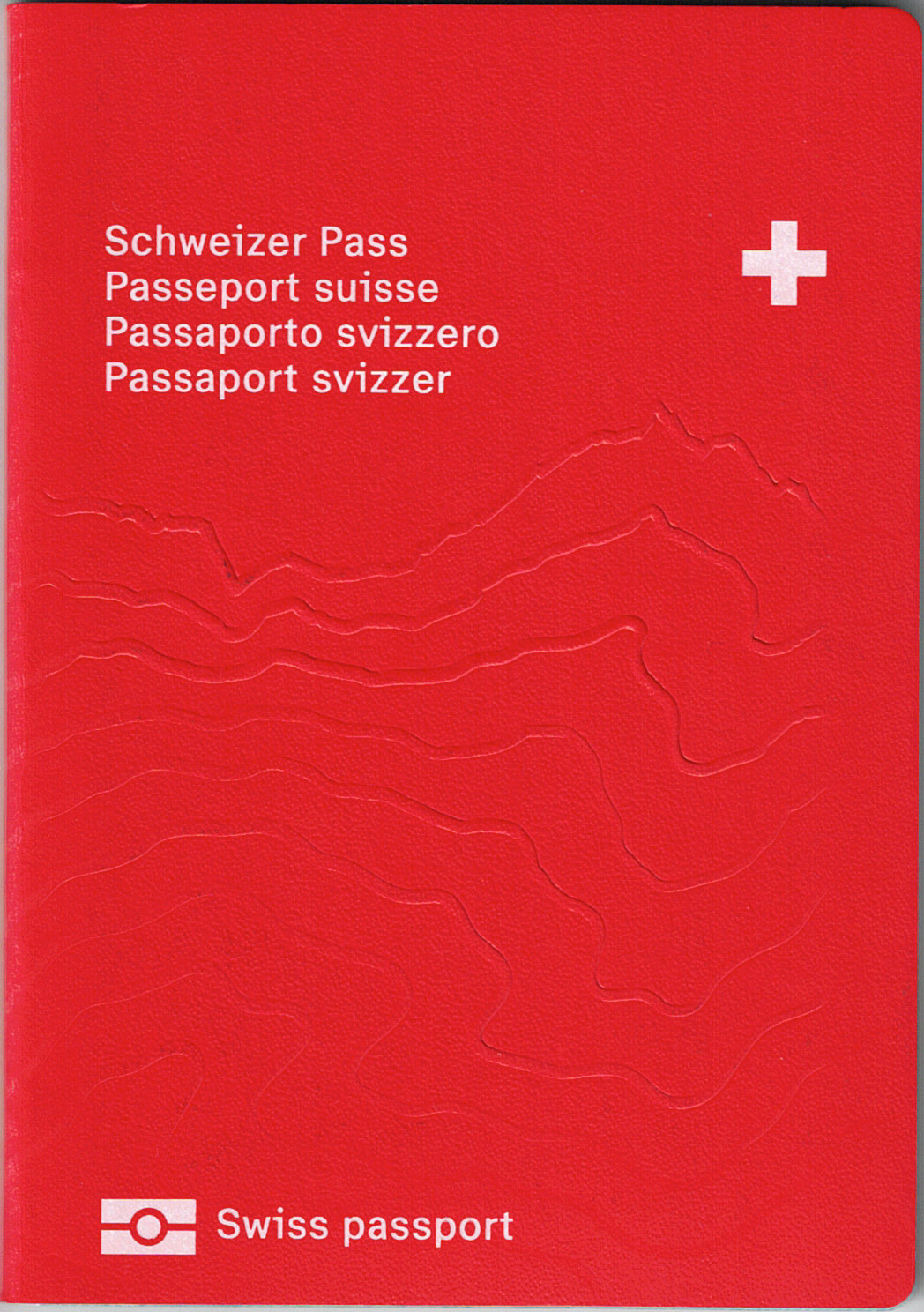
스위스
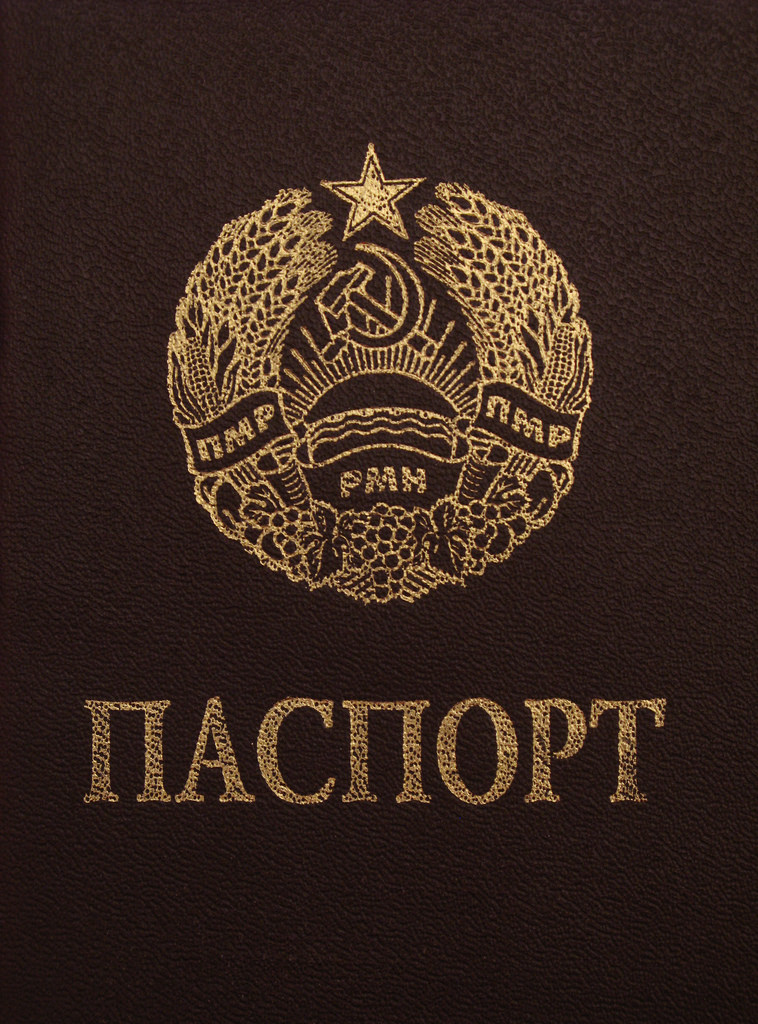
트란스니스트리아
튀르키예
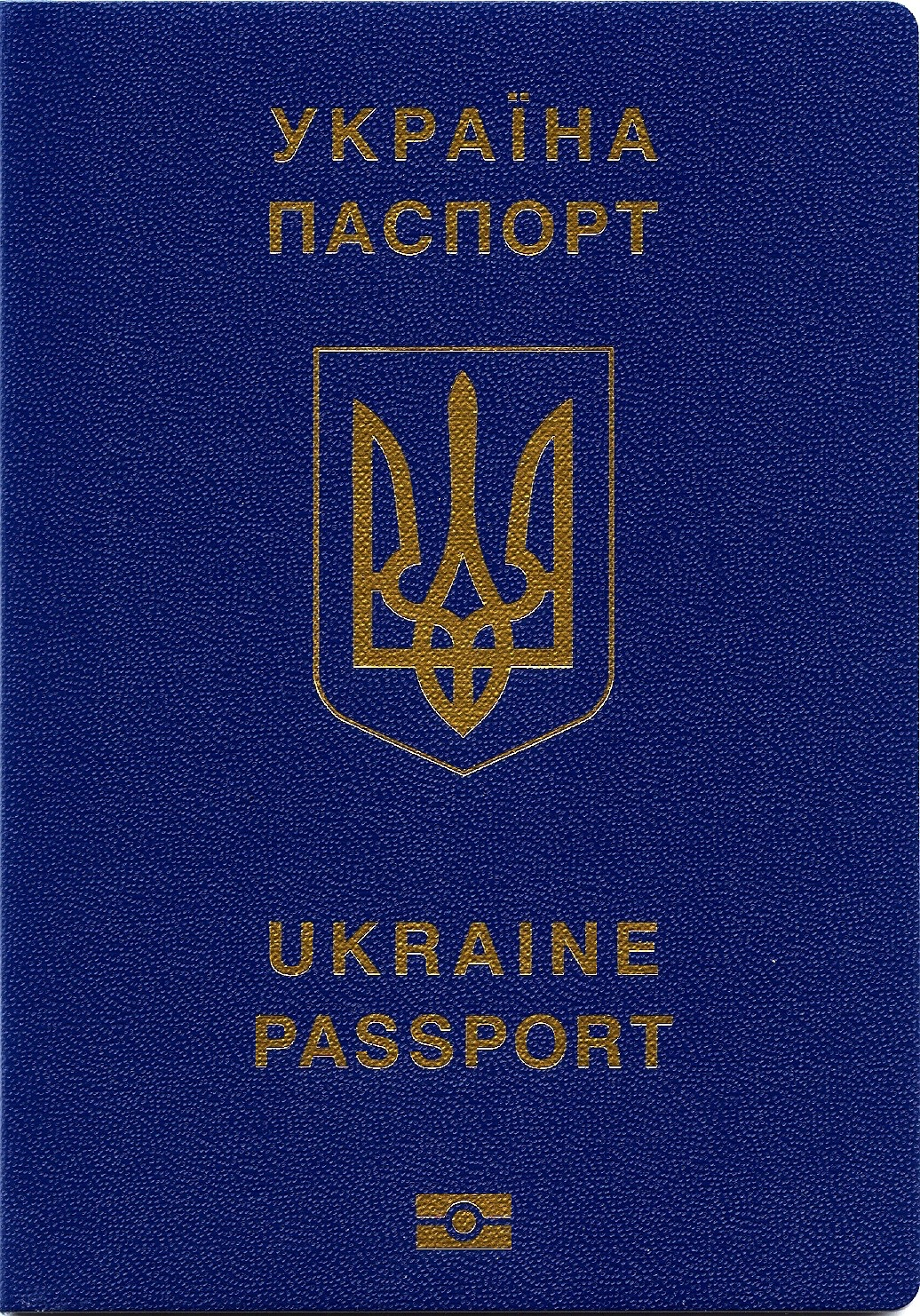
우크라이나
영국
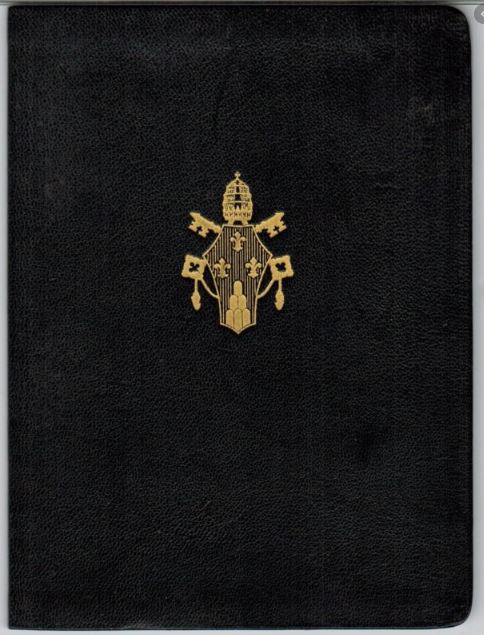
바티칸 시국

### 오세아니아

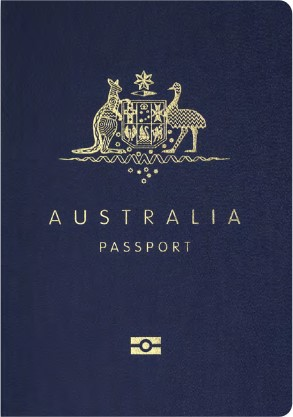
오스트레일리아
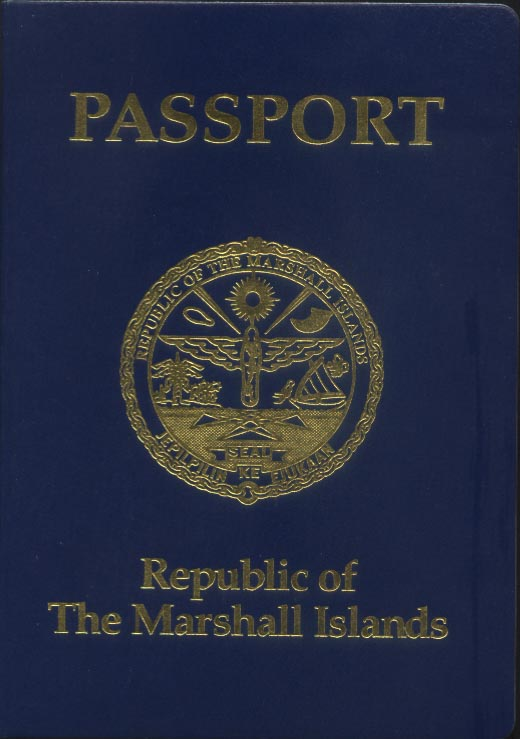
마셜 제도
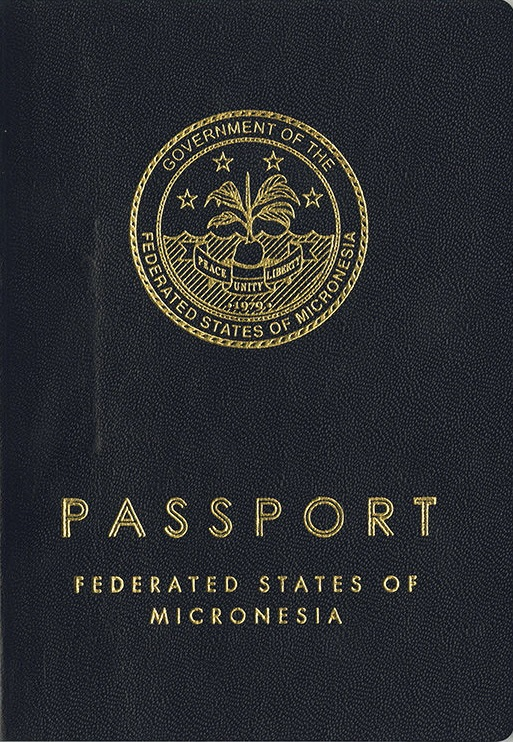
미크로네시아
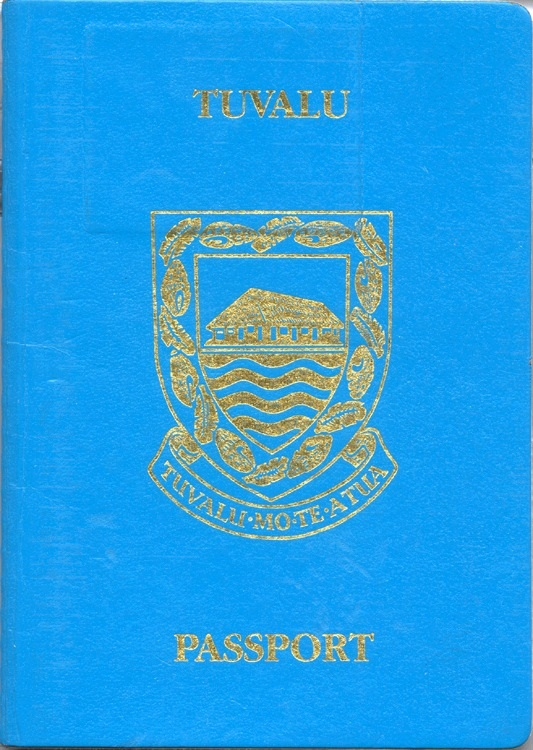
투발루
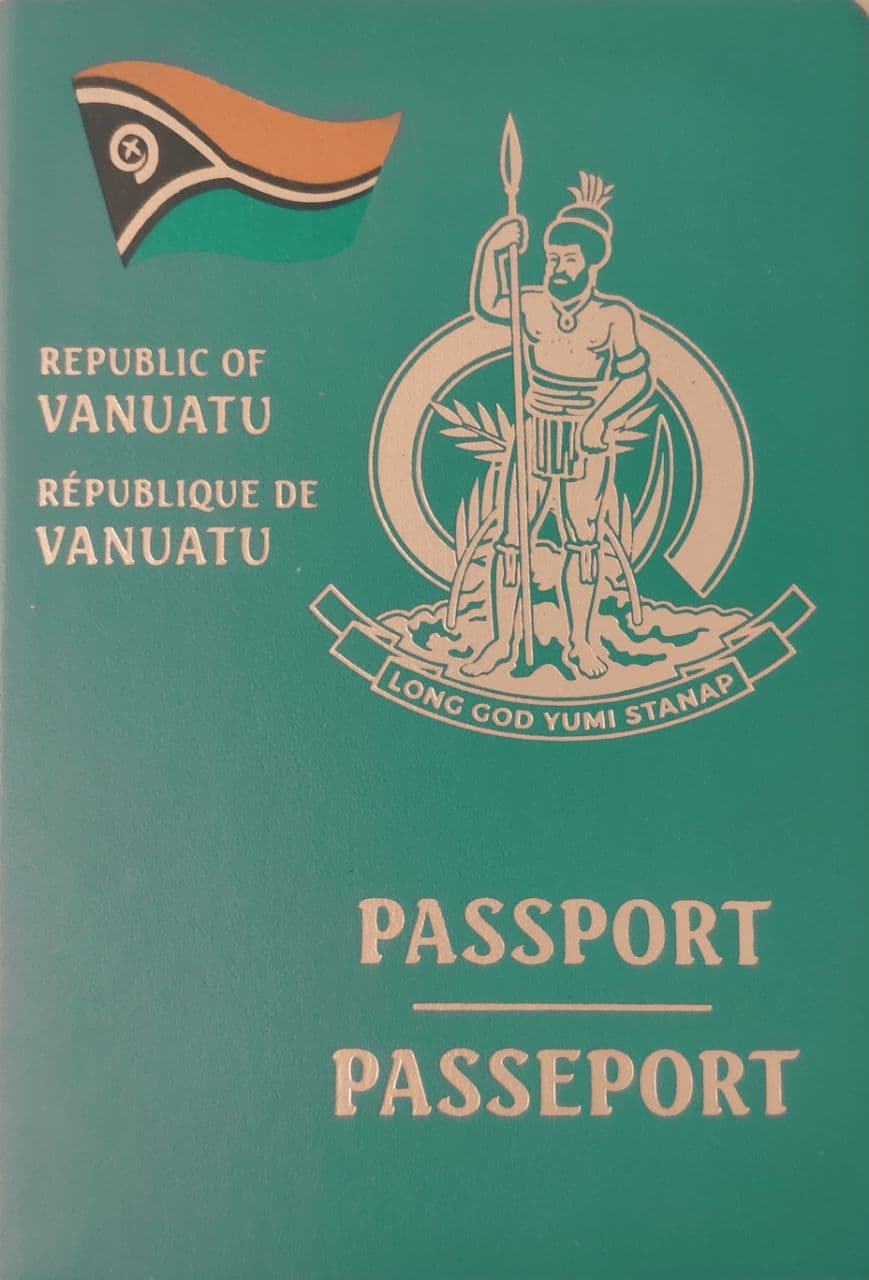
바누아투

## 국제기구 및 국제법상 주권주체

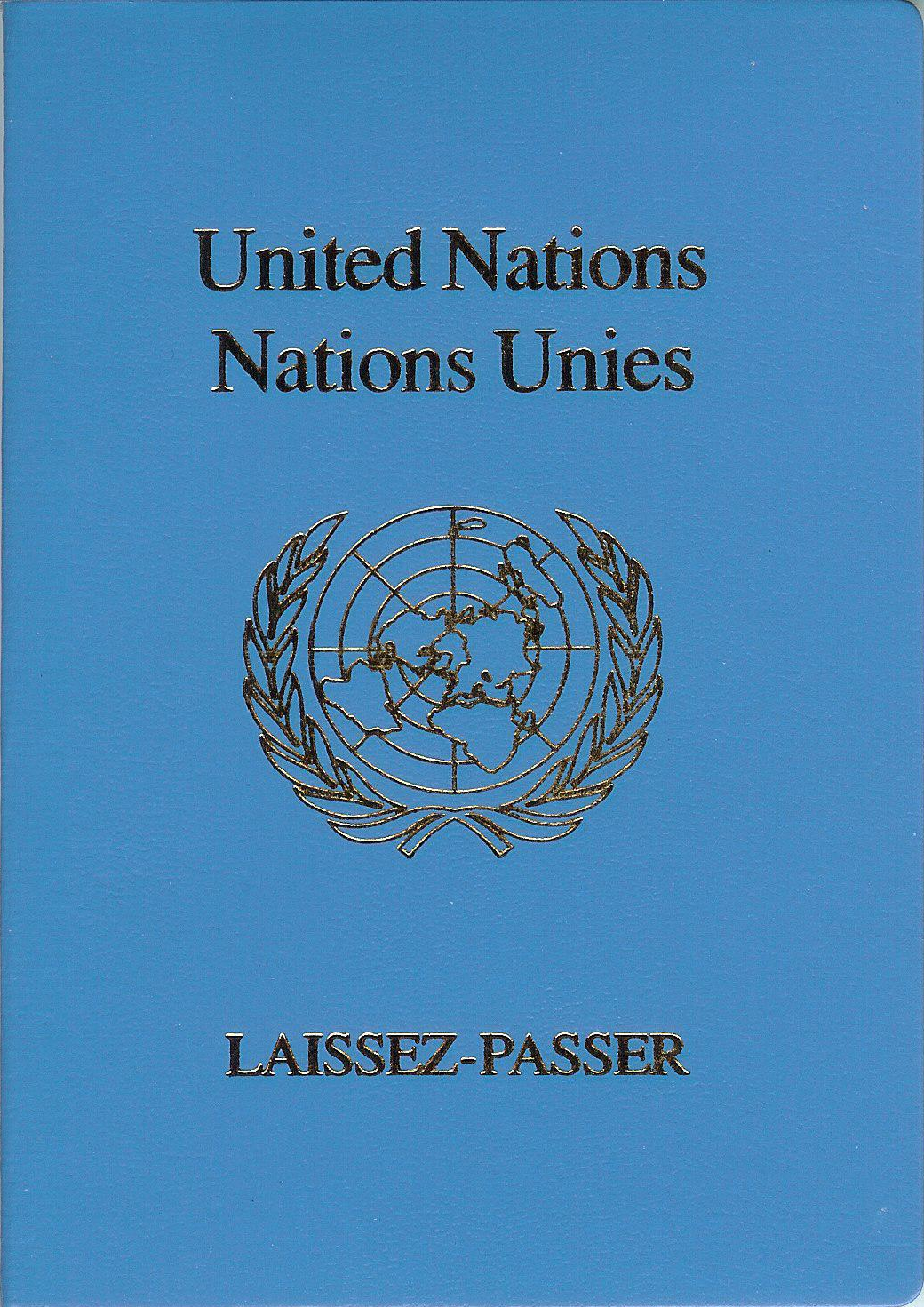
유엔 통행증
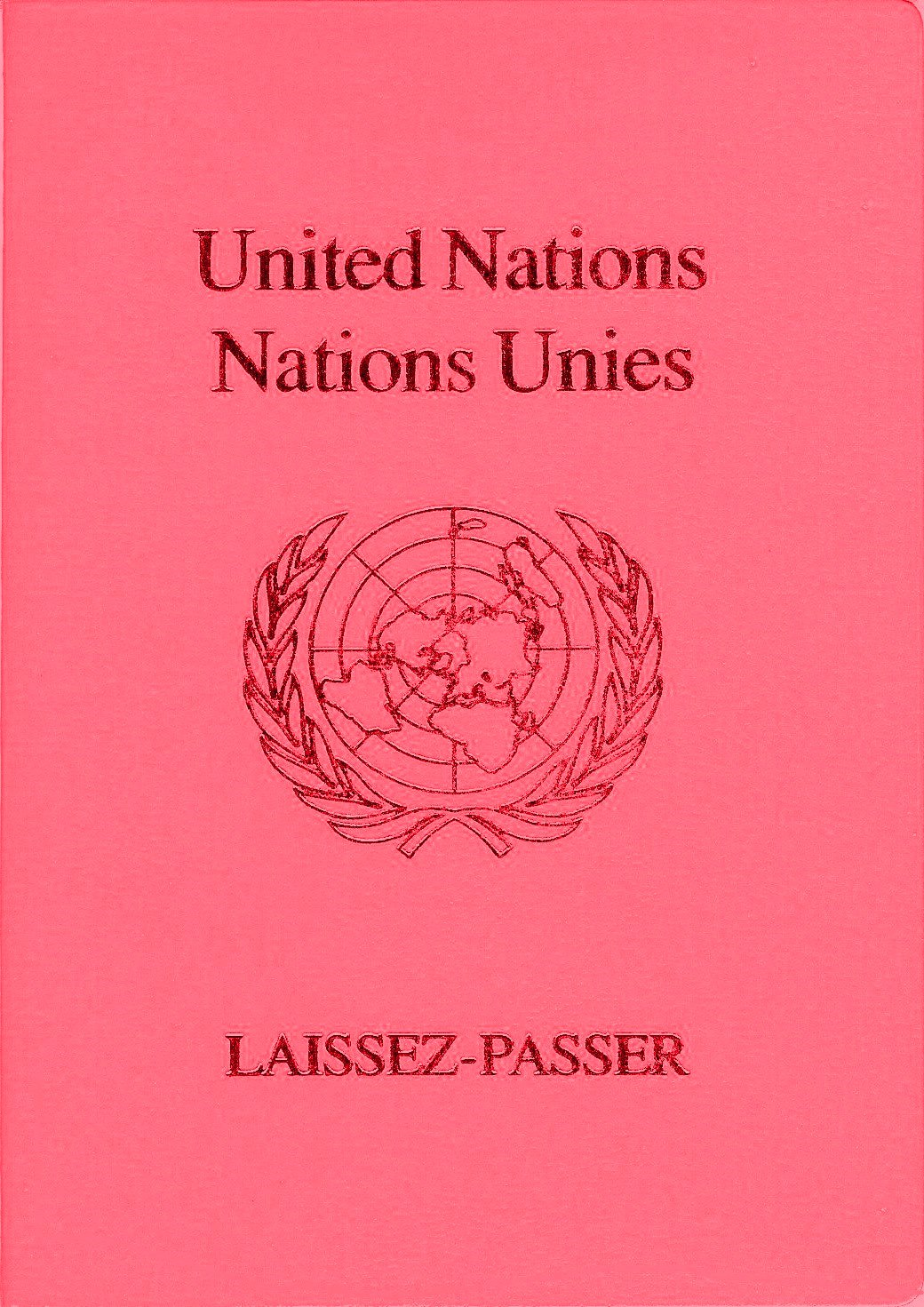
유엔 외교 통행증
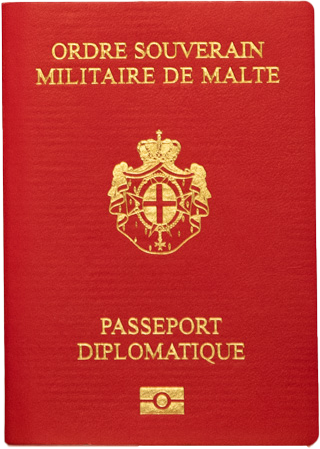
몰타 주권군사규사단

## 현행 외교 여권

알제리
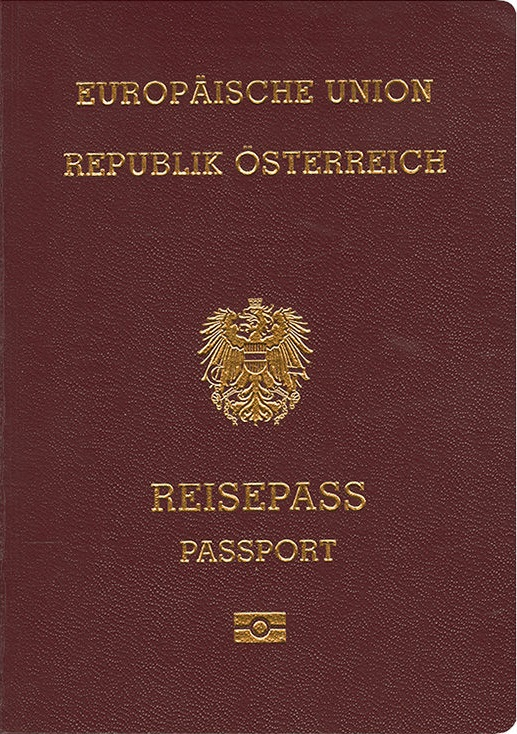
오스트리아
방글라데시
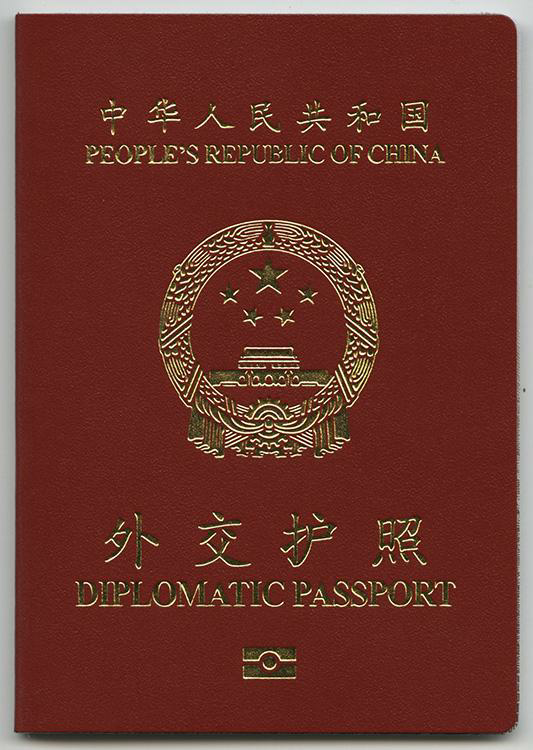
중화인민공화국
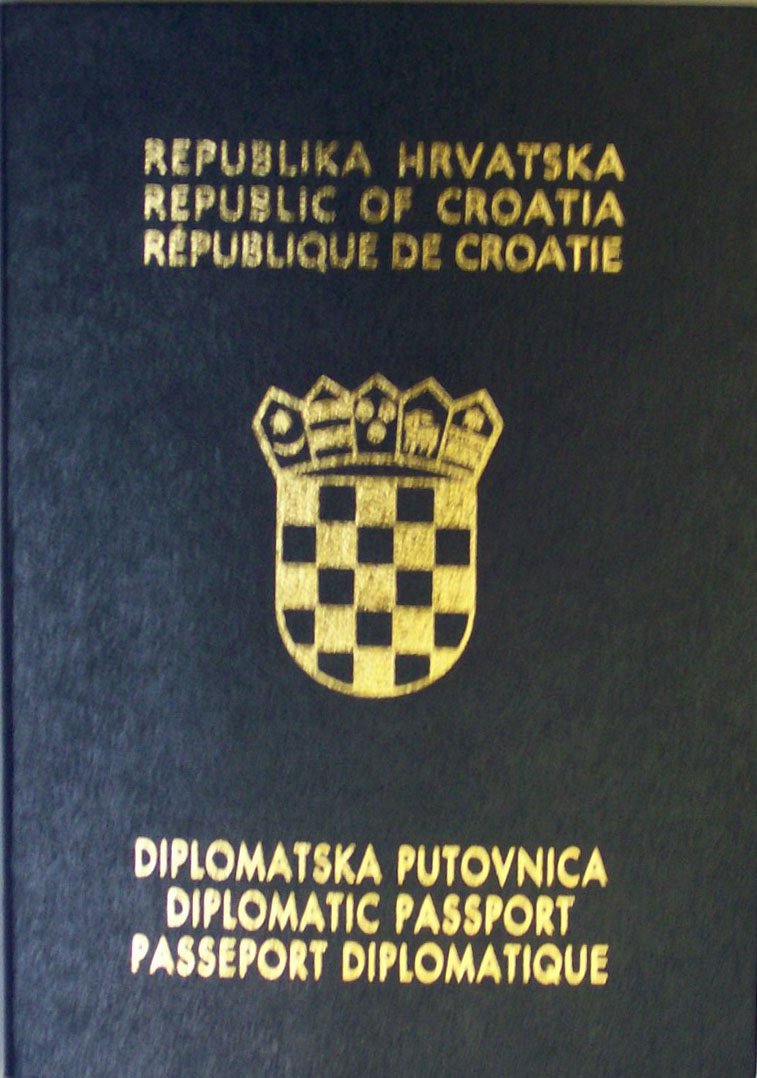
크로아티아
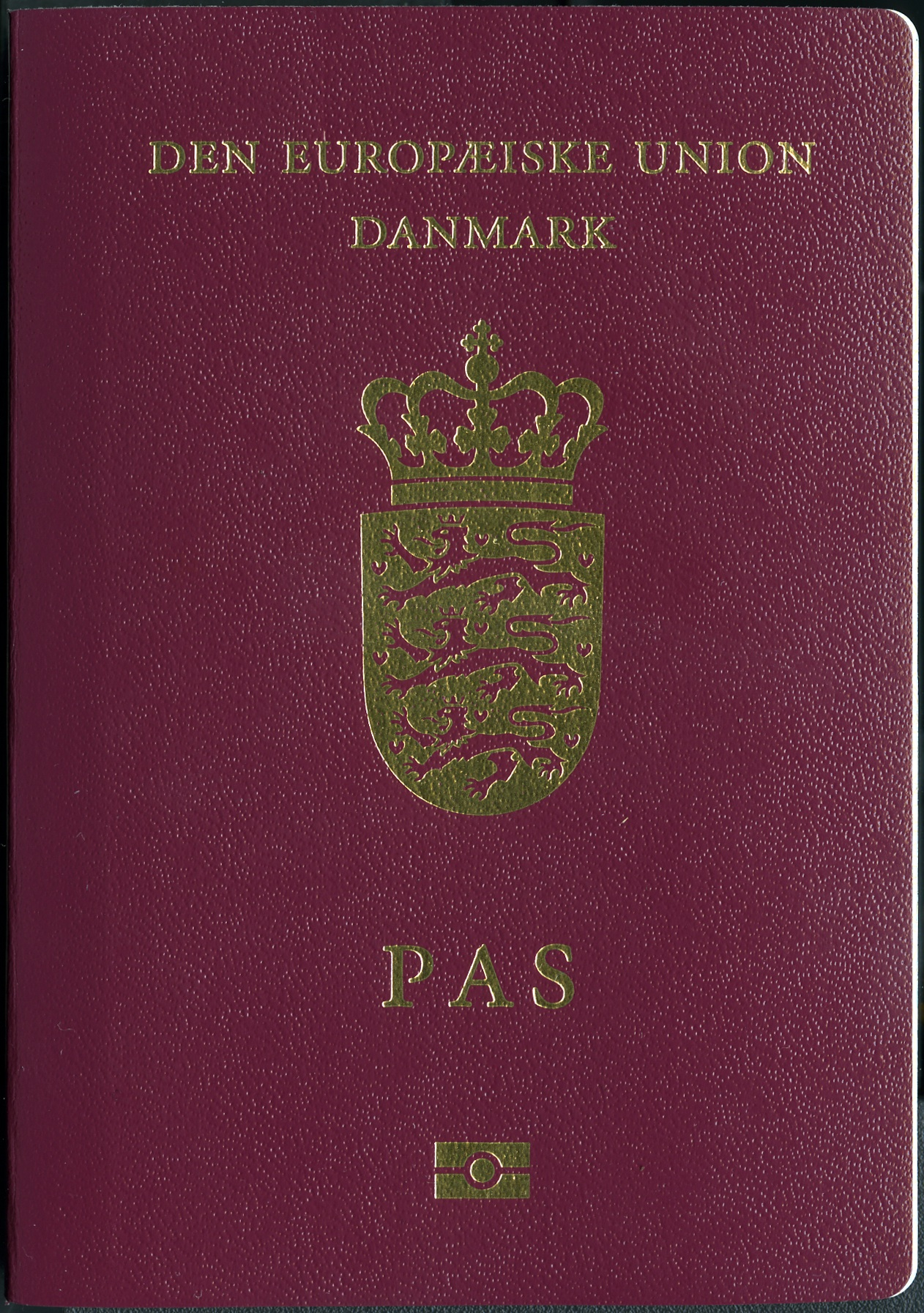
덴마크
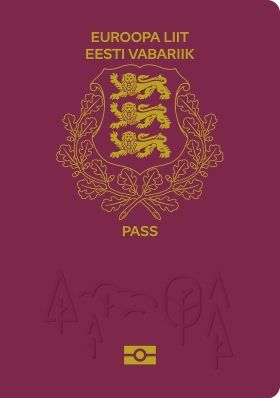
에스토니아
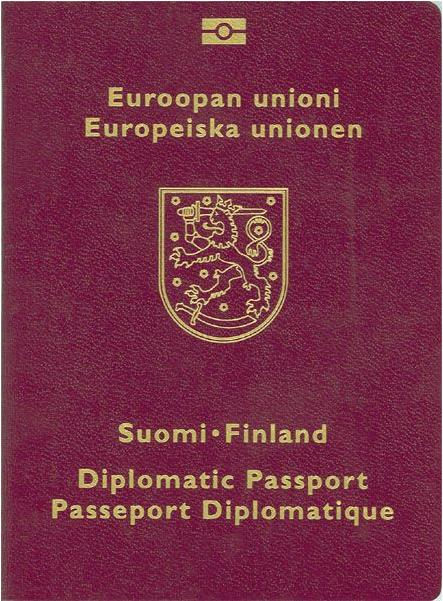
핀란드
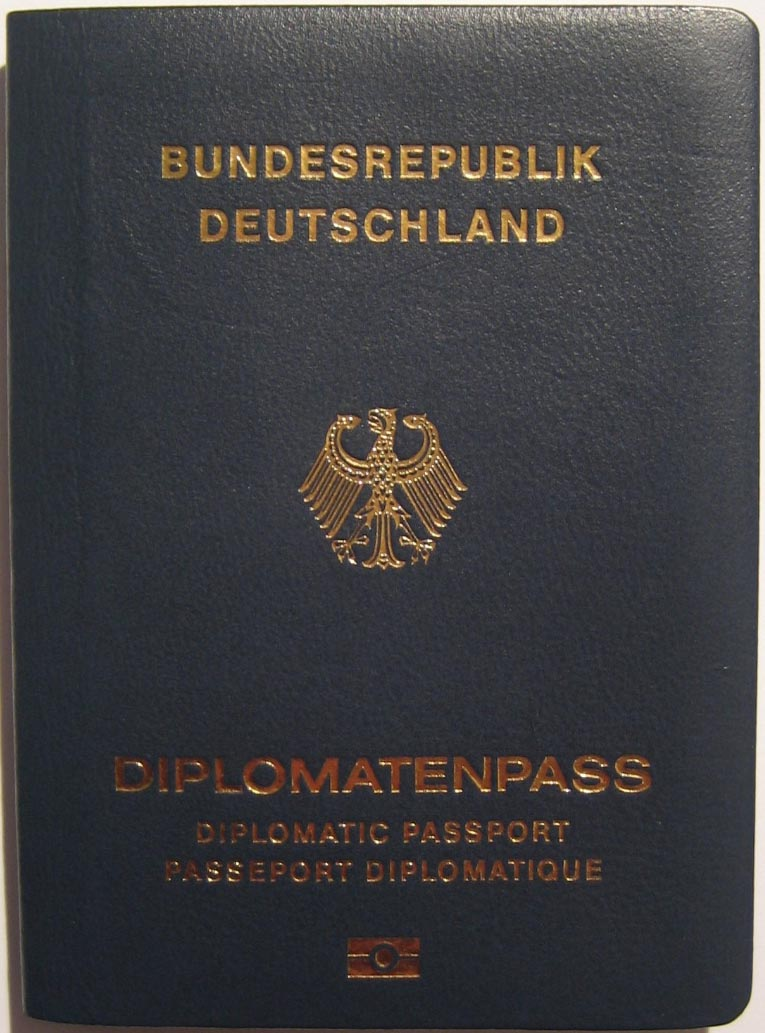
독일
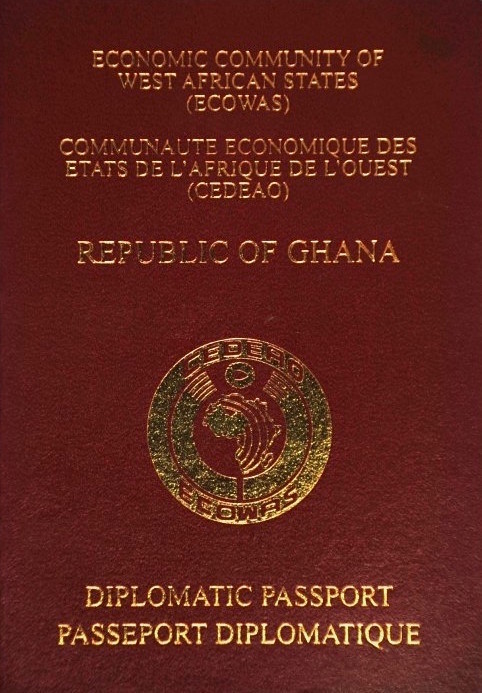
가나
그리스
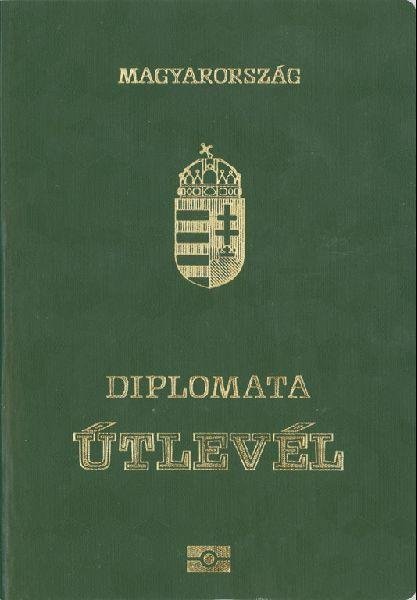
헝가리
인도
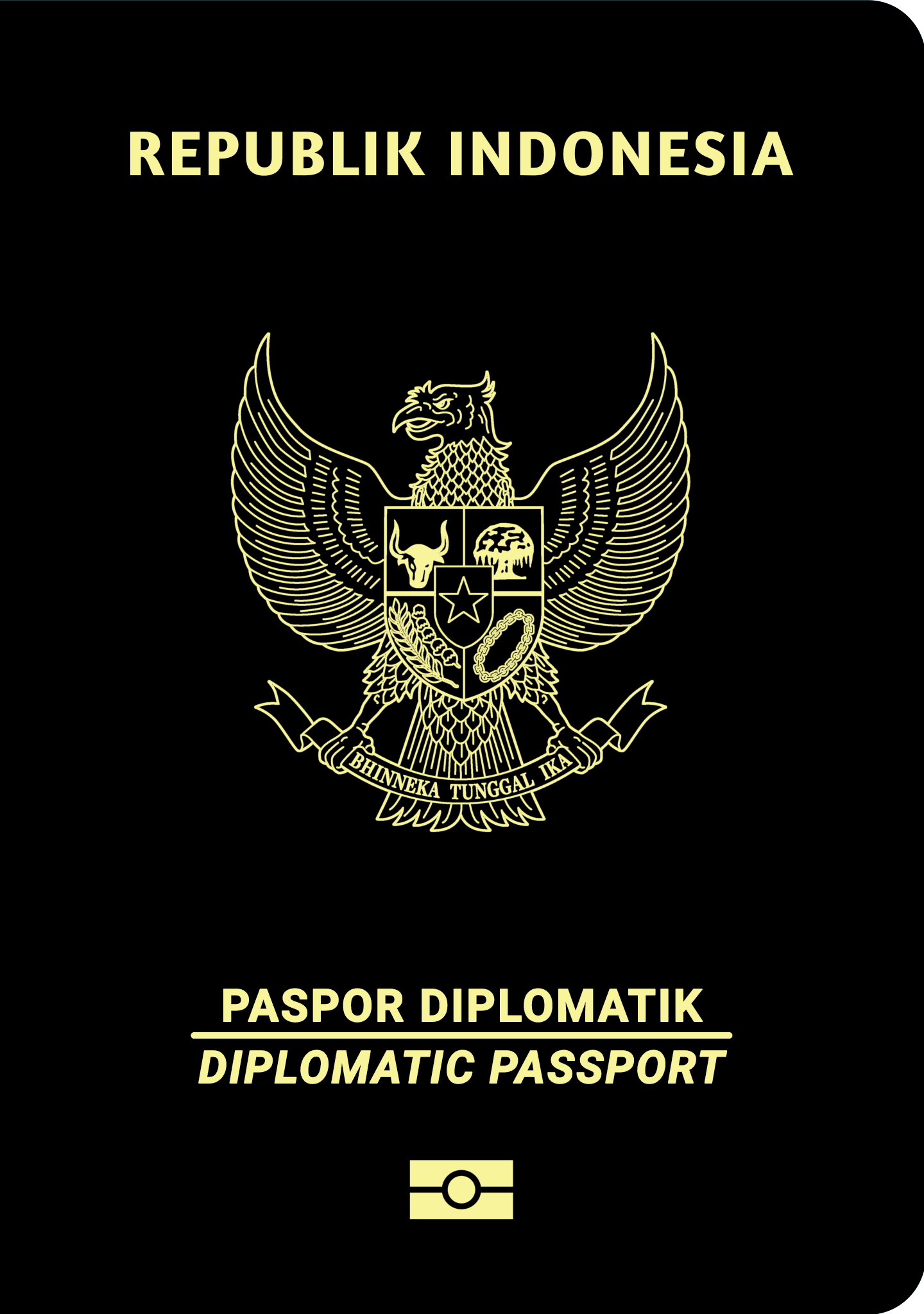
인도네시아
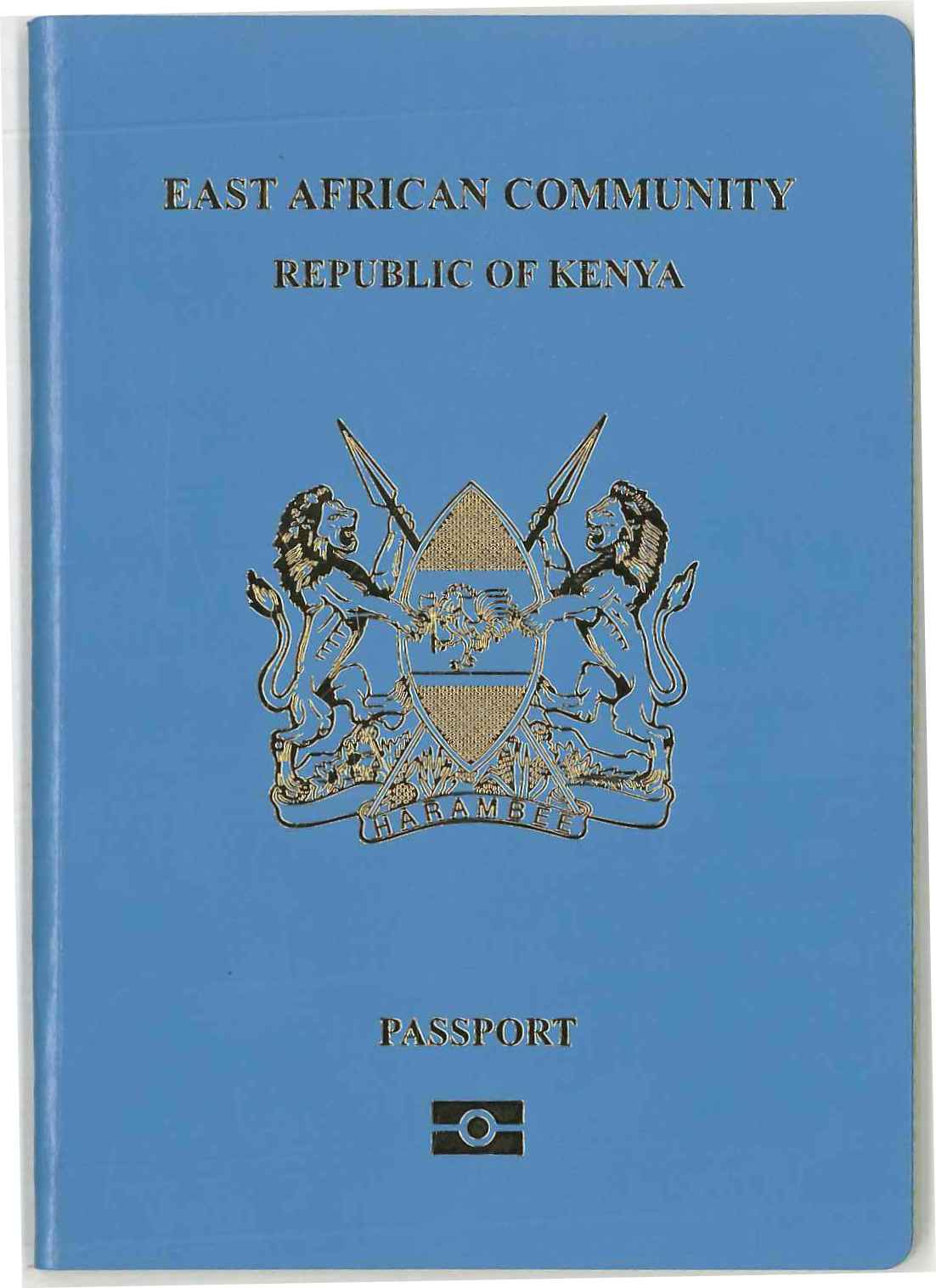
케냐
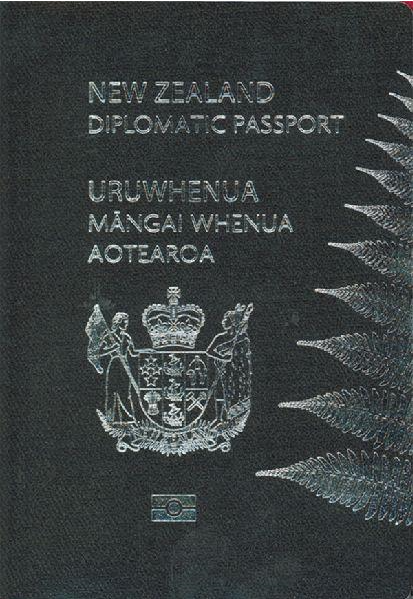
뉴질랜드
폴란드폴란드
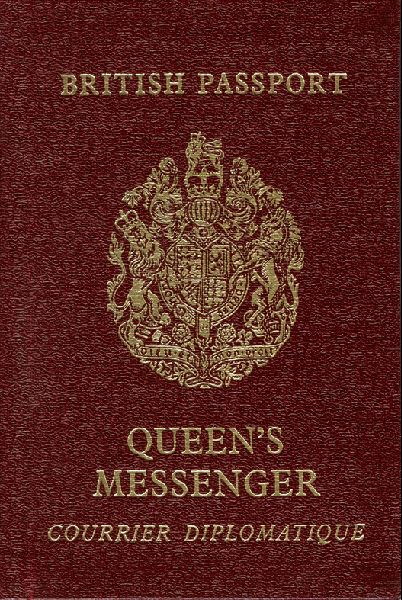
국왕 특사 여권
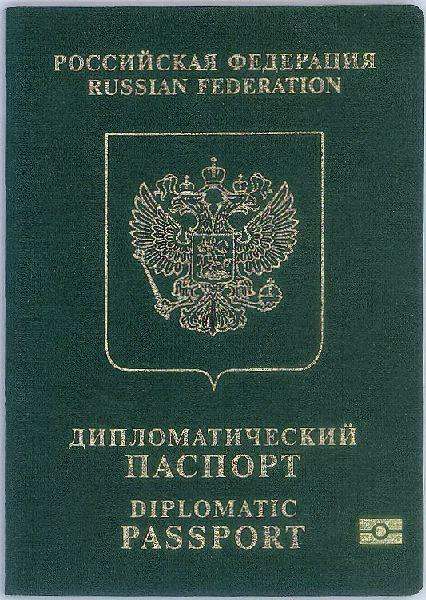
러시아
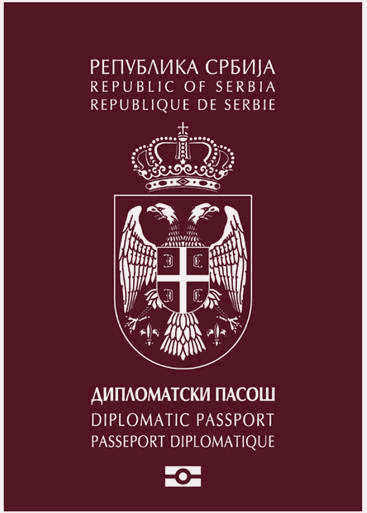
세르비아
스페인
튀르키예
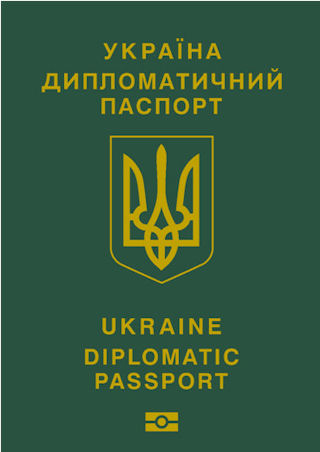
우크라이나
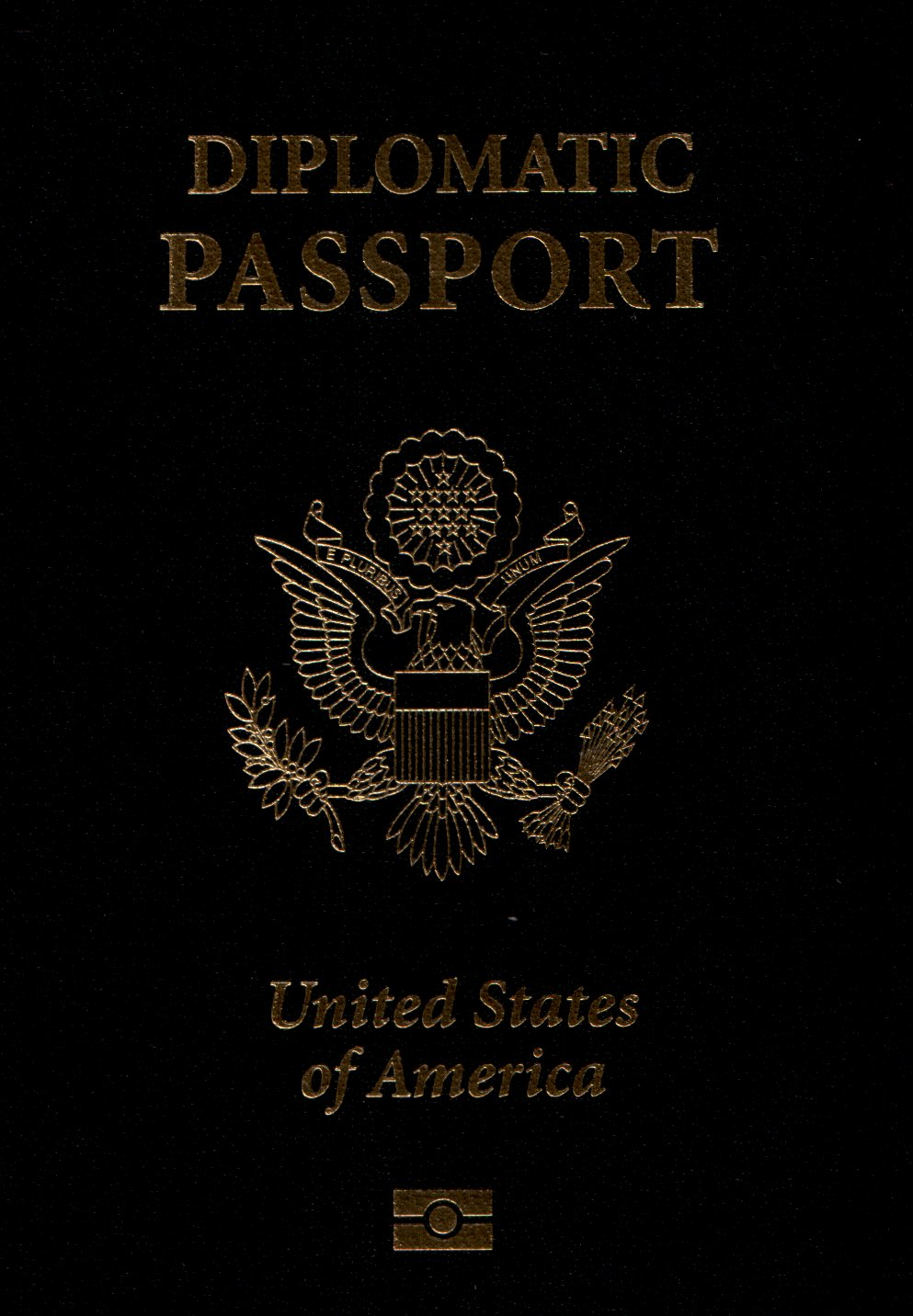
미국
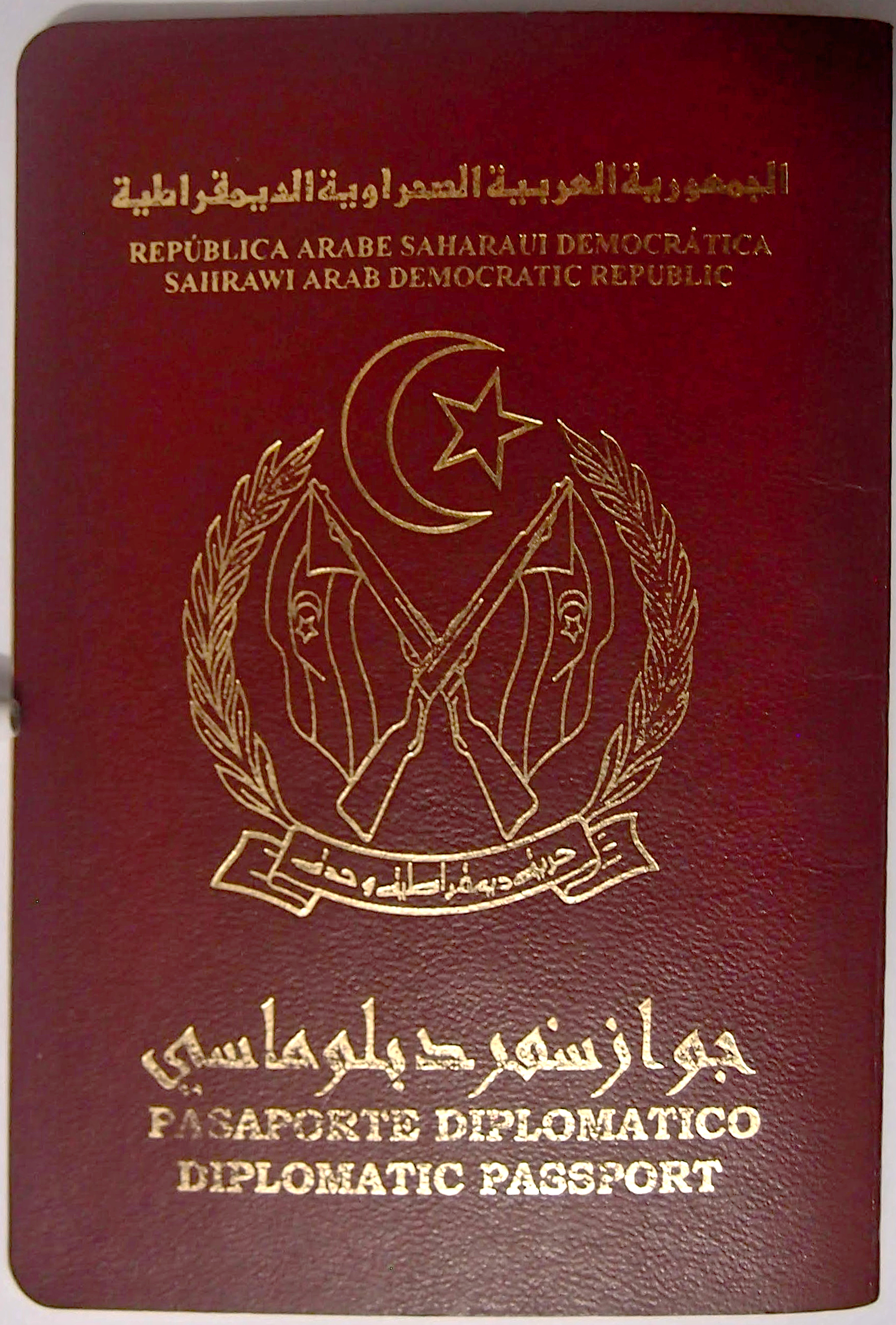
서사하라

## 유형
- 생체인증 여권
- 국내 여권
- 국제 여권
- 기계 판독식 여권

### 특수 여권
- 위장 여권
- 위조 여권
- 망명 티베트인 자유기부수첩
- 하즈 여권
- 반려동물 여권

#### 거주권을 부여하지 않는 여권
특정 여권은 추가적인 승인 없이는 어떠한 거주권도 부여하지 않으며, 여행을 위한 국제적 수용도도 다양하다.
- 영국 국민 (해외) 여권 - GBN[2]은 국제 여행에 널리 수용된다.
- 영국 신민 여권 - GBS[3]는 국제 여행에 널리 수용된다.
- 몰타 주권군사규사단 여권은 여행 수용도가 매우 제한적이다.
- 통가 보호인 여권은 여행 수용도가 매우 제한적이다.

### 비국민에게 발급되는 여행증명서
- 1951년 협약 여행증명서
- 1954년 협약 여행증명서
- 신분증명서
- 인터폴 여행증명서
- 통행증 (유럽 연합 및 유엔에서 발행)
- 난센 여권
- 여행증명서

### 공통 디자인 여권을 가진 국제 기구
- 안데스 여권
- 카리브 공동체 여권
- CEMAC 여권
- 중앙아메리카 4개국 여권
- 서아프리카 경제 공동체 여권
- 메르코수르 여권
- 유럽 연합 여권
- 유럽 연합 가입 후보국 발행 여권
- 파이브 네이션즈 여권 그룹

## 같이 보기
- 여행증명서
- 신분증